# キネマ旬報
『キネマ旬報』（キネマじゅんぽう）は、キネマ旬報社が発行する映画雑誌である。1919年（大正8年）7月11日創刊。創刊当初は毎月1日・11日・21日の発行。1950年10月の復刊時に月2回発行となり、毎月5日・20日刊行だったが、2023年（令和5年）7月20日から月刊誌になった。通称「キネ旬」。

## 概要

1959年12月上旬号の表紙。ジーン・セバーグ。

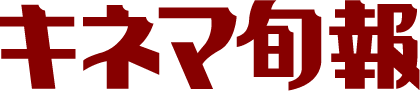
ロゴ

1919年（大正8年）7月11日に東京高等工業学校（現・東京工業大学）の田中三郎ら学生4人が、アート紙4ページ、毎月1日、11日、21日発行の外国映画専門誌として発刊。1923年9月1日に発生した関東大震災により社屋が壊滅したが、兵庫県芦屋市や西宮市香櫨園などの阪神間に編集拠点を移して刊行を続けた。このため出版業を通じて阪神間モダニズムの一翼を担うことになる。
1940年12月をもって戦時統制により終刊。翌1941年1月から継続誌『映画旬報』が発行されたが、1943年12月にこれも廃刊。
戦後1946年3月に「再建」し、1950年4月に休刊したものの10月に復刊。以降毎月2回（5日・20日）発行の形態となる。
巻末の新作映画紹介は詳細なスタッフ、キャスト表に加え大部分はストーリーの結末まで記されており、刊行期間の長さと相まって巨大なデータベースとなっている。1990年代にSSコミュニケーションズとNECアベニューの提携で集中電子化が行われ、CD-ROM販売されたこともあるが、現在は一部がGooなどでネットワーク提供されている。
例年2月下旬号（2月5日発売）は、キネマ旬報ベスト・テン発表の特別号となっていた。また、同号には前年の映画業界の動向や今後の展望、興行成績の総括も含まれている。2015年からは2月下旬号にキネ旬ベスト・テン、3月下旬号（3月5日発売）に映画業界の総決算の2分冊となった。
2018年3月、同年1月設立の（新）株式会社キネマ旬報社に事業移管が行われ、（旧）キネマ旬報社はケージェイに社名変更。2018年3月20日、ケージェイは約7億4000万円の負債をかかえ、会社清算を開始した。
2023年5月19日、同年6月20日発売の7月上下旬合併特別号をもって、隔週刊発行を終了し、同年7月20日発売の8月号から月刊誌に移行することを発表した。
月刊化後の2024年からは、キネマ旬報ベスト・テンは通常号とは別の2月5日発売の増刊号において発表される。

## キネマ旬報賞
1956年、1957年のみ実施。映画評論が対象。
- 1956年 第1回 多田道太郎「シナリオにおける黒沢明」
- 1957年 第2回 佐藤忠男「日本の映画」

## 主な編集長
- 田中三郎
- 田中純一郎
- 飯島千代太（1950-1955）[9]
- 白井佳夫（1968-1976）[10]
- 黒井和男（1977-1991）[11]
- 植草信和（1991-1995）[12]
- 青木眞弥（1991-1999）[13]
- 掛尾良夫（1999-200）[14]
- 関口裕子（2000-2007）[15]
- 明智惠子（2007-2016）[16]
- 青木眞弥（2016-2018）[17]
- 三浦理高（2018-2023）[18]
- 明智惠子（2023-）[19]

## キネマ旬報ベスト・テン
キネマ旬報ベスト・テンは世界最古クラスの映画賞で、1924年に外国映画のみを対象として「芸術的に最も優れた映画」「娯楽的に最も優れた映画」の2部門を編集同人の投票により選出したことから始まり、日本映画の水準が高くなったことを理由に1926年から日本映画も対象となった。
毎年、「日本映画ベスト・テン」・「外国映画ベスト・テン」・「文化映画ベスト・テン」が選出されている（1930年度は洋画から「無声映画」と「有声映画」、邦画から「現代映画」と「時代映画」を、1941年度・1942年度は戦争のため邦画のみ選出された）。選出者のベスト・テン（日本映画・外国映画・文化映画）に加え、1972年度からは読者選出ベスト・テン（日本映画・外国映画）も始まった。
各部門の選出は、映画評論家や新聞記者、映画雑誌編集者などから選抜した120人前後の選考委員によって行われる。各自の選考委員が各部門について自分の基準によって10本の映画を選び、1位は10点、2位は9点……10位は1点と評価を数値化し、その合計によって各部門の順位を決定する。どの選出委員がどの作品に投票したか、またその選考理由については、毎年2月上旬に発売されるキネマ旬報の特別号にて公表される。このような選出方法であるため、合議制によって選出する他の映画賞に比べて透明性が高く、賞の中立性と信頼性を担保している。また、多様な視点を持っている選考委員のベストテンを集計した賞であるため、興行的な大ヒット作品とは異なる作品が選出される傾向がある。
毎年の受賞結果はNHKのニュースや読売新聞・朝日新聞・毎日新聞等の全国紙でも報じられる。ただし、近年は1位作品と個人賞のみの発表で、２位以下のベストテン内容は報道規制されている。
月刊化後の2024年からは通常号とは別の2月5日発売の増刊号において発表される。

## 各年のベスト・テン結果
| 年代     | 各年                                              |
| -------- | ------------------------------------------------- |
| 1920年代 | 1924 1925 1926 1927 1928 1929                     |
| 1930年代 | 1930 1931 1932 1933 1934 1935 1936 1937 1938 1939 |
| 1940年代 | 1940 1941 1942 1943 1944 1945 1946 1947 1948 1949 |
| 1950年代 | 1950 1951 1952 1953 1954 1955 1956 1957 1958 1959 |
| 1960年代 | 1960 1961 1962 1963 1964 1965 1966 1967 1968 1969 |
| 1970年代 | 1970 1971 1972 1973 1974 1975 1976 1977 1978 1979 |
| 1980年代 | 1980 1981 1982 1983 1984 1985 1986 1987 1988 1989 |
| 1990年代 | 1990 1991 1992 1993 1994 1995 1996 1997 1998 1999 |
| 2000年代 | 2000 2001 2002 2003 2004 2005 2006 2007 2008 2009 |
| 2010年代 | 2010 2011 2012 2013 2014 2015 2016 2017 2018 2019 |
| 2020年代 | 2020 2021 2022 2023 2024                          |

### 1920年代

#### 第1回（1924年度）
芸術的に最も優れた映画
1. 巴里の女性（チャールズ・チャップリン監督）
2. 結婚哲学（エルンスト・ルビッチ監督）
3. 椿姫（レイ・C・スモールウッド監督）
4. 過去からの呼声（ジェンナロ・リゲッリ監督）
5. 我が恋せし乙女（ジョーゼフ・デ・グラッス監督）
6. ノートルダムの傴僂男（ウォーレス・ウォスリー監督）
7. 異郷の露（ジョージ・メルフォード監督）
8. 歩み疲れて（トム・テリス監督）
9. 不滅の情火（フランク・ロイド監督）
10. 心なき女性（レックス・イングラム監督）

娯楽的に最も優れた映画
1. 幌馬車（ジェイムズ・クルーズ監督）
2. ホリウッド（ジェイムズ・クルーズ監督）
3. 要心無用（フレッド・ニューメイヤー&サム・テイラー監督）
4. 無鉄砲時代（ハリー・ポラード監督）
5. シャーロック・ホームズ（アルバート・パーカー監督）
6. 男子怒れば（アレン・ホルバー監督）
7. 狂恋の唄ひ女（ルイ・ガスニエ監督）
8. 心なき女性（レックス・イングラム監督）
9. 嵐の国のテス（ジョン・S・ロバートソン監督）
10. ロジタ（エルンスト・ルビッチ監督）

#### 第2回（1925年度）
芸術的優秀映画
1. 嘆きのピエロ（ジャック・カトラン監督）
2. キイン（A・ヴォルコフ監督）
3. 救ひを求むる人々（ジョーゼフ・フォン・スタンバーグ監督）
4. ジークフリート（フリッツ・ラング監督）
5. クリームヒルトの復讐（フリッツ・ラング監督）
6. 燻ゆる情炎（クラレンス・ブラウン監督）
7. 冬来りなば（ハリー・ミラード監督）
8. 恋の凱歌（ヴィクトル・トゥールジャンスキー監督）
ボー・ブラムメル（ハリー・ボーモント監督）
9. ホワイト・シスター（ヘンリー・キング監督）

娯楽的優秀映画
1. バグダッドの盗賊（ラオール・ウォルシュ監督）
2. ドン・Q（ドナルド・クリスプ監督）
3. ピーター・パン（ハーバート・ブレノン監督）
4. 蜂雀（シドニー・オルコット監督）
5. 猛進ロイド（フレッド・ニューメイヤー&サム・テイラー監督）
6. オペラの怪人（ルパート・ジュリアン監督）
7. 海賊アップルジャック（フレッド・ニブロ監督）
8. 荒武者キートン（バスター・キートン&ジャック・ブライストーン監督）
9. シー・ホーク（フランク・ロイド監督）
10. 美人食客（ウィリアム・ボーディン監督）

#### 第3回（1926年度）
日本映画ベスト・テン
1. 足にさはつた女（阿部豊監督）
2. 日輪（村田実監督）
3. 陸の人魚（阿部豊監督）
4. 狂った一頁（衣笠貞之助監督）
5. カラボタン（野村芳亭監督）
6. 受難華（牛原虚彦監督）
7. 紙人形春の囁き（溝口健二監督）
8. 転落（井上金太郎監督）
9. 水戸黄門（池田富保監督）
10. 蜘蛛（悪麗之助監督）

外国映画ベスト・テン
1. 黄金狂時代（チャールズ・チャップリン監督）
2. 最後の人（F・W・ムルナウ監督）
3. ステラ・ダラス（ヘンリー・キング監督）
4. 海の野獣（ミラード・ウエッブ監督）
5. 鉄路の白薔薇（アベル・ガンス監督）
6. ダーク・エンゼル（ジョージ・フィツモーリス監督）
7. ダグラスの海賊（アルバート・パーカー監督）
8. 熱砂の舞（ジョージ・フィツモーリス監督）
9. ロイドの人気者（フレッド・ニューメイヤー&サム・テイラー監督）
10. 滅び行く民族（ジョージ・B・サイツ監督）

#### 第4回（1927年度）
日本映画ベスト・テン
1. 忠次旅日記 信州血笑篇（伊藤大輔監督）
2. 彼を繞る五人の女（阿部豊監督）
3. 尊王攘夷（池田富保監督）
4. 忠次旅日記 御用篇（伊藤大輔監督）
5. 海の勇者（島津保次郎監督）
6. からくり娘（五所平之助監督）
7. 慈悲心鳥（溝口健二監督）
8. 悪魔の星の下に（二川文太郎監督）
9. 下郎（伊藤大輔監督）
10. 道中悲記（井上金太郎監督）

外国映画ベスト・テン
1. 第七天国（フランク・ボーサージ監督）
2. ヴァリエテ（E・A・デュポン監督）
3. ビッグ・パレード（キング・ヴィダー監督）
4. ボー・ジェスト（ハーバート・ブレノン監督）
5. 肉体の道（ヴィクター・フレミング監督）
6. チャング（メリアン・C・クーパー&アーネスト・B・シェードザック監督）
7. 帝国ホテル（モーリッツ・スティルレル監督）
8. 椿姫（フレッド・ニブロ監督）
9. カルメン（ジャック・フェデー監督）
10. ドン・ファン（アラン・クロスランド監督）

#### 第5回（1928年度）
日本映画ベスト・テン
1. 浪人街 第一話 美しき獲物（マキノ正博監督）
2. 陸の王者（牛原虚彦監督）
3. 新版大岡政談（第三篇 解決篇）（伊藤大輔監督）
4. 崇禅寺馬場（マキノ正博監督）
5. 彼と東京（牛原虚彦監督）
6. 村の花嫁（五所平之助監督）
7. 蹴合鶏（マキノ正博監督）
8. 結婚二重奏（田坂具隆監督/村田実演出/阿部豊補導）
9. 平手造酒（志波西果監督）
10. 十字路（衣笠貞之助監督）

外国映画ベスト・テン
1. サンライズ（F・W・ムルナウ監督）
2. 暗黒街（ジョーゼフ・フォン・スタンバーグ監督）
3. サーカス（チャールズ・チャップリン監督）
4. ベン・ハー（フレッド・ニブロ監督）
5. つばさ（ウィリアム・ウェルマン監督）
6. 街の天使（フランク・ボーサージ監督）
7. 煩悩（ジョージ・フィツモーリス監督）
8. アンクル・トムズ・ケビン（ハリー・ポラード監督）
9. 結婚行進曲（エリッヒ・フォン・シュトロハイム監督）
10. ムーラン・ルージュ（E・A・デュポン監督）

#### 第6回（1929年度）
日本映画ベスト・テン
1. 首の座（マキノ正博監督）
2. 灰燼（村田実監督）
3. 浪人街 第三話 憑かれた人々（マキノ正博監督）
4. 生ける人形（内田吐夢監督）
5. 摩天楼 争闘篇（村田実監督）
6. 斬人斬馬剣（伊藤大輔監督）
7. パイプの三吉（滝沢英輔監督）
8. 無理矢理三千石（松田定次監督）
9. 大都会 労働篇（牛原虚彦監督）
10. 都会交響楽（溝口健二監督）

外国映画ベスト・テン
1. 紐育の波止場（ジョーゼフ・フォン・スタンバーグ監督）
2. 四人の悪魔（F・W・ムルナウ監督）
3. 人生の乞食（ウィリアム・ウェルマン監督）
4. メトロポリス（フリッツ・ラング監督）
5. 生ける屍（フィオードル・オツェプ監督）
6. 四枚の羽根（メリアン・C・クーパー&アーネスト・B・シェードザック監督）
7. ジャン・ダーク（カール・テホ・ドライヤー監督）
8. 女の一生（ジョーゼフ・フォン・スタンバーグ監督）
9. 思ひ出（エルンスト・ルビッチ監督）
10. 都会の哀愁（パウル・フェヨス監督）

### 1930年代

#### 第7回（1930年度）
※第7回は変則的な選出方法を採用
日本・現代映画
1. 何が彼女をさうさせたか（鈴木重吉監督）
2. 若者よなぜ泣くか（牛原虚彦監督）
お嬢さん（小津安二郎監督）

日本・時代映画
1. 続大岡政談 魔像篇第一（伊藤大輔監督）
2. 旋風時代（志波西果監督）
3. 素浪人忠彌（伊藤大輔監督）

外国・発声映画
1. 西部戦線異状なし（ルイス・マイルストン監督）
2. ラヴ・パレイド（エルンスト・ルビッチ監督）

外国・無声映画
1. アスファルト（ヨーエ・マイ監督）
2. アジアの嵐（フセヴォロド・プドフキン監督）
3. 帰郷（ヨーエ・マイ監督）

#### 第8回（1931年度）
日本映画ベスト・テン
1. マダムと女房（五所平之助監督）
2. 心の日月 烈日篇 月光篇（田坂具隆監督）
3. 東京の合唱（小津安二郎監督）
4. 一本刀土俵入り（稲垣浩監督）
5. 舶来文明街（冬島泰三監督）
6. 仇討選手（内田吐夢監督）
7. 何が彼女を殺したか（鈴木重吉監督）
8. 牢獄の花嫁（沖博文監督）
9. 続大岡政談 魔像解決篇（伊藤大輔監督）
10. 生活線ABC（全篇）（島津保次郎監督）

外国映画ベスト・テン
1. モロッコ（ジョーゼフ・フォン・スタンバーグ監督）
2. 巴里の屋根の下（ルネ・クレール監督）
3. 市街（ルーベン・マムーリアン監督）
4. ル・ミリオン（ルネ・クレール監督）
5. 間諜X27（ジョーゼフ・フォン・スタンバーグ監督）
6. 全線（セルゲイ・M・エイゼンシュテイン監督）
7. 悪魔スヴェンガリ（アーチー・メイヨウ監督）
8. 最後の中隊（クルト・ベルンハルト監督）
9. 陽気な中尉さん（エルンスト・ルビッチ監督）
10. アメリカの悲劇（ジョーゼフ・フォン・スタンバーグ監督）

#### 第9回（1932年度）
日本映画ベスト・テン
1. 生れてはみたけれど（小津安二郎監督）
2. 嵐の中の処女（島津保次郎監督）
3. 忠臣蔵（衣笠貞之助監督）
4. 御誂次郎吉格子（伊藤大輔監督）
弥太郎笠（稲垣浩監督）
5. 國士無双（伊丹万作監督）
蝕める春（成瀬巳喜男監督）
6. 白夜の饗宴（マキノ正博監督）
春と娘（田坂具隆監督）
抱寝の長脇差（山中貞雄監督）
上陸第一歩（島津保次郎監督）

外国映画ベスト・テン
1. 自由を我等に（ルネ・クレール監督）
2. 人生案内（ニコライ・エック監督）
3. 三文オペラ（G・W・パプスト監督）
4. 炭坑（G・W・パプスト監督）
5. 今晩は愛して頂戴ナ（ルーベン・マムーリアン監督）
6. チャンプ（キング・ヴィダー監督）
7. 北海の漁火（ウィリアム・ワイラー監督）
歓呼の涯（スティーブン・ロバーツ監督）
8. 私の殺した男（エルンスト・ルビッチ監督）
9. 母（ウィリアム・ウェルマン監督）
ジーキル博士とハイド（ルーベン・マムーリアン監督）

#### 第10回（1933年度）
日本映画ベスト・テン
1. 出来ごころ（小津安二郎監督）
2. 瀧の白糸（溝口健二監督）
3. 夜ごとの夢（成瀬巳喜男監督）
4. 二つ燈籠（衣笠貞之助監督）
君と別れて（成瀬巳喜男監督）
5. 丹下左膳（伊藤大輔監督）
6. 盤嶽の一生（山中貞雄監督）
7. 鼠小僧次郎吉（山中貞雄監督）
8. 伊豆の踊子（五所平之助監督）
堀田隼人（伊藤大輔監督）
鯉名の銀平（衣笠貞之助監督）

外国映画ベスト・テン
1. 制服の処女（レオンティーネ・ザガン監督）
2. 巴里祭（ルネ・クレール監督）
3. 犯罪都市（ルイス・マイルストン監督）
4. シリイ・シムフォニー（ウォルト・ディズニー監督）
5. 街の風景（キング・ヴィダー監督）
6. 戦場よさらば（フランク・ボーサージ監督）
仮面の米国（マービン・ルロイ監督）
7. シナラ（キング・ヴィダー監督）
8. 極楽特急（エルンスト・ルビッチ監督）
グランド・ホテル（エドマンド・グールディング監督）
夢見る唇（パウル・ツィンナー監督）
六月十三日の夜（スティーブン・ロバーツ監督）

#### 第11回（1934年度）
日本映画ベスト・テン
1. 浮草物語（小津安二郎監督）
2. 隣の八重ちゃん（島津保次郎監督）
3. 生きとし生けるもの（五所平之助監督）
4. 武道大鑑（伊丹万作監督）
5. 風流活人剱（山中貞雄監督）
6. 北進日本（記録映画）
7. その夜の女（島津保次郎監督）
8. 一本刀土俵入り（衣笠貞之助監督）
9. 霧笛（村田実監督）
10. 雁太郎街道（山中貞雄監督）

外国映画ベスト・テン
1. 商船テナシチー（ジュリアン・デュヴィヴィエ監督）
2. 會議は踊る（エリック・シャレル監督）
3. にんじん（ジュリアン・デュヴィヴィエ監督）
4. 南風（キング・ヴィダー監督）
5. 或る夜の出来事（フランク・キャプラ監督）
6. 家なき少年群（ウィリアム・ウェルマン監督）
ドン・キホーテ（G・W・パプスト監督）
或る日曜日の午後（スティーブン・ロバーツ監督）
7. 生活の設計（エルンスト・ルビッチ監督）
8. 街の灯（チャールズ・チャップリン監督）
クカラチャ（レイ・レナハン監督）

#### 第12回（1935年度）
日本映画ベスト・テン
1. 妻よ薔薇のやうに（成瀬巳喜男監督）
2. 街の入墨者（山中貞雄監督）
3. お琴と佐助（島津保次郎監督）
4. 忠次売出す（伊丹万作監督）
5. 国定忠治（山中貞雄監督）
6. 人生のお荷物（五所平之助監督）
7. この子捨てざれば（斎藤寅次郎監督）
8. 噂の娘（成瀬巳喜男監督）
9. 東京の宿（小津安二郎監督）
10. 雪之丞変化（衣笠貞之助監督）

外国映画ベスト・テン
1. 最後の億万長者（ルネ・クレール監督）
2. 外人部隊（ジャック・フェデー監督）
3. ロスチャイルド（アルフレッド・ワーカー監督）
4. 未完成交響楽（ヴィリ・フォルスト監督）
5. 男の敵（ジョン・フォード監督）
6. 生きているモレア（ベン・ヘクト&チャールズ・マカーサー監督）
7. メリィ・ウィドウ（エルンスト・ルビッチ監督）
8. 別れの曲（ゲザ・フォン・ボルヴァリ監督）
9. アラン（ロバート・フラハティ監督）
10. 情熱なき犯罪（ベン・ヘクト&チャールズ・マカーサー監督）

#### 第13回（1936年度）
日本映画ベスト・テン
1. 祇園の姉妹（溝口健二監督）
2. 人生劇場 青春篇（内田吐夢監督）
3. 浪華悲歌（溝口健二監督）
4. 一人息子（小津安二郎監督）
5. 赤西蠣太（伊丹万作監督）
6. 家族会議（島津保次郎監督）
7. 兄いもうと（木村荘十二監督）
8. 彦六大いに笑ふ（木村荘十二監督）
9. 情熱の詩人啄木 ふるさと篇（熊谷久虎監督）
10. 秘境熱河（記録映画/芥川光蔵撮影）

外国映画ベスト・テン
1. ミモザ館（ジャック・フェデー監督）
2. 幽霊西へ行く（ルネ・クレール監督）
3. オペラハット（フランク・キャプラ監督）
4. 白き處女地（ジュリアン・デュヴィヴィエ監督）
5. 地の果てを行く（ジュリアン・デュヴィヴィエ監督）
6. 罪と罰（ピエール・シュナール監督）
7. 科学者の道（ウィリアム・ディターレ監督）
8. 上から下まで（G・W・パプスト監督）
9. 人生は四十二から（レオ・マッケリー監督）
10. ドン・ファン（アレグザンダー・コルダ監督）

#### 第14回（1937年度）
日本映画ベスト・テン
1. 限りなき前進（内田吐夢監督）
2. 蒼氓（熊谷久虎監督）
3. 愛怨峡（溝口健二監督）
4. 風の中の子供（清水宏監督）
5. 裸の町（内田吐夢監督）
6. 若い人（豊田四郎監督）
7. 人情紙風船（山中貞雄監督）
8. 淑女は何を忘れたか（小津安二郎監督）
9. 大坂夏の陣（衣笠貞之助監督）
10. 浅草の灯（島津保次郎監督）

外国映画ベスト・テン
1. 女だけの都（ジャック・フェデー監督）
2. 我等の仲間（ジュリアン・デュヴィヴィエ監督）
3. どん底（ジャン・ルノワール監督）
4. 孔雀夫人（ウィリアム・ワイラー監督）
5. 明日は来らず（レオ・マッケリー監督）
6. 禁男の家（ジャック・ドゥヴァル監督）
7. 大地（シドニー・フランクリン監督）
8. 巨人ゴーレム（ジュリアン・デュヴィヴィエ監督）
9. 暗黒街の弾痕（フリッツ・ラング監督）
10. 激怒（フリッツ・ラング監督）

#### 第15回（1938年度）
日本映画ベスト・テン
1. 五人の斥候兵（田坂具隆監督）
2. 路傍の石（田坂具隆監督）
3. 母と子（渋谷実監督）
4. 上海（記録映画/亀井文夫監督/三木茂撮影）
5. 綴方教室（山本嘉次郎監督）
6. 鶯（豊田四郎監督）
7. 泣虫小僧（豊田四郎監督）
8. 阿部一族（熊谷久虎監督）
9. あゝ故郷（溝口健二監督）
10. 太陽の子（阿部豊監督）

外国映画ベスト・テン
1. 舞踏会の手帖（ジュリアン・デュヴィヴィエ監督）
2. オーケストラの少女（ヘンリー・コスター監督）
3. ジェニイの家（マルセル・カルネ監督）
4. モダン・タイムス（チャールズ・チャップリン監督）
5. スタア誕生（ウィリアム・ウェルマン監督）
6. 赤ちゃん（レオニード・モギー監督）
7. 鎧なき騎士（ジャック・フェデー監督）
8. 新婚道中記（レオ・マッケリー監督）
9. 新天地（フランク・ロイド監督）
10. ジャン・バルジャン（レイモン・ベルナール監督）

#### 第16回（1939年度）
日本映画ベスト・テン
1. 土（内田吐夢監督）
2. 残菊物語（溝口健二監督）
3. 土と兵隊（田坂具隆監督）
4. 兄とその妹（島津保次郎監督）
5. 上海陸戦隊（熊谷久虎監督）
6. 子供の四季（清水宏監督）
7. 暖流（吉村公三郎監督）
8. 爆音（田坂具隆監督）
9. 花ある雑草（清水宏監督）
10. 海援隊（辻吉朗監督）

外国映画ベスト・テン
1. 望郷（ジュリアン・デュヴィヴィエ監督）
2. 格子なき牢獄（レオニード・モギー監督）
3. ブルグ劇場（ヴィリ・フォルスト監督）
4. 我が家の楽園（フランク・キャプラ監督）
5. デッドエンド（ウィリアム・ワイラー監督）
6. 素晴らしき休日（ジョージ・キューカー監督）
7. 早春（ラインホルト・シュンツェル監督）
8. 美しき青春（ジャン・ブノワ=レヴィ監督）
9. とらんぷ譚（サシャ・ギトリ監督）
10. 人生の馬鹿（カール・フレーリヒ監督）

### 1940年代

#### 第17回（1940年度）
日本映画ベスト・テン
1. 小島の春（豊田四郎監督）
2. 西住戦車長伝（吉村公三郎監督）
3. 風の又三郎（島耕二監督）
4. 浪花女（溝口健二監督）
5. 沃土万里（倉田文人監督）
6. 奥村五百子（豊田四郎監督）
7. 歴史（内田吐夢監督）
8. 燃ゆる大空（阿部豊監督）
9. 夫婦二世（野淵昶監督）
10. 木石（五所平之助監督）

外国映画ベスト・テン
1. 民族の祭典（レニ・リーフェンシュタール監督）
2. 駅馬車（ジョン・フォード監督）
3. 最後の一兵まで（カール・リッター監督）
4. コンドル（ハワード・ホークス監督）
5. 美の祭典（レニ・リーフェンシュタール監督）
6. スタンレー探検記（ヘンリー・キング監督）
7. カッスル夫妻（ヘンリー・C・ポター監督）
8. ゴールデン・ボーイ（ルーベン・マムーリアン監督）
9. 翼の人々（ウィリアム・ウェルマン監督）
10. 幻の馬車（ジュリアン・デュヴィヴィエ監督）

#### 第18回（1941年度）
※戦争のため日本映画ベスト・テンのみ選出

日本映画ベスト・テン
1. 戸田家の兄妹（小津安二郎監督）
2. 馬（山本嘉次郎監督）
3. みかへりの塔（清水宏監督）
4. 芸道一代男（溝口健二監督）
5. 江戸最後の日（稲垣浩監督）
6. 次郎物語（島耕二監督）
7. 愛の一家（春原政久監督）
8. 海を渡る祭礼（稲垣浩監督）
9. 舞ひ上る情熱（小石栄一監督）
10. 指導物語（熊谷久虎監督）

#### 第19回（1942年度）
※戦争のため日本映画ベスト・テンのみ選出

日本映画ベスト・テン
1. ハワイ・マレー沖海戦（山本嘉次郎監督）
2. 父ありき（小津安二郎監督）
3. 将軍と参謀と兵（田口哲監督）
4. 母子草（田坂具隆監督）
5. 南海の花束（阿部豊監督）
6. 新雪（五所平之助監督）
7. 元禄忠臣蔵 後篇（溝口健二監督）
8. 独眼龍政宗（稲垣浩監督）
9. 大村益次郎（森一生監督）
10. 英国崩るゝの日（田中重雄監督）

#### 第20回（1946年度）
※戦争による選出中止期間（1943〜45年）を経て再開
日本映画
1. 大曾根家の朝（木下惠介監督）
2. わが青春に悔なし（黒澤明監督）
3. 或る夜の殿様（衣笠貞之助監督）
4. 待ちぼうけの女（マキノ正博監督）
5. わが恋せし乙女（木下惠介監督）

外国映画
1. 我が道を往く（レオ・マッケリー監督）
2. 運命の饗宴（ジュリアン・デュヴィヴィエ監督）
3. 疑惑の影（アルフレッド・ヒッチコック監督）
4. エイブ・リンカーン（ジョン・クロムウェル監督）
5. 南部の人（ジャン・ルノワール監督）

#### 第21回（1947年度）
日本映画ベスト・テン
1. 安城家の舞踏會（吉村公三郎監督）
2. 戦争と平和（山本薩夫&亀井文夫監督）
3. 今ひとたびの（五所平之助監督）
4. 長屋紳士録（小津安二郎監督）
5. 女優（衣笠貞之助監督）
6. 素晴らしき日曜日（黒澤明監督）
7. 銀嶺の果て（谷口千吉監督）
8. 四つの恋の物語（オムニバス映画/監督：豊田四郎、成瀬巳喜男、山本嘉次郎、衣笠貞之助）
9. 花咲く家族（千葉泰樹監督）
10. 幸福への招待（千葉泰樹監督）

外国映画ベスト・テン
1. 断崖（アルフレッド・ヒッチコック監督）
2. 荒野の決闘（ジョン・フォード監督）
3. 心の旅路（マーヴィン・ルロイ監督）
4. 町の人気者（クラレンス・ブラウン監督）
5. 百万人の音楽（ヘンリー・コスター監督）
6. 第七のヴェール（コンプトン・ベネット監督）
7. ブルックリン横丁（エリア・カザン監督）
8. 影なき殺人（エリア・カザン監督）
9. 永遠の処女（エドマンド・グールデイング監督）
石の花（アレクサンドル・プトゥシコ監督）
ガス燈（ジョージ・キューカー監督）

#### 第22回（1948年度）
日本映画ベスト・テン
1. 醉いどれ天使（黒澤明監督）
2. 手をつなぐ子等（稲垣浩監督）
3. 夜の女たち（溝口健二監督）
4. 蜂の巣の子供たち（清水宏監督）
5. わが生涯のかがやける日（吉村公三郎監督）
6. 破戒（木下惠介監督）
7. 風の中の牝雞（小津安二郎監督）
8. 王将（伊藤大輔監督）
9. 生きている画像（千葉泰樹監督）
10. 第二の人生（関川秀雄監督）

外国映画ベスト・テン
1. ヘンリィ五世（ローレンス・オリヴィエ監督）
2. 我等の生涯の最良の年（ウィリアム・ワイラー監督）
3. 逢びき（デヴィッド・リーン監督）
4. 海の牙（ルネ・クレマン監督）
5. 旅路の果て（ジュリアン・デュヴィヴィエ監督）
6. 美女と野獣（ジャン・コクトー監督）
7. 悪魔が夜来る（マルセル・カルネ監督）
8. 失われた週末（ビリー・ワイルダー監督）
9. オヴァランダース（ハリー・ワット監督）
10. 悲恋（ジャン・ドラノワ監督）

#### 第23回（1949年度）
日本映画ベスト・テン
1. 晩春（小津安二郎監督）
2. 青い山脈（今井正監督）
3. 野良犬（黒澤明監督）
4. 破れ太鼓（木下惠介監督）
5. 忘れられた子等（稲垣浩監督）
6. お嬢さん乾杯!（木下惠介監督）
7. 女の一生（亀井文夫監督）
静かなる決闘（黒澤明監督）
8. 森の石松（吉村公三郎監督）
9. 小原庄助さん（清水宏監督）

外国映画ベスト・テン
1. 戦火のかなた（ロベルト・ロッセリーニ監督）
2. 大いなる幻影（ジャン・ルノワール監督）
3. ママの想い出（ジョージ・スティーブンス監督）
4. ハムレット（ローレンス・オリヴィエ監督）
5. 裸の町（ジュールス・ダッシン監督）
6. 平和に生きる（ルイジ・ザンパ監督）
7. 恐るべき親達（ジャン・コクトー監督）
8. 黄金（ジョン・ヒューストン監督）
9. 子鹿物語（クラレンス・ブラウン監督）
10. 犯罪河岸（アンリ＝ジョルジュ・クルーゾー監督）

### 1950年代

#### 第24回（1950年度）
日本映画ベスト・テン
1. また逢う日まで（今井正監督）
2. 帰郷（大庭秀雄監督）
3. 暁の脱走（谷口千吉監督）
4. 執行猶予（佐分利信監督）
5. 羅生門（黒澤明監督）
6. 醜聞（黒澤明監督）
7. 宗方姉妹（小津安二郎監督）
8. 暴力の街（山本薩夫監督）
9. 細雪（阿部豊監督）
10. 七色の花（春原政久監督）

外国映画ベスト・テン
1. 自転車泥棒（ヴィットリオ・デ・シーカ監督）
2. 情婦マノン（アンリ＝ジョルジュ・クルーゾー監督）
3. 三人の妻への手紙（ジョゼフ・L・マンキウィッツ監督）
4. 無防備都市（ロベルト・ロッセリー二監督）
5. 赤い靴 (映画)（マイケル・パウエル&エメリック・プレスバーガー監督）
6. 天国への階段（マイケル・パウエル&エメリック・プレスバーガー監督）
7. 靴みがき（ヴィットリオ・デ・シーカ監督）
8. 虹を掴む男（ノーマン・Z・マクロード監督）
9. 密告（アンリ＝ジョルジュ・クルーゾー監督）
10. 女相続人（ウィリアム・ワイラー監督）

#### 第25回（1951年度）
日本映画ベスト・テン
1. 麦秋（小津安二郎監督）
2. めし（成瀬巳喜男監督）
3. 偽れる盛装（吉村公三郎監督）
4. カルメン故郷に帰る（木下惠介監督）
5. どっこい生きてる（今井正監督）
6. 風雪二十年（佐分利信監督）
7. 源氏物語（吉村公三郎監督）
8. あゝ青春（佐分利信監督）
9. 命美わし（大庭秀雄監督）
10. 愛妻物語（新藤兼人監督）

外国映画ベスト・テン
1. イヴの総て（ジョゼフ・L・マンキウィッツ監督）
2. サンセット大通り（ビリー・ワイルダー監督）
3. わが谷は緑なりき（ジョン・フォード監督）
4. オルフェ（ジャン・コクトー監督）
5. 邪魔者は殺せ（キャロル・リード監督）
6. 悪魔の美しさ（ルネ・クレール監督）
7. バンビ（デヴィッド・D・ハンド監督）
8. 雲の中の散歩（アレッサンドロ・ブラゼッティ監督）
9. チャンピオン（マーク・ロブスン監督）
10. 黒水仙（マイケル・パウエル&エメリック・プレスバーガー監督）

#### 第26回（1952年度）
日本映画ベスト・テン
1. 生きる（黒澤明監督）
2. 稲妻（成瀬巳喜男監督）
3. 本日休診（渋谷実監督）
4. 現代人（渋谷実監督）
5. カルメン純情す（木下惠介監督）
6. 真空地帯（山本薩夫監督）
7. おかあさん（成瀬巳喜男監督）
8. 山びこ学校（今井正監督）
9. 西鶴一代女（溝口健二監督）
10. 慟哭（佐分利信監督）

外国映画ベスト・テン
1. チャップリンの殺人狂時代（チャールズ・チャップリン監督）
2. 第三の男（キャロル・リード監督）
3. 天井桟敷の人々（マルセル・カルネ監督）
4. 河（ジャン・ルノワール監督）
5. ミラノの奇蹟（ヴィットリオ・デ・シーカ監督）
6. 令嬢ジュリー（アルフ・シェーベルイ監督）
7. セールスマンの死（ラズロ・ベネデク監督）
8. 肉体の悪魔（クロード・オータン＝ララ監督）
9. 巴里の空の下セーヌは流れる（ジュリアン・デュヴィヴィエ監督）
10. 陽のあたる場所（ジョージ・スティーブンス監督）

#### 第27回（1953年度）
日本映画ベスト・テン
1. にごりえ（今井正監督）
2. 東京物語（小津安二郎監督）
3. 雨月物語（溝口健二監督）
4. 煙突の見える場所（五所平之助監督）
5. あにいもうと（成瀬巳喜男監督）
6. 日本の悲劇（木下惠介監督）
7. ひめゆりの塔（今井正監督）
8. 雁（豊田四郎監督）
9. 祇園囃子（溝口健二監督）
10. 縮図（新藤兼人監督）

外国映画ベスト・テン
1. 禁じられた遊び（ルネ・クレマン監督）
2. ライムライト（チャールズ・チャップリン監督）
3. 探偵物語（ウィリアム・ワイラー監督）
4. 落ちた偶像（キャロル・リード監督）
5. 終着駅（ヴィットリオ・デ・シーカ監督）
6. 静かなる男（ジョン・フォード監督）
7. シェーン（ジョージ・スティーブンス監督）
文化果つるところ（キャロル・リード監督）
8. 忘れられた人々（ルイス・ブニュエル監督）
9. 超音ジェット機（デヴィッド・リーン監督）

#### 第28回（1954年度）
日本映画ベスト・テン
1. 二十四の瞳（木下惠介監督）
2. 女の園（木下惠介監督）
3. 七人の侍（黒澤明監督）
4. 黒い潮（山村聰監督）
5. 近松物語（溝口健二監督）
6. 山の音（成瀬巳喜男監督）
7. 晩菊（成瀬巳喜男監督）
8. 勲章（渋谷実監督）
9. 山椒大夫（溝口健二監督）
10. 大阪の宿（五所平之助監督）

外国映画ベスト・テン
1. 嘆きのテレーズ（マルセル・カルネ監督）
2. 恐怖の報酬（アンリ＝ジョルジュ・クルーゾー監督）
3. ロミオとジュリエット（レナート・カステラーニ監督）
4. 波止場（エリア・カザン監督）
5. エヴェレスト征服（記録映画/トマス・ストバート撮影）
6. ローマの休日（ウィリアム・ワイラー監督）
7. 裁きは終りぬ（アンドレ・カイヤット監督）
8. 陽気なドン・カミロ（ジュリアン・デュヴィヴィエ監督）
しのび逢い（ルネ・クレマン監督）
9. 偽りの花園（ウィリアム・ワイラー監督）

#### 第29回（1955年度）
- 日本映画監督賞 成瀬巳喜男（『浮雲』）
- 主演男優賞 森雅之（『浮雲』）
- 主演女優賞 高峰秀子（『浮雲』）
- 外国映画監督賞 エリア・カザン（『エデンの東』）

日本映画ベスト・テン
1. 浮雲（成瀬巳喜男監督）
2. 夫婦善哉（豊田四郎監督）
3. 野菊の如き君なりき（木下惠介監督）
4. 生きものの記録（黒澤明監督）
5. ここに泉あり（今井正監督）
6. 警察日記（久松静児監督）
7. 女中ッ子（田坂具隆監督）
8. 血槍富士（内田吐夢監督）
9. 浮草日記（山本薩夫監督）
10. 美女と怪龍（吉村公三郎監督）

外国映画ベスト・テン
1. エデンの東（エリア・カザン監督）
2. 洪水の前（アンドレ・カイヤット監督）
3. スタア誕生（ジョージ・キューカー監督）
4. 埋れた青春（ジュリアン・デュヴィヴィエ監督）
旅情（デヴィッド・リーン監督）
5. やぶにらみの暴君（ポール・グリモー監督）
6. フレンチ・カンカン（ジャン・ルノワール監督）
マーティ (映画)（デルバート・マン監督）
7. 文なし横丁の人々（キャロル・リード監督）
8. 鉄路の闘い（ルネ・クレマン監督）

#### 第30回（1956年度）
- 日本映画監督賞 今井正（『真昼の暗黒』）
- 主演男優賞 佐田啓二（『あなた買います』）
- 主演女優賞 山田五十鈴（『猫と庄造と二人のをんな』『流れる』）
- 外国映画監督賞 ルネ・クレマン（『居酒屋』）

日本映画ベスト・テン
1. 真昼の暗黒（今井正監督）
2. 夜の河（吉村公三郎監督）
3. カラコルム（記録映画/林田重男&中村誠二撮影）
4. 猫と庄造と二人のをんな（豊田四郎監督）
5. ビルマの竪琴（市川崑監督）
6. 早春（小津安二郎監督）
7. 台風騒動記（山本薩夫監督）
8. 流れる（成瀬巳喜男監督）
9. 太陽とバラ（木下惠介監督）
10. あなた買います（小林正樹監督）

外国映画ベスト・テン
1. 居酒屋（ルネ・クレマン監督）
2. 必死の逃亡者（ウィリアム・ワイラー監督）
3. ピクニック（ジョシュア・ローガン監督）
4. リチャード三世（ローレンス・オリヴィエ監督）
5. 最後の橋（ヘルムート・コイトナー監督）
6. 赤い風船（アルベール・ラモリス監督）
7. 空と海の間に（クリスチャン＝ジャック監督）
8. ヘッドライト（アンリ・ヴェルヌイユ監督）
9. 沈黙の世界（ジャック＝イヴ・クストー監督）
10. バラの刺青（ダニエル・マン監督）

#### 第31回（1957年度）
- 日本映画監督賞 今井正（『米』）
- 脚本賞 八住利雄（『爆音と大地』『雪国』『智恵子抄』）
- 主演男優賞 フランキー堺（『幕末太陽傳』）
- 主演女優賞 山田五十鈴（『蜘蛛巣城』『どん底』『智恵子抄』）
- 外国映画監督賞 フェデリコ・フェリーニ（『道』）

日本映画ベスト・テン
1. 米（今井正監督）
2. 純愛物語（今井正監督）
3. 喜びも悲しみも幾歳月（木下惠介監督）
4. 幕末太陽傳（川島雄三監督）
蜘蛛巣城（黒澤明監督）
5. 気違い部落（渋谷実監督）
6. どたんば（内田吐夢監督）
7. 爆音と大地（関川秀雄監督）
8. 異母兄弟（家城巳代治監督）
9. どん底（黒澤明監督）

外国映画ベスト・テン
1. 道（フェデリコ・フェリーニ監督）
2. 宿命（ジュールス・ダッシン監督）
3. 翼よ! あれが巴里の灯だ（ビリー・ワイルダー監督）
4. 抵抗（ロベール・ブレッソン監督）
5. 戦場にかける橋（デヴィッド・リーン監督）
6. リラの門（ルネ・クレール監督）
7. カビリアの夜（フェデリコ・フェリーニ監督）
8. 汚れなき悪戯（ラディスラオ・ヴァホダ監督）
9. 友情ある説得（ウィリアム・ワイラー監督）
10. 屋根（ヴィットリオ・デ・シーカ監督）

#### 第32回（1958年度）
- 日本映画監督賞 木下惠介（『楢山節考』）
- 脚本賞 橋本忍（『隠し砦の三悪人』『夜の鼓』『張込み』）
- 主演男優賞 八代目 市川雷蔵（『炎上』）
- 主演女優賞 田中絹代（『楢山節考』）
- 外国映画監督賞 ウィリアム・ワイラー（『大いなる西部』）

日本映画ベスト・テン
1. 楢山節考（木下惠介監督）
2. 隠し砦の三悪人（黒澤明監督）
3. 彼岸花（小津安二郎監督）
4. 炎上（市川崑監督）
5. 裸の太陽（家城巳代治監督）
6. 夜の鼓（今井正監督）
7. 無法松の一生（稲垣浩監督）
8. 張込み（野村芳太郎監督）
9. 裸の大将（堀川弘通監督）
10. 巨人と玩具（増村保造監督）

外国映画ベスト・テン
1. 大いなる西部（ウィリアム・ワイラー監督）
2. ぼくの伯父さん（ジャック・タチ監督）
3. 老人と海（ジョン・スタージェス監督）
4. 眼には眼を（アンドレ・カイヤット監督）
5. 鉄道員（ピエトロ・ジェルミ監督）
6. 死刑台のエレベーター（ルイ・マル監督）
7. 崖（フェデリコ・フェリーニ監督）
8. 鍵（キャロル・リード監督）
9. サレムの魔女（レイモン・ルーロー監督）
10. 女優志願（シドニー・ルメット監督）

#### 第33回（1959年度）
- 日本映画監督賞 今井正（『キクとイサム』）
- 脚本賞 和田夏十（『野火』『鍵』）
- 主演男優賞 船越英二（『野火』）
- 主演女優賞 新珠三千代（『人間の條件 第一部・第二部』）
- 外国映画監督賞 シドニー・ルメット（『十二人の怒れる男』）

日本映画ベスト・テン
1. キクとイサム（今井正監督）
2. 野火（市川崑監督）
3. にあんちゃん（今村昌平監督）
4. 荷車の歌（山本薩夫監督）
5. 人間の條件 第一部・第二部（小林正樹監督）
6. 人間の壁（山本薩夫監督）
7. 浪花の恋の物語（内田吐夢監督）
8. 第五福竜丸（新藤兼人監督）
9. 鍵（市川崑監督）
10. 人間の條件 第三部・第四部（小林正樹監督）

外国映画ベスト・テン
1. 十二人の怒れる男（シドニー・ルメット監督）
2. 灰とダイヤモンド（アンジェイ・ワイダ監督）
3. さすらい（ミケランジェロ・アントニオーニ監督）
4. いとこ同志（クロード・シャブロル監督）
5. 恋人たち（ルイ・マル監督）
6. 影（イエジー・カワレロウィッチ監督）
7. 二十四時間の情事（アラン・レネ監督）
8. わらの男（ピエトロ・ジェルミ監督）
9. 年上の女（ジャック・クレイトン監督）
10. 悪魔の発明（カレル・ゼーマン監督）

### 1960年代

#### 第34回（1960年度）
- 日本映画監督賞 市川崑（『おとうと』）
- 脚本賞 橋本忍（『黒い画集 あるサラリーマンの証言』『悪い奴ほどよく眠る』）
- 主演男優賞 小林桂樹（『黒い画集 あるサラリーマンの証言』）
- 主演女優賞 山本富士子（『女経』『濹東綺譚』）
- 外国映画監督賞 チャールズ・チャップリン（『チャップリンの独裁者』）

日本映画ベスト・テン
1. おとうと（市川崑監督）
2. 黒い画集 あるサラリーマンの証言（堀川弘通監督）
3. 悪い奴ほどよく眠る（黒澤明監督）
4. 笛吹川（木下惠介監督）
5. 秋日和（小津安二郎監督）
6. 裸の島（新藤兼人監督）
7. 豚と軍艦（今村昌平監督）
8. 武器なき斗い（山本薩夫監督）
9. 秘境ヒマラヤ（記録映画/大森栄撮影）
10. 日本の夜と霧（大島渚監督）

外国映画ベスト・テン
1. チャップリンの独裁者（チャールズ・チャップリン監督）
2. 甘い生活（フェデリコ・フェリーニ監督）
3. 太陽がいっぱい（ルネ・クレマン監督）
4. ロベレ将軍（ロベルト・ロッセリーニ監督）
5. 大人は判ってくれない（フランソワ・トリュフォー監督）
6. 黒いオルフェ（マルセル・カミュ監督）
7. 人間の運命（セルゲイ・ボンダルチュク監督）
8. 勝手にしやがれ（ジャン＝リュック・ゴダール監督）
9. スリ（ロベール・ブレッソン監督）
10. 誓いの休暇（グレゴリー・チュフライ監督）

#### 第35回（1961年度）
- 日本映画監督賞 羽仁進（『不良少年』）
- 脚本賞 水木洋子（『婚期』『もず』『あれが港の灯だ』）
- 主演男優賞 三船敏郎（『用心棒』『大坂城物語』）
- 主演女優賞 若尾文子（『女は二度生まれる』『妻は告白する』）
- 外国映画監督賞 イングマール・ベルイマン（『処女の泉』）

日本映画ベスト・テン
1. 不良少年（羽仁進監督）
2. 用心棒（黒澤明監督）
3. 永遠の人（木下惠介監督）
4. 人間の條件 完結篇（小林正樹監督）
5. 名もなく貧しく美しく（松山善三監督）
6. 反逆児（伊藤大輔監督）
7. あれが港の灯だ（今井正監督）
8. はだかっ子（田坂具隆監督）
9. 飼育（大島渚監督）
10. 黒い十人の女（市川崑監督）

外国映画ベスト・テン
1. 処女の泉（イングマール・ベルイマン監督）
2. 素晴らしい風船旅行（アルベール・ラモリス監督）
3. 土曜の夜と日曜の朝（カレル・ライス監督）
4. ウエスト・サイド物語（ロバート・ワイズ&ジェローム・ロビンズ監督）
5. ラインの仮橋（アンドレ・カイヤット監督）
6. ふたりの女（ヴィットリオ・デ・シーカ監督）
7. 地下鉄のザジ（ルイ・マル監督）
8. ローマで夜だった（ロベルト・ロッセリーニ監督）
9. 草原の輝き（エリア・カザン監督）
10. 雨のしのび逢い（ピーター・ブルック監督）

#### 第36回（1962年度）
- 日本映画監督賞 市川崑（『私は二歳』）
- 脚本賞 新藤兼人（『青べか物語』『しとやかな獣』）
- 主演男優賞 仲代達矢（『切腹』『椿三十郎』）
- 主演女優賞 岡田茉莉子（『今年の恋』『霧子の運命』）
- 外国映画監督賞 イングマール・ベルイマン（『野いちご』）

日本映画ベスト・テン
1. 私は二歳（市川崑監督）
2. キューポラのある街（浦山桐郎監督）
3. 切腹（小林正樹監督）
4. 破戒（市川崑監督）
5. 椿三十郎（黒澤明監督）
6. 人間（新藤兼人監督）
7. おとし穴（勅使河原宏監督）
8. 秋刀魚の味（小津安二郎監督）
9. にっぽんのお婆あちゃん（今井正監督）
10. 秋津温泉（吉田喜重監督）

外国映画ベスト・テン
1. 野いちご（イングマール・ベルイマン監督）
2. ニュールンベルグ裁判（スタンリー・クレイマー監督）
3. 怒りの葡萄（ジョン・フォード監督）
4. 情事（ミケランジェロ・アントニオーニ監督）
5. 太陽はひとりぼっち（ミケランジェロ・アントニオーニ監督）
6. 尼僧ヨアンナ（イェジー・カワレロウィッチ監督）
7. ウンベルト・D（ヴィットリオ・デ・シーカ監督）
8. 夜（ミケランジェロ・アントニオーニ監督）
9. ハスラー（ロバート・ロッセン監督）
噂の二人（ウィリアム・ワイラー監督）

#### 第37回（1963年度）
- 日本映画監督賞 今村昌平（『にっぽん昆虫記』）
- 脚本賞 今村昌平（『にっぽん昆虫記』『サムライの子』）
- 主演男優賞 勝新太郎（『座頭市シリーズ』『悪名シリーズ』）
- 主演女優賞 左幸子（『にっぽん昆虫記』『彼女と彼』）
- 外国映画監督賞 デヴィッド・リーン（『アラビアのロレンス』）

日本映画ベスト・テン
1. にっぽん昆虫記（今村昌平監督）
2. 天国と地獄（黒澤明監督）
3. 五番町夕霧楼（田坂具隆監督）
4. 太平洋ひとりぼっち（市川崑監督）
5. 武士道残酷物語（今井正監督）
6. しとやかな獣（川島雄三監督）
7. 彼女と彼（羽仁進監督）
8. 母（新藤兼人監督）
9. 白と黒（堀川弘通監督）
10. 非行少女（浦山桐郎監督）

外国映画ベスト・テン
1. アラビアのロレンス（デヴィッド・リーン監督）
2. 奇跡の人（アーサー・ペン監督）
3. シベールの日曜日（セルジュ・ブールギニョン監督）
4. 鳥（アルフレッド・ヒッチコック監督）
5. 女と男のいる舗道（ジャン＝リュック・ゴダール監督）
6. 第七の封印（イングマール・ベルイマン監督）
7. イタリア式離婚狂想曲（ピエトロ・ジェルミ監督）
8. 蜜の味（トニー・リチャードソン監督）
9. ピアニストを撃て（フランソワ・トリュフォー監督）
10. 祖国は誰のものぞ（ナンニ・ロイ監督）

#### 第38回（1964年度）
- 日本映画監督賞 勅使河原宏（『砂の女』）
- 脚本賞 水木洋子（『怪談』『甘い汗』）
- 主演男優賞 山村聡（『傷だらけの山河』）
- 主演女優賞 京マチ子（『甘い汗』）
- 外国映画監督賞 アンリ・コルピ（『かくも長き不在』）

日本映画ベスト・テン
1. 砂の女（勅使河原宏監督）
2. 怪談（小林正樹監督）
3. 香華（木下惠介監督）
4. 赤い殺意（今村昌平監督）
5. 飢餓海峡（内田吐夢監督）
6. 越後つついし親不知（今井正監督）
7. 傷だらけの山河（山本薩夫監督）
8. 甘い汗（豊田四郎監督）
9. 仇討（今井正監督）
10. われ一粒の麦なれど（松山善三監督）

外国映画ベスト・テン
1. かくも長き不在（アンリ・コルピ監督）
2. 突然炎のごとく（フランソワ・トリュフォー監督）
3. 去年マリエンバートで（アラン・レネ監督）
4. パサジェルカ（アンジェイ・ムンク監督）
5. アメリカ アメリカ（エリア・カザン監督）
6. 家族日誌（ヴァレリオ・ズルリーニ監督）
7. 軽蔑（ジャン＝リュック・ゴダール監督）
8. トム・ジョーンズの華麗な冒険（トニー・リチャードソン監督）
9. 沈黙（イングマール・ベルイマン監督）
10. ハムレット（グリゴリー・コージンツェフ監督）

#### 第39回（1965年度）
- 日本映画監督賞 黒澤明（『赤ひげ』）
- 脚本賞 熊井啓（『日本列島』）
- 主演男優賞 三國連太郎（『にっぽん泥棒物語』）
- 主演女優賞 若尾文子（『清作の妻』『波影』『妻の日の愛のかたみに』）
- 外国映画監督賞 フェデリコ・フェリーニ（『8 1/2』）

日本映画ベスト・テン
1. 赤ひげ（黒澤明監督）
2. 東京オリンピック（記録映画/市川崑総監督）
3. 日本列島（熊井啓監督）
4. にっぽん泥棒物語（山本薩夫監督）
5. 証人の椅子（山本薩夫監督）
6. 冷飯とおさんとちゃん（田坂具隆監督）
7. 恐山の女（五所平之助監督）
8. ブワナ・トシの歌（羽仁進監督）
9. 悪党（新藤兼人監督）
10. 水で書かれた物語（吉田喜重監督）

外国映画ベスト・テン
1. 8 1/2（フェデリコ・フェリーニ監督）
2. 明日に生きる（マリオ・モニチェリ監督）
3. 野望の系列（オットー・プレミンジャー監督）
4. 柔らかい肌（フランソワ・トリュフォー監督）
5. メリー・ポピンズ（ロバート・スティーブンソン監督）
6. コレクター（ウィリアム・ワイラー監督）
7. その男ゾルバ（マイケル・カコヤニス監督）
8. 赤い砂漠（ミケランジェロ・アントニオーニ監督）
9. サウンド・オブ・ミュージック（ロバート・ワイズ監督）
10. 素晴らしきヒコーキ野郎（ケン・アナキン監督）

#### 第40回（1966年度）
- 日本映画監督賞 山本薩夫（『白い巨塔』）
- 脚本賞 橋本忍（『白い巨塔』）
- 主演男優賞 小沢昭一（『エロ事師たちより 人類学入門』）
- 主演女優賞 司葉子（『紀ノ川』『ひき逃げ』『沈丁花』）
- 外国映画監督賞 サタジット・レイ（『大地のうた』）

日本映画ベスト・テン
1. 白い巨塔（山本薩夫監督）
2. エロ事師たちより 人類学入門（今村昌平監督）
3. 紀ノ川（中村登監督）
4. 湖の琴（田坂具隆監督）
5. 他人の顔（勅使河原宏監督）
6. アンデスの花嫁（羽仁進監督）
7. 本能（新藤兼人監督）
8. こころの山脈（吉村公三郎監督）
9. 白昼の通り魔（大島渚監督）
10. 女の中にいる他人（成瀬巳喜男監督）

外国映画ベスト・テン
1. 大地のうた（サタジット・レイ監督）
2. 市民ケーン（オーソン・ウェルズ監督）
3. 幸福（アニエス・バルダ監督）
4. 奇跡の丘（ピエル・パオロ・パゾリーニ監督）
5. 男と女（クロード・ルルーシュ監督）
6. パリは燃えているか（ルネ・クレマン監督）
7. マドモアゼル（トニー・リチャードソン監督）
8. 小間使の日記（ルイス・ブニュエル監督）
9. ドクトル・ジバゴ（デヴィッド・リーン監督）
10. 戦争と平和 第一部（セルゲイ・ボンダルチュク監督）

#### 第41回（1967年度）
- 日本映画監督賞 小林正樹（『上意討ち 拝領妻始末』）
- 脚本賞 橋本忍（『上意討ち 拝領妻始末』『日本のいちばん長い日』）
- 主演男優賞 市川雷蔵（『華岡青洲の妻』『ある殺し屋』）
- 主演女優賞 岩下志麻（『智恵子抄』『あかね雲』『女の一生』）
- 外国映画監督賞 ジッロ・ポンテコルヴォ（『アルジェの戦い』）

日本映画ベスト・テン
1. 上意討ち 拝領妻始末（小林正樹監督）
2. 人間蒸発（今村昌平監督）
3. 日本のいちばん長い日（岡本喜八監督）
4. 乱れ雲（成瀬巳喜男監督）
5. 華岡青洲の妻（増村保造監督）
6. 智恵子抄（中村登監督）
7. 愛の渇き（蔵原惟繕監督）
8. あかね雲（篠田正浩監督）
9. なつかしき笛や太鼓（木下惠介監督）
10. 忍者武芸帳（大島渚監督）

外国映画ベスト・テン
1. アルジェの戦い（ジロ・ポンテコルヴォ監督）
2. 欲望（ミケランジェロ・アントニオーニ監督）
3. 戦争は終った（アラン・レネ監督）
4. わが命つきるとも（フレッド・ジンネマン監督）
5. 気狂いピエロ（ジャン＝リュック・ゴダール監督）
6. ふたりだけの窓（ジョン・ボウルティング監督）
7. 仮面/ペルソナ（イングマール・ベルイマン監督）
8. 夜の大捜査線（ノーマン・ジュイソン監督）
9. 戦争と平和 完結編（セルゲイ・ボンダルチュク監督）
10. 真実の瞬間（フランチェスコ・ロージ監督）

#### 第42回（1968年度）
- 日本映画監督賞 今村昌平（『神々の深き欲望』）
- 脚本賞 田村孟、佐々木守、深尾道典、大島渚（『絞死刑』）
- 主演男優賞 三船敏郎（『黒部の太陽』『祇園祭』『連合艦隊司令長官 山本五十六』）
- 主演女優賞 若尾文子（『不信のとき』『濡れた二人』『積木の箱』）
- 外国映画監督賞 アーサー・ペン（『俺たちに明日はない』）

日本映画ベスト・テン
1. 神々の深き欲望（今村昌平監督）
2. 肉弾（岡本喜八監督）
3. 絞死刑（大島渚監督）
4. 黒部の太陽（熊井啓監督）
5. 首（森谷司郎監督）
6. 初恋・地獄篇（羽仁進監督）
7. 日本の青春（小林正樹監督）
8. 燃えつきた地図（勅使河原宏監督）
9. 人生劇場 飛車角と吉良常（内田吐夢監督）
10. 吹けば飛ぶよな男だが（山田洋次監督）

外国映画ベスト・テン
1. 俺たちに明日はない（アーサー・ペン監督）
2. ロミオとジュリエット（フランコ・ゼフィレッリ監督）
3. 質屋（シドニー・ルメット監督）
4. マルキ・ド・サドの演出のもとにシャラントン精神病院患者たちによって演じられたジャン＝ポール・マラーの迫害と暗殺（ピーター・ブルック監督）
5. 2001年宇宙の旅（スタンリー・キューブリック監督）
6. 卒業（マイク・ニコルズ監督）
7. 男性・女性（ジャン＝リュック・ゴダール監督）
8. 異邦人（ルキノ・ヴィスコンティ監督）
9. ベトナムから遠く離れて（オムニバス映画/監督：アラン・レネ、ウィリアム・クライン、ヨリス・イベンス、アニエス・バルダ、クロード・ルルーシュ、ジャン＝リュック・ゴダール）
10. 召使（ジョセフ・ロージー監督）

#### 第43回（1969年度）
- 日本映画監督賞 篠田正浩（『心中天網島』）
- 脚本賞 田村孟（『少年』）
- 主演男優賞 渥美清（『男はつらいよ』）
- 主演女優賞 岩下志麻（『心中天網島』）
- 外国映画監督賞 ピエル・パオロ・パゾリーニ（『アポロンの地獄』）

日本映画ベスト・テン
1. 心中天網島（篠田正浩監督）
2. 私が棄てた女（浦山桐郎監督）
3. 少年（大島渚監督）
4. かげろう（新藤兼人監督）
5. 橋のない川（今井正監督）
6. 男はつらいよ（山田洋次監督）
7. ベトナム（山本薩夫監督）
8. 新宿泥棒日記（大島渚監督）
9. 続・男はつらいよ（山田洋次監督）
10. 風林火山（稲垣浩監督）

外国映画ベスト・テン
1. アポロンの地獄（ピエル・パオロ・パゾリーニ監督）
2. 真夜中のカーボーイ（ジョン・シュレシンジャー監督）
3. If もしも....（リンゼイ・アンダーソン監督）
4. ウイークエンド（ジャン＝リュック・ゴダール監督）
5. ローズマリーの赤ちゃん（ロマン・ポランスキー監督）
6. 泳ぐひと（フランク・ペリー監督）
7. できごと（ジョセフ・ロージー監督）
8. フィクサー（ジョン・フランケンハイマー監督）
9. ジョンとメリー（ピーター・イエーツ監督）
10. さよならコロンバス（ラリー・ピアス監督）

### 1970年代

#### 第44回（1970年度）
- 日本映画監督賞 山田洋次（『家族』）
- 脚本賞 山田洋次、宮崎晃（『家族』『男はつらいよ 望郷篇』）
- 主演男優賞 井川比佐志（『家族』『どですかでん』）
- 主演女優賞 倍賞千恵子（『家族』『男はつらいよ 望郷篇』）
- 外国映画監督賞 デニス・ホッパー（『イージー・ライダー』）

日本映画ベスト・テン
1. 家族（山田洋次監督）
2. 戦争と人間（山本薩夫監督）
3. どですかでん（黒澤明監督）
4. エロス+虐殺（吉田喜重監督）
5. 地の群れ（熊井啓監督）
6. 無常（実相寺昭雄監督）
7. 影の車（野村芳太郎監督）
8. 男はつらいよ 望郷篇（山田洋次監督）
9. 橋のない川 第二部（今井正監督）
10. 裸の十九才（新藤兼人監督）

外国映画ベスト・テン
1. イージー・ライダー（デニス・ホッパー監督）
2. サテリコン（フェデリコ・フェリーニ監督）
3. Z（コスタ＝ガヴラス監督）
4. 明日に向って撃て!（ジョージ・ロイ・ヒル監督）
5. M★A★S★H マッシュ（ロバート・アルトマン監督）
6. テオレマ（ピエル・パオロ・パゾリーニ監督）
7. 王女メディア（ピエル・パオロ・パゾリーニ監督）
8. 冬のライオン（アンソニー・ハーヴィー監督）
9. 地獄に堕ちた勇者ども（ルキノ・ヴィスコンティ監督）
10. ひとりぼっちの青春（シドニー・ポラック監督）

#### 第45回（1971年度）
- 日本映画監督賞 大島渚（『儀式』）
- 脚本賞 大島渚、田村孟、佐々木守（『儀式』）
- 主演男優賞 佐藤慶（『儀式』）
- 主演女優賞 藤純子（『緋牡丹博徒 お命戴きます』『女渡世人 おたの申します』）
- 外国映画監督賞 ルキノ・ヴィスコンティ（『ベニスに死す』）

日本映画ベスト・テン
1. 儀式（大島渚監督）
2. 沈黙 SILENCE（篠田正浩監督）
3. 婉という女（今井正監督）
4. 戦争と人間 第二部・愛と悲しみの山河（山本薩夫監督）
5. いのちぼうにふろう（小林正樹監督）
6. 真剣勝負（内田吐夢監督）
7. やさしいにっぽん人（東陽一監督）
8. 男はつらいよ 寅次郎恋歌（山田洋次監督）
9. 書を捨てよ町へ出よう（寺山修司監督）
10. 八月の濡れた砂（藤田敏八監督）

外国映画ベスト・テン
1. ベニスに死す（ルキノ・ヴィスコンティ監督）
2. ライアンの娘（デヴィッド・リーン監督）
3. 小さな巨人（アーサー・ペン監督）
4. わが青春のフロレンス（マウロ・ボロニーニ監督）
5. バニシング・ポイント（リチャード・C・サラフィアン監督）
6. 屋根の上のバイオリン弾き（ノーマン・ジュイソン監督）
7. 哀しみのトリスターナ（ルイス・ブニュエル監督）
8. ファイブ・イージー・ピーセス（ボブ・ラフェルソン監督）
9. 告白（コスタ＝ガヴラス監督）
10. ボクサー（マーティン・リット監督）

#### 第46回（1972年度）
- 日本映画監督賞 熊井啓（『忍ぶ川』）
- 脚本賞 神代辰巳（『一条さゆり 濡れた欲情』『白い指の戯れ』）・長谷部慶治、熊井啓（『忍ぶ川』）
- 主演男優賞 井川比佐志（『忍ぶ川』）
- 主演女優賞 伊佐山ひろ子（『一条さゆり・濡れた欲情』『白い指の戯れ』）
- 外国映画監督賞 ピーター・ボグダノヴィッチ（『ラスト・ショー』）
- 読者選出日本映画監督賞 熊井啓（『忍ぶ川』）
- 読者選出外国映画監督賞 スタンリー・キューブリック（『時計じかけのオレンジ』）

日本映画ベスト・テン
1. 忍ぶ川（熊井啓監督）
2. 軍旗はためく下に（深作欣二監督）
3. 故郷（山田洋次監督）
4. 旅の重さ（斎藤耕一監督）
5. 約束（斎藤耕一監督）
6. 男はつらいよ 柴又慕情（山田洋次監督）
7. 海軍特別年少兵（今井正監督）
8. 一条さゆり 濡れた欲情（神代辰巳監督）
9. サマー・ソルジャー（勅使河原宏監督）
10. 白い指の戯れ（村川透監督）

外国映画ベスト・テン
1. ラスト・ショー（ピーター・ボグダノヴィッチ監督）
2. フェリーニのローマ（フェデリコ・フェリーニ監督）
3. 死刑台のメロディ（ジュリアーノ・モンタルド監督）
4. 時計じかけのオレンジ（スタンリー・キューブリック監督）
5. わらの犬（サム・ペキンパー監督）
6. 真夜中のパーティー（ウィリアム・フリードキン監督）
7. ジュニア・ボナー/華麗なる挑戦（サム・ペキンパー監督）
8. ゴッドファーザー（フランシス・フォード・コッポラ監督）
9. キャバレー（ボブ・フォッシー監督）
10. フレンチ・コネクション（ウィリアム・フリードキン監督）

読者選出日本映画ベスト・テン
1. 忍ぶ川（熊井啓監督）
2. 軍旗はためく下に（深作欣二監督）
3. 故郷（山田洋次監督）
4. 約束（斎藤耕一監督）
5. 男はつらいよ 柴又慕情（山田洋次監督）
6. 旅の重さ（斎藤耕一監督）
7. 女囚701号 さそり（伊藤俊也監督）
8. 人生劇場 青春篇・愛欲篇・残侠篇（加藤泰監督）
9. 白い指の戯れ（村川透監督）
10. 現代やくざ 人斬り与太（深作欣二監督）

読者選出外国映画ベスト・テン
1. 時計じかけのオレンジ（スタンリー・キューブリック監督）
2. ダーティハリー（ドン・シーゲル監督）
3. わらの犬（サム・ペキンパー監督）
4. ラスト・ショー（ピーター・ボグダノヴィッチ監督）
5. 死刑台のメロディ（ジュリアーノ・モンタルド監督）
6. フレンチ・コネクション（ウィリアム・フリードキン監督）
7. キャバレー（ボブ・フォッシー監督）
8. ゴッドファーザー（フランシス・フォード・コッポラ監督）
9. フェリーニのローマ（フェデリコ・フェリーニ監督）
10. さすらいのカウボーイ（ピーター・フォンダ監督）

#### 第47回（1973年度）
- 日本映画監督賞 斎藤耕一（『津軽じょんがら節』）
- 脚本賞 笠原和夫（『仁義なき戦い』）
- 主演男優賞 菅原文太（『仁義なき戦い』）
- 主演女優賞 江波杏子（『津軽じょんがら節』）
- 外国映画監督賞 ジェリー・シャッツバーグ（『スケアクロウ』）
- 読者選出日本映画監督賞 深作欣二（『仁義なき戦い』）
- 読者選出外国映画監督賞 ダルトン・トランボ（『ジョニーは戦場へ行った』）

日本映画ベスト・テン
1. 津軽じょんがら節（斎藤耕一監督）
2. 仁義なき戦い（深作欣二監督）
3. 青幻記 遠い日の母は美しく（成島東一郎監督）
4. 股旅（市川崑監督）
5. 恍惚の人（豊田四郎監督）
6. 四畳半襖の裏張り（神代辰巳監督）
7. 戒厳令（吉田喜重監督）
8. 仁義なき戦い 代理戦争（深作欣二監督）
9. 男はつらいよ 寅次郎忘れな草（山田洋次監督）
10. 戦争と人間 完結篇（山本薩夫監督）

外国映画ベスト・テン
1. スケアクロウ（ジェリー・シャッツバーグ監督）
2. ジョニーは戦場へ行った（ダルトン・トランボ監督）
3. ブラザー・サン シスター・ムーン（フランコ・ゼフィレッリ監督）
4. ジャッカルの日（フレッド・ジンネマン監督）
5. ポセイドン・アドベンチャー(1972年版)（ロナルド・ニーム監督）
6. マクベス（ロマン・ポランスキー監督）
7. 探偵スルース（ジョゼフ・L・マンキウィッツ監督）
8. 激突!（スティーブン・スピルバーグ監督）
9. L・B・ジョーンズの解放（ウィリアム・ワイラー監督）
10. ラストタンゴ・イン・パリ（ベルナルド・ベルトルッチ監督）

読者選出日本映画ベスト・テン
1. 仁義なき戦い（深作欣二監督）
2. 股旅（市川崑監督）
3. 朝やけの詩（熊井啓監督）
4. 仁義なき戦い 広島死闘篇（深作欣二監督）
5. 戦争と人間 完結篇（山本薩夫監督）
6. 男はつらいよ 寅次郎忘れな草（山田洋次監督）
7. 青幻記 遠い日の母は美しく（成島東一郎監督）
8. 赤い鳥逃げた?（藤田敏八監督）
9. 日本侠花伝（加藤泰監督）
10. 恋人たちは濡れた（神代辰巳監督）

読者選出外国映画ベスト・テン
1. ジョニーは戦場へ行った（ダルトン・トランボ監督）
2. スケアクロウ（ジェリー・シャッツバーグ監督）
3. ポセイドン・アドベンチャー（ロナルド・ニーム監督）
4. ジャッカルの日（フレッド・ジンネマン監督）
5. フォロー・ミー（キャロル・リード監督）
6. 探偵スルース（ジョゼフ・L・マンキウィッツ監督）
7. ブラザー・サン シスター・ムーン（フランコ・ゼフィレッリ監督）
8. ゲッタウェイ（サム・ペキンパー監督）
9. ロイ・ビーン（ジョン・ヒューストン監督）
10. 激突!（スティーブン・スピルバーグ監督）

#### 第48回（1974年度）
- 日本映画監督賞 熊井啓（『サンダカン八番娼館 望郷』）
- 脚本賞 橋本忍、山田洋次（『砂の器』）
- 主演男優賞 萩原健一（『青春の蹉跌』）
- 主演女優賞 田中絹代（『サンダカン八番娼館 望郷』『三婆』）
- 外国映画監督賞 フェデリコ・フェリーニ（『フェリーニのアマルコルド』）
- 読者選出日本映画監督賞 野村芳太郎（『砂の器』）
- 読者選出外国映画監督賞 ジョージ・ロイ・ヒル（『スティング』）

日本映画ベスト・テン
1. サンダカン八番娼館 望郷（熊井啓監督）
2. 砂の器（野村芳太郎監督）
3. 華麗なる一族（山本薩夫監督）
4. 青春の蹉跌（神代辰巳監督）
5. 竜馬暗殺（黒木和雄監督）
6. わが道（新藤兼人監督）
7. 仁義なき戦い 頂上作戦（深作欣二監督）
8. 襤褸の旗（吉村公三郎監督）
9. 赤ちょうちん（藤田敏八監督）
10. 妹（藤田敏八監督）

外国映画ベスト・テン
1. フェリーニのアマルコルド（フェデリコ・フェリーニ監督）
2. 叫びとささやき（イングマール・ベルイマン監督）
3. 映画に愛をこめて アメリカの夜（フランソワ・トリュフォー監督）
4. スティング（ジョージ・ロイ・ヒル監督）
5. ペーパー・ムーン（ピーター・ボグダノヴィッチ監督）
6. ブルジョワジーの秘かな愉しみ（ルイス・ブニュエル監督）
7. ジーザス・クライスト・スーパースター（ノーマン・ジュイソン監督）
8. 黒い砂漠（フランチェスコ・ロージ監督）
9. デリンジャー（ジョン・ミリアス監督）
10. エクソシスト（ウィリアム・フリードキン監督）

読者選出日本映画ベスト・テン
1. 砂の器（野村芳太郎監督）
2. サンダカン八番娼館 望郷（熊井啓監督）
3. 青春の蹉跌（神代辰巳監督）
4. 津軽じょんがら節（斎藤耕一監督）
5. 竜馬暗殺（黒木和雄監督）
6. 仁義なき戦い 頂上作戦（深作欣二監督）
7. 赤ちょうちん（藤田敏八監督）
8. 妹（藤田敏八監督）
9. 男はつらいよ 寅次郎恋やつれ（山田洋次監督）
10. 日本沈没（森谷司郎監督）

読者選出外国映画ベスト・テン
1. スティング（ジョージ・ロイ・ヒル監督）
2. ペーパー・ムーン（ピーター・ボグダノヴィッチ監督）
3. 映画に愛をこめて アメリカの夜（フランソワ・トリュフォー監督）
4. エクソシスト（ウィリアム・フリードキン監督）
5. 叫びとささやき（イングマール・ベルイマン監督）
6. フェリーニのアマルコルド（フェデリコ・フェリーニ監督）
7. パピヨン（フランクリン・J・シャフナー監督）
8. ジーザス・クライスト・スーパースター（ノーマン・ジュイソン監督）
9. 燃えよドラゴン（ロバート・クローズ監督）
10. デリンジャー（ジョン・ミリアス監督）

#### 第49回（1975年度）
- 日本映画監督賞 新藤兼人（『ある映画監督の生涯 溝口健二の記録』）
- 脚本賞 中島丈博（『祭りの準備』）
- 主演男優賞 佐分利信（『化石』）
- 主演女優賞 浅丘ルリ子（『男はつらいよ 寅次郎相合い傘』）
- 助演男優賞 原田芳雄（『祭りの準備』）
- 助演女優賞 大竹しのぶ（『青春の門』）
- 外国映画監督賞 ポール・マザースキー（『ハリーとトント』）
- 読者選出日本映画監督賞 佐藤純弥（『新幹線大爆破』）
- 読者選出外国映画監督賞 ジョン・ギラーミン（『タワーリング・インフェルノ』）

日本映画ベスト・テン
1. ある映画監督の生涯 溝口健二の記録（新藤兼人監督）
2. 祭りの準備（黒木和雄監督）
3. 金環蝕（山本薩夫監督）
4. 化石（小林正樹監督）
5. 男はつらいよ 寅次郎相合い傘（山田洋次監督）
6. 田園に死す（寺山修司監督）
7. 新幹線大爆破（佐藤純弥監督）
8. 仁義の墓場（深作欣二監督）
9. 同胞（山田洋次監督）
10. 実録 阿部定（田中登監督）

外国映画ベスト・テン
1. ハリーとトント（ポール・マザースキー監督）
2. 愛の嵐（リリアーナ・カヴァーニ監督）
3. アリスの恋（マーチン・スコセッシ監督）
4. レニー・ブルース（ボブ・フォッシー監督）
5. デルス・ウザーラ（黒澤明監督）
6. ザッツ・エンタテインメント（ジャック・ヘイリー・Jr監督）
7. ルシアンの青春（ルイ・マル監督）
8. ゴッドファーザー PART II（フランシス・フォード・コッポラ監督）
9. フロント・ページ（ビリー・ワイルダー監督）
10. JAWSジョーズ（スティーブン・スピルバーグ監督）

読者選出日本映画ベスト・テン
1. 新幹線大爆破（佐藤純弥監督）
2. 同胞（山田洋次監督）
3. 金環蝕（山本薩夫監督）
4. 男はつらいよ 寅次郎相合い傘（山田洋次監督）
5. 青春の門（浦山桐郎監督）
6. 祭りの準備（黒木和雄監督）
7. 仁義の墓場（深作欣二監督）
8. 本陣殺人事件（高林陽一監督）
9. 県警対組織暴力（深作欣二監督）
10. 昭和枯れすすき（野村芳太郎監督）

読者選出外国映画ベスト・テン
1. タワーリング・インフェルノ（ジョン・ギラーミン監督）
2. デルス・ウザーラ（黒澤明監督）
3. ゴッドファーザー PART II（フランシス・フォード・コッポラ監督）
4. ザッツ・エンタテインメント（ジャック・ヘイリー・Jr監督）
5. オリエント急行殺人事件（シドニー・ルメット監督）
6. フレンチ・コネクション2（ジョン・フランケンハイマー監督）
7. チャイナタウン（ロマン・ポランスキー監督）
8. アメリカン・グラフィティ（ジョージ・ルーカス監督）
9. ヤング・フランケンシュタイン（メル・ブルックス監督）
10. ロンゲスト・ヤード（ロバート・アルドリッチ監督）

#### 第50回（1976年度）
- 日本映画監督賞 長谷川和彦（『青春の殺人者』）
- 脚本賞 田村孟（『青春の殺人者』）
- 主演男優賞 水谷豊（『青春の殺人者』）
- 主演女優賞 原田美枝子（『青春の殺人者』『大地の子守歌』）
- 助演男優賞 大滝秀治（『不毛地帯』『あにいもうと』）
- 助演女優賞 太地喜和子（『男はつらいよ 寅次郎夕焼け小焼け』）
- 外国映画監督賞 マーティン・スコセッシ（『タクシードライバー』）
- 読者選出日本映画監督賞 市川崑（『犬神家の一族』）
- 読者選出外国映画監督賞 ミロシュ・フォアマン（『カッコーの巣の上で』）

日本映画ベスト・テン
1. 青春の殺人者（長谷川和彦監督）
2. 男はつらいよ 寅次郎夕焼け小焼け（山田洋次監督）
3. 大地の子守歌（増村保造監督）
4. 不毛地帯（山本薩夫監督）
5. 犬神家の一族（市川崑監督）
6. あにいもうと（今井正監督）
7. 嗚呼!!花の応援団（曽根中生監督）
8. やくざの墓場 くちなしの花（深作欣二監督）
9. さらば夏の光よ（山根成之監督）
10. 江戸川乱歩猟奇館 屋根裏の散歩者（田中登監督）

外国映画ベスト・テン
1. タクシードライバー（マーチン・スコセッシ監督）
2. カッコーの巣の上で（ミロシュ・フォアマン監督）
3. トリュフォーの思春期（フランソワ・トリュフォー監督）
4. バリー・リンドン（スタンリー・キューブリック監督）
5. 狼たちの午後（シドニー・ルメット監督）
6. ナッシュビル（ロバート・アルトマン監督）
7. アデルの恋の物語（フランソワ・トリュフォー監督）
8. 愛のコリーダ（大島渚監督）
9. フェリーニの道化師（フェデリコ・フェリーニ監督）
10. 大統領の陰謀（アラン・J・パクラ監督）

読者選出日本映画ベスト・テン
1. 犬神家の一族（市川崑監督）
2. 大地の子守歌（増村保造監督）
3. 青春の殺人者（長谷川和彦監督）
4. あにいもうと（今井正監督）
5. やくざの墓場 くちなしの花（深作欣二監督）
6. さらば夏の光よ（山根成之監督）
7. 不毛地帯（山本薩夫監督）
8. 男はつらいよ 寅次郎夕焼け小焼け（山田洋次監督）
9. 狂った野獣（中島貞夫監督）
10. 嗚呼!!花の応援団（曽根中生監督）

読者選出外国映画ベスト・テン
1. カッコーの巣の上で（ミロシュ・フォアマン監督）
2. タクシードライバー（マーチン・スコセッシ監督）
3. 狼たちの午後（シドニー・ルメット監督）
4. オーメン（リチャード・ドナー監督）
5. バリー・リンドン（スタンリー・キューブリック監督）
6. アデルの恋の物語（フランソワ・トリュフォー監督）
7. 追想（ロベール・アンリコ監督）
8. がんばれ!ベアーズ（マイケル・リッチー監督）
9. 大統領の陰謀（アラン・J・パクラ監督）
10. さらば愛しき女よ（ディック・リチャーズ監督）

#### 第51回（1977年度）
- 日本映画監督賞 山田洋次（『幸福の黄色いハンカチ』）
- 脚本賞 山田洋次、朝間義隆（『幸福の黄色いハンカチ』）
- 主演男優賞 高倉健（『幸福の黄色いハンカチ』『八甲田山』）
- 主演女優賞 岩下志麻（『はなれ瞽女おりん』）
- 助演男優賞 武田鉄矢（『幸福の黄色いハンカチ』）
- 助演女優賞 桃井かおり（『幸福の黄色いハンカチ』）
- 外国映画監督賞 ジョン・G・アヴィルドセン（『ロッキー』）
- 読者選出日本映画監督賞 山田洋次（『幸福の黄色いハンカチ』）
- 読者選出外国映画監督賞 ジョン・G・アヴィルドセン（『ロッキー』）

日本映画ベスト・テン
1. 幸福の黄色いハンカチ（山田洋次監督）
2. 竹山ひとり旅（新藤兼人監督）
3. はなれ瞽女おりん（篠田正浩監督）
4. 八甲田山（森谷司郎監督）
5. 青春の門・自立篇（浦山桐郎監督）
6. 悪魔の手毬唄（市川崑監督）
7. ねむの木の詩がきこえる（宮城まり子監督）
8. ボクサー（寺山修司監督）
9. 突然、嵐のように（山根成之監督）
10. 遠い一本の道（左幸子監督）

外国映画ベスト・テン
1. ロッキー（ジョン・G・アビルドセン監督）
2. ネットワーク（シドニー・ルメット監督）
3. 鬼火（ルイ・マル監督）
自由の代償（ライナー・ヴェルナー・ファスビンダー監督）
4. 惑星ソラリス（アンドレイ・タルコフスキー監督）
5. スラップ・ショット（ジョージ・ロイ・ヒル監督）
6. さすらいの航海（ステュアート・ローゼンバーグ監督）
7. トロイアの女（マイケル・カコヤニス監督）
8. ウディ・ガスリー/わが心のふるさと（ハル・アシュビー監督）
9. ローマに散る（フランチェスコ・ロージ監督）

読者選出日本映画ベスト・テン
1. 幸福の黄色いハンカチ（山田洋次監督）
2. 八甲田山（森谷司郎監督）
3. 八つ墓村（野村芳太郎監督）
4. HOUSE ハウス（大林宣彦監督）
5. ボクサー（寺山修司監督）
6. やくざ戦争 日本の首領（中島貞夫監督）
7. 悪魔の手毬唄（市川崑監督）
8. 人間の証明（佐藤純弥監督）
9. 突然、嵐のように（山根成之監督）
10. 宇宙戦艦ヤマト（舛田利雄監督）

読者選出外国映画ベスト・テン
1. ロッキー（ジョン・G・アビルドセン監督）
2. さすらいの航海（ステュアート・ローゼンバーグ監督）
3. 合衆国最後の日（ロバート・アルドリッチ監督）
4. マラソンマン（ジョン・シュレシンジャー監督）
5. スラップ・ショット（ジョージ・ロイ・ヒル監督）
6. キャリー（ブライアン・デ・パルマ監督）
7. ネットワーク（シドニー・ルメット監督）
8. カプリコン・1（ピーター・ハイアムズ監督）
9. 遠すぎた橋（リチャード・アッテンボロー監督）
10. サイレント・ムービー（メル・ブルックス監督）

#### 第52回（1978年度）
- 日本映画監督賞 東陽一（『サード』）
- 脚本賞 新藤兼人（『事件』）
- 主演男優賞 緒形拳（『鬼畜』）
- 主演女優賞 梶芽衣子（『曽根崎心中』）
- 助演男優賞 渡瀬恒彦（『事件』『赤穂城断絶』）
- 助演女優賞 大竹しのぶ（『事件』『聖職の碑』）
- 外国映画監督賞 ルキノ・ヴィスコンティ（『家族の肖像』）
- 読者選出日本映画監督賞 藤田敏八（『帰らざる日々』）
- 読者選出外国映画監督賞 ジョージ・ルーカス（『スター・ウォーズ』）

日本映画ベスト・テン
1. サード（東陽一監督）
2. 曾根崎心中（増村保造監督）
3. 愛の亡霊（大島渚監督）
4. 事件（野村芳太郎監督）
5. 帰らざる日々（藤田敏八監督）
6. 鬼畜（野村芳太郎監督）
7. ダイナマイトどんどん（岡本喜八監督）
8. 冬の華（降旗康男監督）
9. 人妻集団暴行致死事件（田中登監督）
10. 博多っ子純情（曽根中生監督）

外国映画ベスト・テン
1. 家族の肖像（ルキノ・ヴィスコンティ監督）
2. ジュリア（フレッド・ジンネマン監督）
3. グッバイガール（ハーバート・ロス監督）
4. ピロスマニ（ゲオルギー・シェンゲラーヤ監督）
未知との遭遇（スティーブン・スピルバーグ監督）
5. 愛と喝采の日々（ハーバート・ロス監督）
6. 結婚しない女（ポール・マザースキー監督）
7. 白夜（ロベール・ブレッソン監督）
8. スター・ウォーズ（ジョージ・ルーカス監督）
9. アニー・ホール（ウディ・アレン監督）

読者選出日本映画ベスト・テン
1. 帰らざる日々（藤田敏八監督）
2. 事件（野村芳太郎監督）
3. サード（東陽一監督）
4. 冬の華（降旗康男監督）
5. 鬼畜（野村芳太郎監督）
6. 最も危険な遊戯（村川透監督）
7. 野性の証明（佐藤純彌監督）
8. 曾根崎心中（増村保造監督）
9. 柳生一族の陰謀（深作欣二監督）
10. 皇帝のいない八月（山本薩夫監督）

読者選出外国映画ベスト・テン
1. スター・ウォーズ（ジョージ・ルーカス監督）
2. グッバイガール（ハーバート・ロス監督）
3. 未知との遭遇（スティーブン・スピルバーグ監督）
4. ジュリア（フレッド・ジンネマン監督）
5. ミッドナイト・エクスプレス（アラン・パーカー監督）
6. ミスター・グッドバーを探して（リチャード・ブルックス監督）
7. サタデー・ナイト・フィーバー（ジョン・バダム監督）
8. 結婚しない女（ポール・マザースキー監督）
9. ナイル殺人事件 (1978年の映画)（ジョン・ギラーミン監督）
10. 帰郷（ハル・アシュビー監督）

#### 第53回（1979年度）
- 日本映画監督賞 今村昌平（『復讐するは我にあり』）
- 脚本賞 馬場当（『復讐するは我にあり』）
- 主演男優賞 若山富三郎（『衝動殺人 息子よ』）
- 主演女優賞 桃井かおり（『もう頬づえはつかない』）
- 助演男優賞 三國連太郎（『復讐するは我にあり』）
- 助演女優賞 小川真由美（『復讐するは我にあり』）
- 外国映画監督賞 テオ・アンゲロプロス（『旅芸人の記録』）
- 読者選出日本映画監督賞 長谷川和彦（『太陽を盗んだ男』）
- 読者選出外国映画監督賞 マイケル・チミノ（『ディア・ハンター』）

日本映画ベスト・テン
1. 復讐するは我にあり（今村昌平監督）
2. 太陽を盗んだ男（長谷川和彦監督）
3. Keiko（クロード・ガニオン監督）
4. 赫い髪の女（神代辰巳監督）
5. 衝動殺人 息子よ（木下惠介監督）
6. 月山（村野鐵太郎監督）
7. 十九歳の地図（柳町光男監督）
8. もう頬づえはつかない（東陽一監督）
9. あゝ野麦峠（山本薩夫監督）
10. その後の仁義なき戦い（工藤栄一監督）

外国映画ベスト・テン
1. 旅芸人の記録（テオ・アンゲロプロス監督）
2. 木靴の樹（エルマンノ・オルミ監督）
3. ディア・ハンター（マイケル・チミノ監督）
4. イノセント（ルキノ・ヴィスコンティ監督）
5. インテリア（ウディ・アレン監督）
6. 女の叫び（ジュールス・ダッシン監督）
7. 奇跡（カール・テホ・ドライヤー監督）
8. ビッグ・ウェンズデー（ジョン・ミリアス監督）
9. チャイナ・シンドローム（ジェームズ・ブリッジズ監督）
10. プロビデンス（アラン・レネ監督）

読者選出日本映画ベスト・テン
1. 太陽を盗んだ男（長谷川和彦監督）
2. 復讐するは我にあり（今村昌平監督）
3. 衝動殺人 息子よ（木下惠介監督）
4. あゝ野麦峠（山本薩夫監督）
5. 銀河鉄道999（りんたろう監督）
6. もっとしなやかに もっとしたたかに（藤田敏八監督）
7. その後の仁義なき戦い（工藤栄一監督）
8. 蘇える金狼（村川透監督）
9. 十八歳、海へ（藤田敏八監督）
10. 夜叉ヶ池（篠田正浩監督）

読者選出外国映画ベスト・テン
1. ディア・ハンター（マイケル・チミノ監督）
2. 天国から来たチャンピオン（ウォーレン・ビーティ&バック・ヘンリー監督）
3. チャイナ・シンドローム（ジェームズ・ブリッジズ監督）
4. ビッグ・ウェンズデー（ジョン・ミリアス監督）
5. エイリアン（リドリー・スコット監督）
6. リトル・ロマンス（ジョージ・ロイ・ヒル監督）
7. ファール・プレイ（コリン・ヒギンズ監督）
8. イノセント（ルキノ・ヴィスコンティ監督）
9. 木靴の樹（エルマンノ・オルミ監督）
10. インテリア（ウディ・アレン監督）

### 1980年代

#### 第54回（1980年度）
- 日本映画監督賞 鈴木清順（『ツィゴイネルワイゼン』）
- 脚本賞 田中陽造（『ツィゴイネルワイゼン』『おんなの細道 濡れた海峡』）
- 主演男優賞 渡瀬恒彦（『神様のくれた赤ん坊』『震える舌』）
- 主演女優賞 大谷直子（『ツィゴイネルワイゼン』）
- 助演男優賞 山﨑努（『影武者』）
- 助演女優賞 大楠道代（『ツィゴイネルワイゼン』）
- 外国映画監督賞 ロバート・ベントン（『クレイマー、クレイマー』）
- 読者選出日本映画監督賞 舛田利雄（『二百三高地』）
- 読者選出外国映画監督賞 ロバート・ベントン（『クレイマー、クレイマー』）

日本映画ベスト・テン
1. ツィゴイネルワイゼン（鈴木清順監督）
2. 影武者（黒澤明監督）
3. ヒポクラテスたち（大森一樹監督）
4. 神様のくれた赤ん坊（前田陽一監督）
5. 遙かなる山の呼び声（山田洋次監督）
6. 父よ母よ!（木下惠介監督）
7. 四季・奈津子（東陽一監督）
8. 海潮音（橋浦方人監督）
9. 狂い咲きサンダーロード（石井聰亙監督）
10. 太陽の子 てだのふあ（浦山桐郎監督）

外国映画ベスト・テン
1. クレイマー、クレイマー（ロバート・ベントン監督）
2. ルードウィヒ 神々の黄昏（ルキノ・ヴィスコンティ監督）
3. 地獄の黙示録（フランシス・フォード・コッポラ監督）
4. 大理石の男（アンジェイ・ワイダ監督）
5. マンハッタン（ウディ・アレン監督）
6. マリア・ブラウンの結婚（ライナー・ヴェルナー・ファスビンダー監督）
7. テス（ロマン・ポランスキー監督）
8. オール・ザット・ジャズ（ボブ・フォッシー監督）
9. カサノバ（フェデリコ・フェリーニ監督）
10. フェーム（アラン・パーカー監督）

読者選出日本映画ベスト・テン
1. 二百三高地（舛田利雄監督）
2. 影武者（黒澤明監督）
3. 遙かなる山の呼び声（山田洋次監督）
4. 復活の日（深作欣二監督）
5. 神様のくれた赤ん坊（前田陽一監督）
6. 野獣死すべし（村川透監督）
7. ヒポクラテスたち（大森一樹監督）
8. ツィゴイネルワイゼン（鈴木清順監督）
9. 翔んだカップル（相米慎二監督）
10. 狂い咲きサンダーロード（石井聰亙監督）

読者選出外国映画ベスト・テン
1. クレイマー、クレイマー（ロバート・ベントン監督）
2. 地獄の黙示録（フランシス・フォード・コッポラ監督）
3. オール・ザット・ジャズ（ボブ・フォッシー監督）
4. スター・ウォーズ 帝国の逆襲（アーヴィン・カーシュナー監督）
5. マンハッタン（ウディ・アレン監督）
6. テス（ロマン・ポランスキー監督）
7. ジャグラー ニューヨーク25時（ロバート・バトラー監督）
8. ヤング・ゼネレーション（ピーター・イエーツ監督）
9. マリア・ブラウンの結婚（ライナー・ヴェルナー・ファスビンダー監督）
10. ローズ（マーク・ライデル監督）

#### 第55回（1981年度）
- 日本映画監督賞 小栗康平（『泥の河』）
- 脚本賞 倉本聰（『駅 STATION』）
- 主演男優賞 永島敏行（『遠雷』『幸福』）
- 主演女優賞 倍賞千恵子（『駅 STATION』）
- 助演男優賞 中村嘉葎雄（『陽炎座』『ラブレター』）
- 助演女優賞 加賀まりこ（『泥の河』『陽炎座』）
- 外国映画監督賞 フォルカー・シュレンドルフ（『ブリキの太鼓』）
- 読者選出日本映画監督賞 降旗康男（『駅 STATION』）
- 読者選出外国映画監督賞 スティーブン・スピルバーグ（『レイダース/失われたアーク《聖櫃》』）

日本映画ベスト・テン
1. 泥の河（小栗康平監督）
2. 遠雷（根岸吉太郎監督）
3. 陽炎座（鈴木清順監督）
4. 駅 STATION（降旗康男監督）
5. 嗚呼!おんなたち・猥歌（神代辰巳監督）
6. 幸福（市川崑監督）
7. ガキ帝国（井筒和幸監督）
8. 北斎漫画（新藤兼人監督）
9. ええじゃないか（今村昌平監督）
10. 近頃なぜかチャールストン（岡本喜八監督）

外国映画ベスト・テン
1. ブリキの太鼓（フォルカー・シュレンドルフ監督）
2. 秋のソナタ（イングマール・ベルイマン監督）
3. 普通の人々（ロバート・レッドフォード監督）
4. 約束の土地（アンジェイ・ワイダ監督）
5. グロリア（ジョン・カサヴェテス監督）
6. レイジング・ブル（マーチン・スコセッシ監督）
7. チャンス（ハル・アシュビー監督）
8. ある結婚の風景（イングマール・ベルイマン監督）
9. ブルース・ブラザース（ジョン・ランディス監督）
10. エレファント・マン（デヴィッド・リンチ監督）

読者選出日本映画ベスト・テン
1. 駅 STATION（降旗康男監督）
2. 泥の河（小栗康平監督）
3. 幸福（市川崑監督）
4. 遠雷（根岸吉太郎監督）
5. 陽炎座（鈴木清順監督）
6. スローなブギにしてくれ（藤田敏八監督）
7. 狂った果実（根岸吉太郎監督）
8. 日本の熱い日々 謀殺・下山事件（熊井啓監督）
9. の・ようなもの（森田芳光監督）
10. 魔界転生（深作欣二監督）

読者選出外国映画ベスト・テン
1. レイダース/失われたアーク《聖櫃》（スティーブン・スピルバーグ監督）
2. エレファント・マン（デヴィッド・リンチ監督）
3. ブリキの太鼓（フォルカー・シュレンドルフ監督）
4. チャンス（ハル・アシュビー監督）
5. 愛と哀しみのボレロ（クロード・ルルーシュ監督）
6. ブルース・ブラザース（ジョン・ランディス監督）
7. レイジング・ブル（マーチン・スコセッシ監督）
8. 普通の人々（ロバート・レッドフォード監督）
9. 殺しのドレス（ブライアン・デ・パルマ監督）
10. グロリア（ジョン・カサヴェテス監督）

#### 第56回（1982年度）
- 日本映画監督賞 深作欣二（『蒲田行進曲』）
- 脚本賞 つかこうへい（『蒲田行進曲』）
- 主演男優賞 根津甚八（『さらば愛しき大地』）
- 主演女優賞 松坂慶子（『蒲田行進曲』『道頓堀川』）
- 助演男優賞 平田満（『蒲田行進曲』）
- 助演女優賞 小柳ルミ子（『誘拐報道』）
- 外国映画監督賞 スティーブン・スピルバーグ（『E.T.』）
- 読者選出日本映画監督賞 深作欣二（『蒲田行進曲』）
- 読者選出外国映画監督賞 スティーブン・スピルバーグ（『E.T.』）

日本映画ベスト・テン
1. 蒲田行進曲（深作欣二監督）
2. さらば愛しき大地（柳町光男監督）
3. 転校生（大林宣彦監督）
4. 疑惑（野村芳太郎監督）
5. ニッポン国 古屋敷村（小川紳介監督）
6. TATTOO＜刺青＞あり（高橋伴明監督）
7. 水のないプール（若松孝二監督）
8. 遠野物語（村野鐵太郎監督）
9. 誘拐報道（伊藤俊也監督）
10. 怪異談 生きてゐる小平次（中川信夫監督）

外国映画ベスト・テン
1. E.T.（スティーブン・スピルバーグ監督）
2. 1900年（ベルナルド・ベルトルッチ監督）
3. 炎のランナー（ヒュー・ハドソン監督）
4. 黄昏（マーク・ライデル監督）
5. アレクサンダー大王（テオ・アンゲロプロス監督）
6. メフィスト（イシュトバーン・サボー監督）
7. レッズ（ウォーレン・ビーティ監督）
8. カリフォルニア・ドールス（ロバート・アルドリッチ監督）
9. フランス軍中尉の女（カレル・ライス監督）
10. 父/パードレ・パドローネ（パオロ&ヴィットリオ・タヴィアーニ監督）

読者選出日本映画ベスト・テン
1. 蒲田行進曲（深作欣二監督）
2. 転校生（大林宣彦監督）
3. さらば愛しき大地（柳町光男監督）
4. 誘拐報道（伊藤俊也監督）
5. TATTOO＜刺青＞あり（高橋伴明監督）
6. 鬼龍院花子の生涯（五社英雄監督）
7. 疑惑（野村芳太郎監督）
8. 水のないプール（若松孝二監督）
9. ウィークエンド・シャッフル（中村幻児監督）
10. キャバレー日記（根岸吉太郎監督）

読者選出外国映画ベスト・テン
1. E.T.（スティーブン・スピルバーグ監督）
2. 黄昏（マーク・ライデル監督）
3. 炎のランナー（ヒュー・ハドソン監督）
4. U・ボート（ウォルフガング・ペーターゼン監督）
5. 1900年（ベルナルド・ベルトルッチ監督）
6. ポルターガイスト（トビー・フーパー監督）
7. ロッキー3（シルヴェスター・スタローン監督）
8. 終電車（フランソワ・トリュフォー監督）
9. 白いドレスの女（ローレンス・カスダン監督）
10. モスクワは涙を信じない（ウラジーミル・メニショフ監督）

#### 第57回（1983年度）
- 日本映画監督賞 森田芳光（『家族ゲーム』）
- 脚本賞 森田芳光（『家族ゲーム』）
- 主演男優賞 松田優作（『家族ゲーム』）
- 主演女優賞 田中裕子（『天城越え』）
- 助演男優賞 伊丹十三（『家族ゲーム』『細雪』）
- 助演女優賞 永島暎子（『竜二』）
- 外国映画監督賞 アラン・J・パクラ（『ソフィーの選択』）
- 読者選出日本映画監督賞 大島渚（『戦場のメリークリスマス』）
- 読者選出外国映画監督賞 シドニー・ポラック（『トッツィー』）

日本映画ベスト・テン
1. 家族ゲーム（森田芳光監督）
2. 細雪（市川崑監督）
3. 戦場のメリークリスマス（大島渚監督）
4. 東京裁判（小林正樹監督）
5. 楢山節考（今村昌平監督）
6. 竜二（川島透監督）
7. 魚影の群れ（相米慎二監督）
8. 天城越え（三村晴彦監督）
9. 十階のモスキート（崔洋一監督）
10. ふるさと（神山征二郎監督）

外国映画ベスト・テン
1. ソフィーの選択（アラン・J・パクラ監督）
2. ガープの世界（ジョージ・ロイ・ヒル監督）
3. ガンジー（リチャード・アッテンボロー監督）
4. エボリ（フランチェスコ・ロージ監督）
5. フィツカラルド（ヴェルナー・ヘルツォーク監督）
6. 隣の女（フランソワ・トリュフォー監督）
7. 評決（シドニー・ルメット監督）
8. トッツィー（シドニー・ポラック監督）
9. アギーレ/神の怒り（ヴェルナー・ヘルツォーク監督）
10. サン★ロレンツォの夜（パオロ&ヴィットリオ・タヴィアーニ監督）

読者選出日本映画ベスト・テン
1. 戦場のメリークリスマス（大島渚監督）
2. 家族ゲーム（森田芳光監督）
3. 時をかける少女（大林宣彦監督）
4. 細雪（市川崑監督）
5. 楢山節考（今村昌平監督）
6. 天城越え（三村晴彦監督）
7. 東京裁判（小林正樹監督）
8. 魚影の群れ（相米慎二監督）
9. 竜二（川島透監督）
10. 探偵物語（根岸吉太郎監督）

読者選出外国映画ベスト・テン
1. トッツィー（シドニー・ポラック監督）
2. 評決（シドニー・ルメット監督）
3. ソフィーの選択（アラン・J・パクラ監督）
4. ガンジー（リチャード・アッテンボロー監督）
5. スター・ウォーズ ジェダイの復讐（リチャード・マーカンド監督）
6. フラッシュダンス（エイドリアン・ライン監督）
7. フィツカラルド（ヴェルナー・ヘルツォーク監督）
8. ブルーサンダー（ジョン・バダム監督）
9. 48時間（ウォルター・ヒル監督）
10. ウォー・ゲーム（ジョン・バダム監督）

#### 第58回（1984年度）
- 日本映画監督賞 伊丹十三（『お葬式』）
- 脚本賞 澤井信一郎、荒井晴彦（『Wの悲劇』）
- 主演男優賞 山﨑努（『お葬式』『さらば箱舟』）
- 主演女優賞 吉永小百合（『おはん』『天国の駅』）
- 助演男優賞 高品格（『麻雀放浪記』）
- 助演女優賞 三田佳子（『Wの悲劇』）
- 外国映画監督賞 セルジオ・レオーネ（『ワンス・アポン・ア・タイム・イン・アメリカ』）
- 読者選出日本映画監督賞 宮崎駿（『風の谷のナウシカ』）
- 読者選出外国映画監督賞 ウォルター・ヒル（『ストリート・オブ・ファイヤー』）

日本映画ベスト・テン
1. お葬式（伊丹十三監督）
2. Wの悲劇（澤井信一郎監督）
3. 瀬戸内少年野球団（篠田正浩監督）
4. 麻雀放浪記（和田誠監督）
5. さらば箱舟（寺山修司監督）
6. おはん（市川崑監督）
7. 風の谷のナウシカ（宮崎駿監督）
8. 伽倻子のために（小栗康平監督）
9. 廃市（大林宣彦監督）
10. チ・ン・ピ・ラ（川島透監督）

外国映画ベスト・テン
1. ワンス・アポン・ア・タイム・イン・アメリカ（セルジオ・レオーネ監督）
2. ライトスタッフ（フィリップ・カウフマン監督）
3. ナチュラル（バリー・レビンソン監督）
4. 愛と追憶の日々（ジェームズ・L・ブルックス監督）
5. カメレオンマン（ウディ・アレン監督）
6. カルメン（カルロス・サウラ監督）
7. ストリート・オブ・ファイヤー（ウォルター・ヒル監督）
8. ノスタルジア（アンドレイ・タルコフスキー監督）
9. ドレッサー（ピーター・イエーツ監督）
10. 欲望のあいまいな対象（ルイス・ブニュエル監督）

読者選出日本映画ベスト・テン
1. 風の谷のナウシカ（宮崎駿監督）
2. Wの悲劇（澤井信一郎監督）
3. 麻雀放浪記（和田誠監督）
4. お葬式（伊丹十三監督）
5. 瀬戸内少年野球団（篠田正浩監督）
6. 廃市（大林宣彦監督）
7. うる星やつら2 ビューティフル・ドリーマー（押井守監督）
8. おはん（市川崑監督）
9. 海燕ジョーの奇跡（藤田敏八監督）
10. 天国の駅（出目昌伸監督）

読者選出外国映画ベスト・テン
1. ストリート・オブ・ファイヤー（ウォルター・ヒル監督）
2. ワンス・アポン・ア・タイム・イン・アメリカ（セルジオ・レオーネ監督）
3. インディ・ジョーンズ/魔宮の伝説（スティーブン・スピルバーグ監督）
4. ナチュラル（バリー・レビンソン監督）
5. ライトスタッフ（フィリップ・カウフマン監督）
6. 愛と追憶の日々（ジェームズ・L・ブルックス監督）
7. カメレオンマン（ウディ・アレン監督）
8. プロジェクトA（ジャッキー・チェン監督）
9. スカーフェイス（ブライアン・デ・パルマ監督）
10. ロマンシング・ストーン 秘宝の谷（ロバート・ゼメキス監督）

#### 第59回（1985年度）
- 日本映画監督賞 森田芳光（『それから』）
- 脚本賞 筒井ともみ（『それから』）
- 主演男優賞 北大路欣也（『火まつり』『春の鐘』）
- 主演女優賞 倍賞美津子（『生きてるうちが花なのよ死んだらそれまでよ党宣言』『恋文』）
- 助演男優賞 小林薫（『それから』）
- 助演女優賞 藤田弓子（『瀬降り物語』『さびしんぼう』）
- 外国映画監督賞 ミロシュ・フォアマン（『アマデウス』）
- 読者選出日本映画監督賞 大林宣彦（『さびしんぼう』）
- 読者選出外国映画監督賞 ピーター・ウィアー（『刑事ジョン・ブック 目撃者』）

日本映画ベスト・テン
1. それから（森田芳光監督）
2. 乱（黒澤明監督）
3. 火まつり（柳町光男監督）
4. 台風クラブ（相米慎二監督）
5. さびしんぼう（大林宣彦監督）
6. 恋文（神代辰巳監督）
7. 生きてるうちが花なのよ死んだらそれまでよ党宣言（森﨑東監督）
8. ビルマの竪琴（市川崑監督）
9. 早春物語（澤井信一郎監督）
10. 花いちもんめ。（伊藤俊也監督）

外国映画ベスト・テン
1. アマデウス（ミロシュ・フォアマン監督）
2. 路（ユルマズ・ギュネイ監督）
3. ファニーとアレクサンデル（イングマール・ベルイマン監督）
4. ミツバチのささやき（ビクトル・エリセ監督）
5. 刑事ジョン・ブック 目撃者（ピーター・ウィアー監督）
6. パリ、テキサス（ヴィム・ヴェンダース監督）
7. キリング・フィールド（ローランド・ジョフィ監督）
8. 田舎の日曜日（ベルトラン・タヴェルニエ監督）
9. インドへの道（デヴィッド・リーン監督）
10. コーラスライン（リチャード・アッテンボロー監督）

読者選出日本映画ベスト・テン
1. さびしんぼう（大林宣彦監督）
2. それから（森田芳光監督）
3. 乱（黒澤明監督）
4. ビルマの竪琴（市川崑監督）
5. 台風クラブ（相米慎二監督）
6. ラブホテル（相米慎二監督）
7. 銀河鉄道の夜（杉井ギサブロー監督）
8. 火まつり（柳町光男監督）
9. 恋文（神代辰巳監督）
10. 早春物語（澤井信一郎監督）

読者選出外国映画ベスト・テン
1. 刑事ジョン・ブック 目撃者（ピーター・ウィアー監督）
2. キリング・フィールド（ローランド・ジョフィ監督）
3. アマデウス（ミロシュ・フォアマン監督）
4. バック・トゥ・ザ・フューチャー（ロバート・ゼメキス監督）
5. パリ、テキサス（ヴィム・ヴェンダース監督）
6. コーラスライン（リチャード・アッテンボロー監督）
7. 恋におちて（ウール・グロスバード監督）
8. ターミネーター（ジェームズ・キャメロン監督）
9. ミツバチのささやき（ビクトル・エリセ監督）
10. プレイス・イン・ザ・ハート（ロバート・ベントン監督）

#### 第60回（1986年度）
- 日本映画監督賞 熊井啓（『海と毒薬』）
- 脚本賞 森田芳光（『ウホッホ探険隊』）
- 主演男優賞 内田裕也（『コミック雑誌なんかいらない!』）
- 主演女優賞 秋野暢子（『片翼だけの天使』）
- 助演男優賞 植木等（『新・喜びも悲しみも幾歳月』）
- 助演女優賞 いしだあゆみ（『火宅の人』）
- 新人男優賞 石橋凌（『ア・ホーマンス』『ボクの女に手を出すな』）
- 新人女優賞 斉藤由貴（『恋する女たち』）
- 外国映画監督賞 ジム・ジャームッシュ（『ストレンジャー・ザン・パラダイス』）
- 読者選出日本映画監督賞 深作欣二（『火宅の人』）
- 読者選出外国映画監督賞 ジェームズ・キャメロン（『エイリアン2』）

日本映画ベスト・テン
1. 海と毒薬（熊井啓監督）
2. コミック雑誌なんかいらない!（滝田洋二郎監督）
3. ウホッホ探険隊（根岸吉太郎監督）
4. 人間の約束（吉田喜重監督）
5. 火宅の人（深作欣二監督）
6. 鑓の権三（篠田正浩監督）
7. 恋する女たち（大森一樹監督）
8. 天空の城ラピュタ（宮崎駿監督）
9. キネマの天地（山田洋次監督）
10. ジャズ大名（岡本喜八監督）

外国映画ベスト・テン
1. ストレンジャー・ザン・パラダイス（ジム・ジャームッシュ監督）
2. カイロの紫のバラ（ウディ・アレン監督）
3. 蜘蛛女のキス（ヘクトール・バベンコ監督）
4. ラウンド・ミッドナイト（ベルトラン・タヴェルニエ監督）
5. パパは、出張中!（エミール・クストリッツァ監督）
6. カラーパープル（スティーブン・スピルバーグ監督）
7. ホテル・ニューハンプシャー（トニー・リチャードソン監督）
8. 未来世紀ブラジル（テリー・ギリアム監督）
9. エイリアン2（ジェームズ・キャメロン監督）
10. 群れ（ユルマズ・ギュネイ監督）

読者選出日本映画ベスト・テン
1. 火宅の人（深作欣二監督）
2. 天空の城ラピュタ（宮崎駿監督）
3. キネマの天地（山田洋次監督）
4. 海と毒薬（熊井啓監督）
5. コミック雑誌なんかいらない!（滝田洋二郎監督）
6. ウホッホ探険隊（根岸吉太郎監督）
7. 鹿鳴館（市川崑監督）
8. 人間の約束（吉田喜重監督）
9. 植村直己物語（佐藤純彌監督）
10. 野ゆき山ゆき海べゆき（大林宣彦監督）

読者選出外国映画ベスト・テン
1. エイリアン2（ジェームズ・キャメロン監督）
2. カラーパープル（スティーブン・スピルバーグ監督）
3. カイロの紫のバラ（ウディ・アレン監督）
4. ストレンジャー・ザン・パラダイス（ジム・ジャームッシュ監督）
5. イヤー・オブ・ザ・ドラゴン（マイケル・チミノ監督）
6. 蜘蛛女のキス（ヘクトール・バベンコ監督）
7. 暴走機関車（アンドレイ・コンチャロフスキー監督）
8. パパは、出張中!（エミール・クストリッツァ監督）
9. 未来世紀ブラジル（テリー・ギリアム監督）
10. シルバラード（ローレンス・カスダン監督）

#### 第61回（1987年度）
- 日本映画監督賞 伊丹十三（『マルサの女』）
- 脚本賞 伊丹十三（『マルサの女』）
- 主演男優賞 時任三郎（『永遠の1/2』）
- 主演女優賞 宮本信子（『マルサの女』）
- 助演男優賞 津川雅彦（『マルサの女』『別れぬ理由』）
- 助演女優賞 桜田淳子（『イタズ 熊』）
- 新人男優賞 髙嶋政宏（『トットチャンネル』『BU・SU』）
- 新人女優賞 秋吉満ちる（『光る女』）
- 外国映画監督賞 パオロ・タヴィアーニ、ヴィットリオ・タヴィアーニ（『グッドモーニング・バビロン!』）
- 読者選出日本映画監督賞 原一男（『ゆきゆきて、神軍』）
- 読者選出外国映画監督賞 ロブ・ライナー（『スタンド・バイ・ミー』）

日本映画ベスト・テン
1. マルサの女（伊丹十三監督）
2. ゆきゆきて、神軍（原一男監督）
3. 1000年刻みの日時計 牧野村物語（小川紳介監督）
4. 永遠の1/2（根岸吉太郎監督）
5. 映画女優（市川崑監督）
6. 男はつらいよ 知床慕情（山田洋次監督）
7. 女衒 ZEGEN（今村昌平監督）
8. BU・SU（市川準監督）
9. 光る女（相米慎二監督）
10. ちょうちん（梶間俊一監督）

外国映画ベスト・テン
1. グッドモーニング・バビロン!（パオロ＆ヴィットリオ・タヴィアーニ監督）
2. プラトーン（オリバー・ストーン監督）
3. ハンナとその姉妹（ウディ・アレン監督）
4. アンタッチャブル（ブライアン・デ・パルマ監督）
5. スタンド・バイ・ミー（ロブ・ライナー監督）
6. 眺めのいい部屋（ジェームズ・アイヴォリー監督）
7. ラジオ・デイズ（ウディ・アレン監督）
8. サルバドル/遙かなる日々（オリバー・ストーン監督）
9. ブルーベルベット（デヴィッド・リンチ監督）
10. 薔薇の名前（ジャン＝ジャック・アノー監督）

読者選出日本映画ベスト・テン
1. ゆきゆきて、神軍（原一男監督）
2. BU・SU（市川準監督）
3. マルサの女（伊丹十三監督）
4. トットチャンネル（大森一樹監督）
5. 私をスキーに連れてって（馬場康夫監督）
6. 螢川（須川栄三監督）
7. 永遠の1/2（根岸吉太郎監督）
8. ちょうちん（梶間俊一監督）
9. 男はつらいよ 知床慕情（山田洋次監督）
10. 光る女（相米慎二監督）

読者選出外国映画ベスト・テン
1. スタンド・バイ・ミー（ロブ・ライナー監督）
2. プラトーン（オリバー・ストーン監督）
3. アンタッチャブル（ブライアン・デ・パルマ監督）
4. ハンナとその姉妹（ウディ・アレン監督）
5. ラジオ・デイズ（ウディ・アレン監督）
6. エンゼル・ハート（アラン・パーカー監督）
7. ミッション（ローランド・ジョフィ監督）
8. 摩天楼＜ニューヨーク＞はバラ色に（ハーバート・ロス監督）
9. 愛は静けさの中に（ランダ・ヘインズ監督）
10. ザ・フライ（デヴィッド・クローネンバーグ監督）

#### 第62回（1988年度）
- 日本映画監督賞 黒木和雄（『TOMORROW 明日』）
- 脚本賞 荒井晴彦（『リボルバー』）
- 主演男優賞 真田広之（『快盗ルビイ』）
- 主演女優賞 桃井かおり（『TOMORROW 明日』『木村家の人びと』『噛む女』）
- 助演男優賞 片岡鶴太郎（『異人たちとの夏』）
- 助演女優賞 秋吉久美子（『異人たちとの夏』）
- 新人男優賞 緒形直人（『優駿 ORACION』）
- 新人女優賞 中川安奈（『敦煌』）
- 外国映画監督賞 スタンリー・キューブリック（『フルメタル・ジャケット』）
- 読者選出日本映画監督賞 宮崎駿（『となりのトトロ』）
- 読者選出外国映画監督賞 ポール・バーホーベン（『ロボコップ』）

日本映画ベスト・テン
1. となりのトトロ（宮崎駿監督）
2. TOMORROW 明日（黒木和雄監督）
3. 異人たちとの夏（大林宣彦監督）
4. ロックよ、静かに流れよ（長崎俊一監督）
5. 郷愁（中島丈博監督）
6. 火垂るの墓（高畑勲監督）
7. さくら隊散る（新藤兼人監督）
8. 木村家の人びと（滝田洋二郎監督）
9. リボルバー（藤田敏八監督）
10. 快盗ルビイ（和田誠監督）

外国映画ベスト・テン
1. ラストエンペラー（ベルナルド・ベルトルッチ監督）
2. フルメタル・ジャケット（スタンリー・キューブリック監督）
3. ベルリン・天使の詩（ヴィム・ヴェンダース監督）
4. 八月の鯨（リンゼイ・アンダーソン監督）
5. 芙蓉鎮（シエ・チン監督）
6. 黒い瞳（ニキータ・ミハルコフ監督）
7. ザ・デッド/「ダブリン市民」より（ジョン・ヒューストン監督）
8. 存在の耐えられない軽さ（フィリップ・カウフマン監督）
9. 愛と宿命の泉 PARTI/フロレット家のジャン, PARTII/泉のマノン（クロード・ベリ監督）
10. 月の輝く夜に（ノーマン・ジュイソン監督）

読者選出日本映画ベスト・テン
1. となりのトトロ（宮崎駿監督）
2. 快盗ルビイ（和田誠監督）
3. 異人たちとの夏（大林宣彦監督）
4. AKIRA（大友克洋監督）
5. 優駿 ORACION（杉田成道監督）
6. 火垂るの墓（高畑勲監督）
7. 敦煌（佐藤純彌監督）
8. マルサの女2（伊丹十三監督）
9. ぼくらの七日間戦争（菅原比呂志監督）
10. この胸のときめきを（和泉聖治監督）

読者選出外国映画ベスト・テン
1. ロボコップ（ポール・バーホーベン監督）
2. ラストエンペラー（ベルナルド・ベルトルッチ監督）
3. 太陽の帝国（スティーブン・スピルバーグ監督）
4. グッドモーニング, ベトナム（バリー・レヴィンソン監督）
5. タッカー（フランシス・フォード・コッポラ監督）
6. フルメタル・ジャケット（スタンリー・キューブリック監督）
7. ウォール街（オリバー・ストーン監督）
8. 月の輝く夜に（ノーマン・ジュイソン監督）
9. ベルリン・天使の詩（ヴィム・ヴェンダース監督）
10. 危険な情事（エイドリアン・ライン監督）

#### 第63回（1989年度）
- 日本映画監督賞 今村昌平（『黒い雨』）
- 脚本賞 依田義賢（『千利休 本覺坊遺文』）
- 主演男優賞 三國連太郎（『利休』）
- 主演女優賞 田中好子（『黒い雨』）
- 助演男優賞 原田芳雄（『どついたるねん』『キスより簡単』『夢見通りの人々』）
- 助演女優賞 相楽晴子（『どついたるねん』）
- 新人男優賞 赤井英和（『どついたるねん』）
- 新人女優賞 川原亜矢子（『キッチン』）
- 外国映画監督賞 ホウ・シャオシェン（『恋恋風塵』『童年往事 時の流れ』）
- 読者選出日本映画監督賞 宮崎駿（『魔女の宅急便』）
- 読者選出外国映画監督賞 バリー・レヴィンソン（『レインマン』）

日本映画ベスト・テン
1. 黒い雨（今村昌平監督）
2. どついたるねん（阪本順治監督）
3. 千利休 本覺坊遺文（熊井啓監督）
4. ウンタマギルー（高嶺剛監督）
5. 魔女の宅急便（宮崎駿監督）
6. 北京的西瓜（大林宣彦監督）
7. 利休（勅使河原宏監督）
8. その男、凶暴につき（北野武監督）
9. 社葬（舛田利雄監督）
10. あ・うん（降旗康男監督）

外国映画ベスト・テン
1. ダイ・ハード（ジョン・マクティアナン監督）
2. バベットの晩餐会（ガブリエル・アクセル監督）
3. 紅いコーリャン（チャン・イーモウ監督）
4. レインマン（バリー・レヴィンソン監督）
5. マイライフ・アズ・ア・ドッグ（ラッセ・ハルストレム監督）
6. バグダッド・カフェ（パーシー・アドロン監督）
7. ニュー・シネマ・パラダイス（ジュゼッペ・トルナトーレ監督）
8. 恋恋風塵（ホウ・シャオシェン監督）
9. ペレ（ビレ・アウグスト監督）
10. 童年往事 時の流れ（ホウ・シャオシェン監督）

読者選出日本映画ベスト・テン
1. 魔女の宅急便（宮崎駿監督）
2. 社葬（舛田利雄監督）
3. 黒い雨（今村昌平監督）
4. その男、凶暴につき（北野武監督）
5. 座頭市（勝新太郎監督）
6. どついたるねん（阪本順治監督）
7. 千利休 本覺坊遺文（熊井啓監督）
8. 君は僕をスキになる（渡邊孝好監督）
9. 誘惑者（長崎俊一監督）
10. キッチン（森田芳光監督）

読者選出外国映画ベスト・テン
1. レインマン（バリー・レヴィンソン監督）
2. ダイ・ハード（ジョン・マクティアナン監督）
3. ミシシッピー・バーニング（アラン・パーカー監督）
4. ブラック・レイン（リドリー・スコット監督）
5. インディ・ジョーンズ/最後の聖戦（スティーブン・スピルバーグ監督）
6. メジャーリーグ（デヴィッド・S・ウォード監督）
7. マイライフ・アズ・ア・ドッグ（ラッセ・ハルストレム監督）
8. バグダッド・カフェ（パーシー・アドロン監督）
9. バック・トゥ・ザ・フューチャー PART2（ロバート・ゼメキス監督）
10. ワーキング・ガール（マイク・ニコルズ監督）

### 1990年代

#### 第64回（1990年度）
- 日本映画監督賞 中原俊（『櫻の園』）
- 脚本賞 じんのひろあき（『櫻の園』）
- 主演男優賞 岸部一徳（『死の棘』）
- 主演女優賞 松坂慶子（『死の棘』）
- 助演男優賞 石橋蓮司（『浪人街』）
- 助演女優賞 香川京子（『式部物語』）
- 新人男優賞 筒井道隆（『バタアシ金魚』）
- 新人女優賞 牧瀬里穂（『東京上空いらっしゃいませ』『つぐみ』）
- 外国映画監督賞 ホウ・シャオシェン（『悲情城市』）
- 読者選出日本映画監督賞 篠田正浩（『少年時代』）
- 読者選出外国映画監督賞 フィル・アルデン・ロビンソン（『フィールド・オブ・ドリームス』）

日本映画ベスト・テン
1. 櫻の園（中原俊監督）
2. 少年時代（篠田正浩監督）
3. 死の棘（小栗康平監督）
4. 夢（黒澤明監督）
5. バタアシ金魚（松岡錠司監督）
6. われに撃つ用意あり READY TO SHOOT（若松孝二監督）
7. 3-4X10月（北野武監督）
8. 浪人街（黒木和雄監督）
9. つぐみ（市川準監督）
10. 白い手（神山征二郎監督）

外国映画ベスト・テン
1. 悲情城市（ホウ・シャオシェン監督）
2. フィールド・オブ・ドリームス（フィル・アルデン・ロビンソン監督）
3. 霧の中の風景（テオ・アンゲロプロス監督）
4. 冬冬の夏休み（ホウ・シャオシェン監督）
5. ドゥ・ザ・ライト・シング（スパイク・リー監督）
6. コックと泥棒、その妻と愛人（ピーター・グリーナウェイ監督）
7. 五月のミル（ルイ・マル監督）
8. ドライビング Miss デイジー（ブルース・ベレスフォード監督）
9. グッドフェローズ（マーチン・スコセッシ監督）
10. 恋のゆくえ/ファビュラス・ベイカー・ボーイズ（スティーブ・クローブス監督）

読者選出日本映画ベスト・テン
1. 少年時代（篠田正浩監督）
2. 夢（黒澤明監督）
3. 櫻の園（中原俊監督）
4. バタアシ金魚（松岡錠司監督）
5. つぐみ（市川準監督）
6. 3-4X10月（北野武監督）
7. 死の棘（小栗康平監督）
8. 東京上空いらっしゃいませ（相米慎二監督）
9. 病院へ行こう（滝田洋二郎監督）
10. 鉄拳（阪本順治監督）

読者選出外国映画ベスト・テン
1. フィールド・オブ・ドリームス（フィル・アルデン・ロビンソン監督）
2. ダイ・ハード2（レニー・ハーリン監督）
3. いまを生きる（ピーター・ウィアー監督）
4. ゴースト ニューヨークの幻（ジェリー・ザッカー監督）
5. 悲情城市（ホウ・シャオシェン監督）
6. レッド・オクトーバーを追え!（ジョン・マクティアナン監督）
7. 霧の中の風景（テオ・アンゲロプロス監督）
8. 恋のゆくえ/ファビュラス・ベイカー・ボーイズ（スティーブ・クローブス監督）
9. ドライビング Miss デイジー（ブルース・ベレスフォード監督）
10. ドゥ・ザ・ライト・シング（スパイク・リー監督）

#### 第65回（1991年度）
- 日本映画監督賞 山田洋次（『息子』）
- 脚本賞 三谷幸喜 と 東京サンシャインボーイズ（『12人の優しい日本人』）
- 主演男優賞 三國連太郎（『息子』）
- 主演女優賞 北林谷栄（『大誘拐 RAINBOW KIDS』）
- 助演男優賞 永瀬正敏（『息子』）
- 助演女優賞 和久井映見（『息子』）
- 新人男優賞 唐沢寿明（『おいしい結婚』）
- 新人女優賞 石田ひかり（『ふたり』）
- 外国映画監督賞 ケビン・コスナー（『ダンス・ウィズ・ウルブズ』）
- 読者選出日本映画監督賞 北野武（『あの夏、いちばん静かな海。』）
- 読者選出外国映画監督賞 ケビン・コスナー（『ダンス・ウィズ・ウルブズ』）

日本映画ベスト・テン
1. 息子（山田洋次監督）
2. 大誘拐 RAINBOW KIDS（岡本喜八監督）
3. 八月の狂詩曲（黒澤明監督）
4. 無能の人（竹中直人監督）
5. ふたり（大林宣彦監督）
6. あの夏、いちばん静かな海。（北野武監督）
7. 12人の優しい日本人（中原俊監督）
8. 王手（阪本順治監督）
9. おもひでぽろぽろ（高畑勲監督）
10. 四万十川（恩地日出夫監督）

外国映画ベスト・テン
1. ダンス・ウィズ・ウルブズ（ケビン・コスナー監督）
2. 羊たちの沈黙（ジョナサン・デミ監督）
3. ミラーズ・クロッシング（ジョエル・コーエン監督）
4. テルマ&ルイーズ（リドリー・スコット監督）
5. シェルタリング・スカイ（ベルナルド・ベルトルッチ監督）
6. 髪結いの亭主（パトリス・ルコント監督）
7. マッチ工場の少女（アキ・カウリスマキ監督）
8. ターミネーター2（ジェームズ・キャメロン監督）
9. トト・ザ・ヒーロー（ジャコ・ヴァン・ドルマル監督）
10. エンジェル・アット・マイ・テーブル（ジェーン・カンピオン監督）

読者選出日本映画ベスト・テン
1. あの夏、いちばん静かな海。（北野武監督）
2. ふたり（大林宣彦監督）
3. 息子（山田洋次監督）
4. 大誘拐 RAINBOW KIDS（岡本喜八監督）
5. 八月の狂詩曲（黒澤明監督）
6. おもひでぽろぽろ（高畑勲監督）
7. 無能の人（竹中直人監督）
8. 戦争と青春（今井正監督）
9. 風、スローダウン（島田紳助監督）
10. 12人の優しい日本人（中原俊監督）

読者選出外国映画ベスト・テン
1. ダンス・ウィズ・ウルブズ（ケビン・コスナー監督）
2. 羊たちの沈黙（ジョナサン・デミ監督）
3. ターミネーター2（ジェームズ・キャメロン監督）
4. レナードの朝（ペニー・マーシャル監督）
5. テルマ&ルイーズ（リドリー・スコット監督）
6. ゴッドファーザー PART III（フランシス・フォード・コッポラ監督）
7. ニキータ（リュック・ベッソン監督）
8. シザーハンズ（ティム・バートン監督）
9. 真実の瞬間（アーウィン・ウィンクラー監督）
10. わが心のボルチモア（バリー・レヴィンソン監督）

#### 第66回（1992年度）
- 日本映画監督賞 周防正行（『シコふんじゃった。』）
- 脚本賞 石井隆（『死んでもいい』）
- 主演男優賞 原田芳雄（『寝盗られ宗介』）
- 主演女優賞 大竹しのぶ（『死んでもいい』）
- 助演男優賞 村田雄浩（『おこげ』『ミンボーの女』）
- 助演女優賞 藤谷美和子（『寝盗られ宗介』『女殺油地獄』）
- 新人男優賞 大森嘉之（『青春デンデケデケデケ』）
- 新人女優賞 墨田ユキ（『墨東綺譚』）
- 外国映画監督賞 エドワード・ヤン（『牯嶺街少年殺人事件』）
- 読者選出日本映画監督賞 周防正行（『シコふんじゃった。』）
- 読者選出外国映画監督賞 オリバー・ストーン（『JFK』）

日本映画ベスト・テン
1. シコふんじゃった。（周防正行監督）
2. 青春デンデケデケデケ（大林宣彦監督）
3. 阿賀に生きる（佐藤真監督）
4. 紅の豚（宮崎駿監督）
5. 死んでもいい（石井隆監督）
6. 橋のない川（東陽一監督）
7. いつかギラギラする日（深作欣二監督）
8. 寝盗られ宗介（若松孝二監督）
9. 濹東綺譚（新藤兼人監督）
10. きらきらひかる（松岡錠司監督）

外国映画ベスト・テン
1. 美しき諍い女（ジャック・リヴェット監督）
2. 牯嶺街少年殺人事件（エドワード・ヤン監督）
3. こうのとり、たちずさんで（テオ・アンゲロプロス監督）
4. 仕立て屋の恋（パトリス・ルコント監督）
5. バートン・フィンク（ジョエル・コーエン監督）
6. ウルガ（ニキータ・ミハルコフ監督）
7. プリティ・リーグ（ペニー・マーシャル監督）
8. フライド・グリーン・トマト（ジョン・アブネット監督）
9. JFK（オリバー・ストーン監督）
10. ナイト・オン・ザ・プラネット（ジム・ジャームッシュ監督）

読者選出日本映画ベスト・テン
1. シコふんじゃった。（周防正行監督）
2. 青春デンデケデケデケ（大林宣彦監督）
3. 紅の豚（宮崎駿監督）
4. いつかギラギラする日（深作欣二監督）
5. 橋のない川（東陽一監督）
6. 寝盗られ宗介（若松孝二監督）
7. ミンボーの女（伊丹十三監督）
8. 死んでもいい（石井隆監督）
9. ザ・中学教師（平山秀幸監督）
10. おこげ（中島丈博監督）

#### 第67回（1993年度）
- 日本映画監督賞 崔洋一（『月はどっちに出ている』）
- 脚本賞 崔洋一、鄭義信（『月はどっちに出ている』）
- 主演男優賞 真田広之（『僕らはみんな生きている』）
- 主演女優賞 ルビー・モレノ（『月はどっちに出ている』）
- 助演男優賞 岸部一徳（『僕らはみんな生きている』）
- 助演女優賞 桜田淳子（『お引越し』）
- 新人男優賞 岸谷五朗（『僕らはみんな生きている』）
- 新人女優賞 田畑智子（『お引越し』）
- 外国映画監督賞 クリント・イーストウッド（『許されざる者』『パーフェクト・ワールド』）
- 読者選出日本映画監督賞 相米慎二（『お引越し』）
- 読者選出外国映画監督賞 ロバート・レッドフォード（『リバー・ランズ・スルー・イット』）

日本映画ベスト・テン
1. 月はどっちに出ている（崔洋一監督）
2. お引越し（相米慎二監督）
3. 病院で死ぬということ（市川準監督）
4. ソナチネ（北野武監督）
5. 僕らはみんな生きている（滝田洋二郎監督）
6. 学校（山田洋次監督）
7. 愛について、東京（柳町光男監督）
8. わが愛の譜 滝廉太郎物語（澤井信一郎監督）
9. ヌードの夜（石井隆監督）
10. まあだだよ（黒澤明監督）

外国映画ベスト・テン
1. 許されざる者（クリント・イーストウッド監督）
2. 秋菊の物語（チャン・イーモウ監督）
3. ザ・プレイヤー（ロバート・アルトマン監督）
4. クライング・ゲーム（ニール・ジョーダン監督）
5. マルメロの陽光（ビクトル・エリセ監督）
6. レザボア・ドッグス（クエンティン・タランティーノ監督）
7. リバー・ランズ・スルー・イット（ロバート・レッドフォード監督）
8. 友だちのうちはどこ?（アッバス・キアロスタミ監督）
9. 戯夢人生（ホウ・シャオシェン監督）
10. オルランド（サリー・ポッター監督）

読者選出日本映画ベスト・テン
1. お引越し（相米慎二監督）
2. 学校（山田洋次監督）
3. 僕らはみんな生きている（滝田洋二郎監督）
4. 月はどっちに出ている（崔洋一監督）
5. ソナチネ（北野武監督）
6. 病院で死ぬということ（市川準監督）
7. はるか、ノスタルジィ（大林宣彦監督）
8. まあだだよ（黒澤明監督）
9. 眠らない街・新宿鮫（滝田洋二郎監督）
10. わが愛の譜 滝廉太郎物語（澤井信一郎監督）

読者選出外国映画ベスト・テン
1. リバー・ランズ・スルー・イット（ロバート・レッドフォード監督）
2. 許されざる者（クリント・イーストウッド監督）
3. クライング・ゲーム（ニール・ジョーダン監督）
4. レザボア・ドッグス（クエンティン・タランティーノ監督）
5. ジュラシック・パーク（スティーブン・スピルバーグ監督
6. ザ・プレイヤー（ロバート・アルトマン監督）
7. 逃亡者（アンドリュー・デイヴィス監督）
8. セント・オブ・ウーマン 夢の香り（マーティン・ブレスト監督）
9. マルコムX（スパイク・リー監督）
10. 秋菊の物語（チャン・イーモウ監督）

#### 第68回（1994年度）
- 日本映画監督賞 原一男（『全身小説家』）
- 脚本賞 田中陽造（『夏の庭 The Friends』『居酒屋ゆうれい』）
- 主演男優賞 奥田瑛二（『棒の哀しみ』）
- 主演女優賞 高岡早紀（『忠臣蔵外伝 四谷怪談』）
- 助演男優賞 中井貴一（『四十七人の刺客』）
- 助演女優賞 室井滋（『居酒屋ゆうれい』）
- 新人男優賞 野村祐人（『800 TWO LAP RUNNERS』）
- 新人女優賞 鈴木砂羽（『愛の新世界』）
- 外国映画監督賞 クエンティン・タランティーノ（『パルプ・フィクション』）
- 読者選出日本映画監督賞 竹中直人（『119』）
- 読者選出外国映画監督賞 スティーヴン・スピルバーグ（『シンドラーのリスト』）

日本映画ベスト・テン
1. 全身小説家（原一男監督）
2. 忠臣蔵外伝 四谷怪談（深作欣二監督）
3. 居酒屋ゆうれい（渡邊孝好監督）
4. 棒の哀しみ（神代辰巳監督）
5. 夏の庭 The Friends（相米慎二監督）
6. 119（竹中直人監督）
7. 800 TWO LAP RUNNERS（廣木隆一監督）
8. 平成狸合戦ぽんぽこ（高畑勲監督）
9. 愛の新世界（高橋伴明監督）
10. 毎日が夏休み（金子修介監督）

外国映画ベスト・テン
1. ピアノ・レッスン（ジェーン・カンピオン監督）
2. さらば、わが愛/覇王別姫（チェン・カイコー監督）
3. ショート・カッツ（ロバート・アルトマン監督）
4. パルプ・フィクション（クエンティン・タランティーノ監督）
5. ギルバート・グレイプ（ラッセ・ハルストレム監督）
6. シンドラーのリスト（スティーブン・スピルバーグ監督）
7. 日の名残り（ジェームズ・アイヴォリー監督）
8. スピード（ヤン・デ・ボン監督）
9. オリーブの林をぬけて（アッバス・キアロスタミ監督）
10. 風の丘を越えて（イム・グォンテク監督）

読者選出日本映画ベスト・テン
1. 119（竹中直人監督）
2. 忠臣蔵外伝 四谷怪談（深作欣二監督）
3. 居酒屋ゆうれい（渡邊孝好監督）
4. 全身小説家（原一男監督）
5. 平成狸合戦ぽんぽこ（高畑勲監督）
6. トカレフ（阪本順治監督）
7. 毎日が夏休み（金子修介監督）
8. 夏の庭 The Friends（相米慎二監督）
9. 棒の哀しみ（神代辰巳監督）
10. 800 TWO LAP RUNNERS（廣木隆一監督）

読者選出外国映画ベスト・テン
1. シンドラーのリスト（スティーブン・スピルバーグ監督）
2. ピアノ・レッスン（ジェーン・カンピオン監督）
3. さらば、わが愛/覇王別姫（チェン・カイコー監督）
4. パルプ・フィクション（クエンティン・タランティーノ監督）
5. ギルバート・グレイプ（ラッセ・ハルストレム監督）
6. スピード（ヤン・デ・ボン監督）
7. 日の名残り（ジェームズ・アイヴォリー監督）
8. トゥルー・ロマンス（トニー・スコット監督）
9. 父の祈りを（ジム・シェリダン監督）
10. フィラデルフィア（ジョナサン・デミ監督）

#### 第69回（1995年度）
- 日本映画監督賞 新藤兼人（『午後の遺言状』）
- 脚本賞 新藤兼人（『午後の遺言状』）
- 主演男優賞 真田広之（『写楽』）
- 主演女優賞 杉村春子（『午後の遺言状』）
- 助演男優賞 竹中直人（『EAST MEETS WEST』）・ミッキー・カーチス（『KAMIKAZE TAXI』）
- 助演女優賞 乙羽信子（『午後の遺言状』）
- 新人男優賞 塚本晋也（『東京フィスト』）
- 新人女優賞 一色紗英（『藏』）
- 外国映画監督賞 クリント・イーストウッド（『マディソン郡の橋』）
- 読者選出日本映画監督賞 岩井俊二（『Love Letter』）
- 読者選出外国映画監督賞 フランク・ダラボン（『ショーシャンクの空に』）

日本映画ベスト・テン
1. 午後の遺言状（新藤兼人監督）
2. 東京兄妹（市川準監督）
3. Love Letter（岩井俊二監督）
4. 幻の光（是枝裕和監督）
5. 写楽（篠田正浩監督）
6. ガメラ 大怪獣空中決戦（金子修介監督）
7. 深い河（熊井啓監督）
8. KAMIKAZE TAXI（原田眞人監督）
9. マークスの山（崔洋一監督）
10. 東京フィスト（塚本晋也監督）
渚のシンドバッド（橋口亮輔監督）

外国映画ベスト・テン
1. ショーシャンクの空に（フランク・ダラボン監督）
2. スモーク（ウェイン・ワン監督）
3. マディソン郡の橋（クリント・イーストウッド監督）
4. フォレスト・ガンプ/一期一会（ロバート・ゼメキス監督）
5. エド・ウッド（ティム・バートン監督）
6. 太陽に灼かれて（ニキータ・ミハルコフ監督）
7. ブロードウェイと銃弾（ウディ・アレン監督）
8. レニ（レイ・ミュラー監督）
9. クローズ・アップ（アッバス・キアロスタミ監督）
10. アポロ13（ロン・ハワード監督）

読者選出日本映画ベスト・テン
1. Love Letter（岩井俊二監督）
2. ガメラ 大怪獣空中決戦（金子修介監督）
3. 午後の遺言状（新藤兼人監督）
4. GONIN（石井隆監督）
5. 耳をすませば（近藤喜文監督）
6. あした（大林宣彦監督）
7. 写楽（篠田正浩監督）
8. 東京兄妹（市川準監督）
9. 藏（降旗康男監督）
10. マークスの山（崔洋一監督）

読者選出外国映画ベスト・テン
1. ショーシャンクの空に（フランク・ダラボン監督）
2. レオン（リュック・ベッソン監督）
3. フォレスト・ガンプ/一期一会（ロバート・ゼメキス監督）
4. マディソン郡の橋（クリント・イーストウッド監督）
5. アポロ13（ロン・ハワード監督）
6. 恋する惑星（ウォン・カーウァイ監督）
7. エド・ウッド（ティム・バートン監督）
8. スモーク（ウェイン・ワン監督）
9. クイズ・ショウ（ロバート・レッドフォード監督）
10. クリムゾン・タイド（トニー・スコット監督）

#### 第70回（1996年度）
- 日本映画監督賞 小栗康平（『眠る男』）
- 脚本賞 周防正行（『Shall we ダンス?』）
- 主演男優賞 役所広司（『Shall we ダンス?』）
- 主演女優賞 原田美枝子（『絵の中のぼくの村』）
- 助演男優賞 渡哲也（『わが心の銀河鉄道 宮沢賢治物語』）
- 助演女優賞 草村礼子（『Shall we ダンス?』）
- 新人男優賞 安藤政信（『キッズ・リターン』）
- 新人女優賞 草刈民代（『Shall we ダンス?』）
- 外国映画監督賞 エミール・クストリッツァ（『アンダーグラウンド』）
- 読者選出日本映画監督賞 周防正行（『Shall we ダンス?』）
- 読者選出外国映画監督賞 ブライアン・シンガー（『ユージュアル・サスペクツ』）

日本映画ベスト・テン
1. Shall we ダンス?（周防正行監督）
2. キッズ・リターン（北野武監督）
3. 眠る男（小栗康平監督）
4. (ハル)（森田芳光監督）
5. 絵の中のぼくの村（東陽一監督）
6. 岸和田少年愚連隊（井筒和幸監督）
7. トキワ荘の青春（市川準監督）
8. 学校II（山田洋次監督）
9. ビリケン（阪本順治監督）
10. シャブ極道（細野辰興監督）

外国映画ベスト・テン
1. イル・ポスティーノ（マイケル・ラドフォード監督）
2. ユリシーズの瞳（テオ・アンゲロプロス監督）
3. アンダーグラウンド（エミール・クストリッツァ監督）
4. ファーゴ（ジョエル・コーエン監督）
5. デッドマン・ウォーキング（ティム・ロビンス監督）
6. セブン（デヴィッド・フィンチャー監督）
7. ユージュアル・サスペクツ（ブライアン・シンガー監督）
8. 大地と自由（ケン・ローチ監督）
9. ビフォア・ザ・レイン（ミルチョ・マンチェフスキ監督）
10. いつか晴れた日に（アン・リー監督）

読者選出日本映画ベスト・テン
1. Shall we ダンス?（周防正行監督）
2. キッズ・リターン（北野武監督）
3. (ハル)（森田芳光監督）
4. スワロウテイル（岩井俊二監督）
5. 学校II（山田洋次監督）
6. ガメラ2 レギオン襲来（金子修介監督）
7. トキワ荘の青春（市川準監督）
8. ビリケン（阪本順治監督）
9. 絵の中のぼくの村（東陽一監督）
10. 岸和田少年愚連隊（井筒和幸監督）

読者選出外国映画ベスト・テン
1. ユージュアル・サスペクツ（ブライアン・シンガー監督）
2. セブン（デヴィッド・フィンチャー監督）
3. イル・ポスティーノ（マイケル・ラドフォード監督）
4. デッドマン・ウォーキング（ティム・ロビンス監督）
5. 12モンキーズ（テリー・ギリアム監督）
6. ユリシーズの瞳（テオ・アンゲロプロス監督）
7. アンダーグラウンド（エミール・クストリッツァ監督）
8. ヒート（マイケル・マン監督）
9. 天使の涙（ウォン・カーウァイ監督）
10. 陽のあたる教室（スティーヴン・ヘレク監督）

#### 第71回（1997年度）
- 日本映画監督賞 望月六郎（『鬼火』）
- 脚本賞 三谷幸喜（『ラヂオの時間』）
- 主演男優賞 役所広司（『うなぎ』『ラヂオの時間』『失楽園』）
- 主演女優賞 桃井かおり（『東京夜曲』）
- 助演男優賞 西村雅彦（『マルタイの女』『ラヂオの時間』）
- 助演女優賞 倍賞美津子（『東京夜曲』）
- 新人男優賞 鳥羽潤（『瀬戸内ムーンライト・セレナーデ』）
- 新人女優賞 佐藤仁美（『バウンス ko GALS』）
- 外国映画監督賞 （該当者なし）
- 読者選出日本映画監督賞 宮崎駿（『もののけ姫』）
- 読者選出外国映画監督賞 マイク・リー（『秘密と嘘』）

日本映画ベスト・テン
1. うなぎ（今村昌平監督）
2. もののけ姫（宮崎駿監督）
3. ラヂオの時間（三谷幸喜監督）
4. 東京夜曲（市川準監督）
5. 鬼火（望月六郎監督）
6. バウンス ko GALS（原田眞人監督）
7. 誘拐（大河原孝夫監督）
8. 身も心も（荒井晴彦監督）
9. 東京日和（竹中直人監督）
10. 瀬戸内ムーンライト・セレナーデ（篠田正浩監督）
萌の朱雀（河瀬直美監督）

外国映画ベスト・テン
1. 秘密と嘘（マイク・リー監督）
2. 太陽の少年（チアン・ウェン監督）
3. 浮き雲（アキ・カウリスマキ監督）
4. シャイン（スコット・ヒックス監督）
5. イングリッシュ・ペイシェント（アンソニー・ミンゲラ監督）
6. ブエノスアイレス（ウォン・カーウァイ監督）
7. フェイク（マイク・ニューウェル監督）
8. マーズ・アタック!（ティム・バートン監督）
9. 奇跡の海（ラース・フォン・トリアー監督）
10. 世界中がアイ・ラヴ・ユー（ウディ・アレン監督）
ラリー・フリント（ミロシュ・フォアマン監督）

読者選出日本映画ベスト・テン
1. もののけ姫（宮崎駿監督）
2. うなぎ（今村昌平監督）
3. ラヂオの時間（三谷幸喜監督）
4. 東京日和（竹中直人監督）
5. 誘拐（大河原孝夫監督）
6. 傷だらけの天使（阪本順治監督）
7. バウンス ko GALS（原田眞人監督）
8. 愛する（熊井啓監督）
9. ポストマン・ブルース（サブ（SABU）監督）
10. 瀬戸内ムーンライト・セレナーデ（篠田正浩監督）

読者選出外国映画ベスト・テン
1. 秘密と嘘（マイク・リー監督）
2. シャイン（スコット・ヒックス監督）
3. イングリッシュ・ペイシェント（アンソニー・ミンゲラ監督）
4. コンタクト（ロバート・ゼメキス監督）
5. フェイク（マイク・ニューウェル監督）
6. ザ・エージェント（キャメロン・クロウ監督）
7. 奇跡の海（ラース・フォン・トリアー監督）
8. 八日目（ジャコ・ヴァン・ドルマル監督）
9. ブエノスアイレス（ウォン・カーウァイ監督）
10. マーズ・アタック!（ティム・バートン監督）

#### 第72回（1998年度）
- 日本映画監督賞 平山秀幸（『愛を乞うひと』）
- 脚本賞 鄭義信（『愛を乞うひと』）
- 主演男優賞 柄本明（『カンゾー先生』）
- 主演女優賞 原田美枝子（『愛を乞うひと』）
- 助演男優賞 大杉漣（『HANA-BI』『犬、走る DOG RACE』）
- 助演女優賞 大楠道代（『愚か者 傷だらけの天使』）
- 新人男優賞 黒田勇樹（『学校III』）
- 新人女優賞 田中麗奈（『がんばっていきまっしょい』）
- 外国映画監督賞 カーティス・ハンソン（『L.A.コンフィデンシャル』）
- 読者選出日本映画監督賞 北野武（『HANA-BI』）
- 読者選出外国映画監督賞 カーティス・ハンソン（『L.A.コンフィデンシャル』）

日本映画ベスト・テン
1. HANA-BI（北野武監督）
2. 愛を乞うひと（平山秀幸監督）
3. がんばっていきまっしょい（磯村一路監督）
4. カンゾー先生（今村昌平監督）
5. CURE キュア（黒沢清監督）
6. 学校III（山田洋次監督）
7. 犬、走る。DOG RACE（崔洋一監督）
8. 愚か者 傷だらけの天使（阪本順治監督）
9. 時雨の記（澤井信一郎監督）
10. 中国の鳥人（三池崇史監督）
絆 -きずな-（根岸吉太郎監督）

外国映画ベスト・テン
1. L.A.コンフィデンシャル（カーティス・ハンソン監督）
2. プライベート・ライアン（スティーブン・スピルバーグ監督）
3. トゥルーマン・ショー（ピーター・ウィアー監督）
4. タイタニック（ジェームズ・キャメロン監督）
5. フル・モンティ（ピーター・カッタネオ監督）
6. 桜桃の味（アッバス・キアロスタミ監督）
7. グッド・ウィル・ハンティング/旅立ち（ガス・ヴァン・サント監督）
8. 河（ツァイ・ミンリャン監督）
9. モンタナの風に抱かれて（ロバート・レッドフォード監督）
10. ブギーナイツ（ポール・トーマス・アンダーソン監督）

読者選出日本映画ベスト・テン
1. HANA-BI（北野武監督）
2. 愛を乞うひと（平山秀幸監督）
3. 踊る大捜査線 THE MOVIE（本広克行監督）
4. CURE キュア（黒沢清監督）
5. がんばっていきまっしょい（磯村一路監督）
6. カンゾー先生（今村昌平監督）
7. 学校III（山田洋次監督）
8. リング（中田秀夫監督）
9. 絆 -きずな-（根岸吉太郎監督）
10. 四月物語（岩井俊二監督）

読者選出外国映画ベスト・テン
1. L.A.コンフィデンシャル（カーティス・ハンソン監督）
2. タイタニック（ジェームズ・キャメロン監督）
3. プライベート・ライアン（スティーブン・スピルバーグ監督）
4. フル・モンティ（ピーター・カッタネオ監督）
5. ブラス!（マーク・ハーマン監督）
6. フェイス/オフ（ジョン・ウー監督）
7. 恋愛小説家（ジェームズ・L・ブルックス監督）
8. トゥルーマン・ショー（ピーター・ウィアー監督）
9. グッド・ウィル・ハンティング/旅立ち（ガス・ヴァン・サント監督）
10. モンタナの風に抱かれて（ロバート・レッドフォード監督）

#### 第73回（1999年度）
- 日本映画監督賞 原田眞人（『金融腐蝕列島〔呪縛〕』）
- 脚本賞 鈴木智、高杉良、木下麦（『金融腐蝕列島〔呪縛〕』）
- 主演男優賞 高倉健（『鉄道員（ぽっぽや）』）
- 主演女優賞 鈴木京香（『39 刑法第三十九条』）
- 助演男優賞 椎名桔平（『金融腐蝕列島〔呪縛〕』）
- 助演女優賞 富司純子（『あ、春』『おもちゃ』）
- 新人男優賞 北村一輝（『皆月』）
- 新人女優賞 池脇千鶴（『大阪物語』）
- 外国映画監督賞 テレンス・マリック（『シン・レッド・ライン』）
- 読者選出日本映画監督賞 降旗康男（『鉄道員』）
- 読者選出外国映画監督賞 ジョン・マッデン（『恋におちたシェイクスピア』）

日本映画ベスト・テン
1. あ、春（相米慎二監督）
2. 金融腐蝕列島〔呪縛〕（原田眞人監督）
3. 39 刑法第三十九条（森田芳光監督）
4. 鉄道員（降旗康男監督）
5. M/OTHER（諏訪敦彦監督）
6. のど自慢（井筒和幸監督）
7. 菊次郎の夏（北野武監督）
8. 大阪物語（市川準監督）
9. どこまでもいこう（塩田明彦監督）
10. コキーユ〜貝殻（中原俊監督）

外国映画ベスト・テン
1. 恋におちたシェイクスピア（ジョン・マッデン監督）
2. シン・レッド・ライン（テレンス・マリック監督）
3. 運動靴と赤い金魚（マジッド・マジディ監督）
4. 永遠と一日（テオ・アンゲロプロス監督）
5. エリザベス（シェカール・カプール監督）
6. マトリックス（ラリー&アンディ・ウォシャウスキー監督）
7. 黒猫・白猫（エミール・クストリッツァ監督）
8. アイズ ワイド シャット（スタンリー・キューブリック監督）
9. ライフ・イズ・ビューティフル（ロベルト・ベニーニ監督）
10. シックス・センス（M・ナイト・シャマラン監督）

読者選出日本映画ベスト・テン
1. 鉄道員（降旗康男監督）
2. 金融腐蝕列島〔呪縛〕（原田眞人監督）
3. 菊次郎の夏（北野武監督）
4. のど自慢（井筒和幸監督）
5. 39 刑法第三十九条（森田芳光監督）
6. ガメラ3 邪神〈イリス〉覚醒（金子修介監督）
7. 大阪物語（市川準監督）
8. 黒い家（森田芳光監督）
9. ワンダフルライフ（是枝裕和監督）
10. コキーユ〜貝殻（中原俊監督）

読者選出外国映画ベスト・テン
1. 恋におちたシェイクスピア（ジョン・マッデン監督）
2. ライフ・イズ・ビューティフル（ロベルト・ベニーニ監督）
3. マトリックス（ラリー&アンディ・ウォシャウスキー監督）
4. シン・レッド・ライン（テレンス・マリック監督）
5. シックス・センス（M・ナイト・シャマラン監督）
6. アイズ ワイド シャット（スタンリー・キューブリック監督）
7. エリザベス（シェカール・カプール監督）
8. 運動靴と赤い金魚（マジッド・マジディ監督）
9. セントラル・ステーション（ウォルター・サレス監督）
10. 永遠と一日（テオ・アンゲロプロス監督）

### 2000年代

#### 第74回（2000年度）
- 日本映画監督賞 阪本順治（『顔』『新・仁義なき戦い』）
- 脚本賞 阪本順治、宇野イサム（『顔』）
- 主演男優賞 原田芳雄（『スリ』『ざわざわ下北沢』『PARTY7』）
- 主演女優賞 藤山直美（『顔』）
- 助演男優賞 香川照之（『独立少年合唱団』『スリ』）
- 助演女優賞 大楠道代（『顔』）
- 新人男優賞 松田龍平（『御法度』）
- 新人女優賞 松田まどか（『NAGISA』）
- 外国映画監督賞 チャン・イーモウ（『あの子を探して』『初恋のきた道』）
- 読者選出日本映画監督賞 阪本順治（『顔』）
- 読者選出外国映画監督賞 サム・メンデス（『アメリカン・ビューティー』）

日本映画ベスト・テン
1. 顔（阪本順治監督）
2. ナビィの恋（中江裕司監督）
3. 御法度（大島渚監督）
4. 十五才 学校IV（山田洋次監督）
5. バトル・ロワイアル（深作欣二監督）
6. 三文役者（新藤兼人監督）
7. スリ（黒木和雄監督）
8. 独立少年合唱団（緒方明監督）
9. 雨あがる（小泉堯史監督）
10. はつ恋（篠原哲雄監督）

外国映画ベスト・テン
1. スペース・カウボーイ（クリント・イーストウッド監督）
2. オール・アバウト・マイ・マザー（ペドロ・アルモドバル監督）
3. あの子を探して（チャン・イーモウ監督）
4. 初恋のきた道（チャン・イーモウ監督）
5. ストレイト・ストーリー（デヴィッド・リンチ監督）
6. アメリカン・ビューティー（サム・メンデス監督）
7. マルコヴィッチの穴（スパイク・ジョーンズ監督）
8. グラディエーター（リドリー・スコット監督）
9. ダンサー・イン・ザ・ダーク（ラース・フォン・トリアー監督）
10. ペパーミント・キャンディー（イ・チャンドン監督）

読者選出日本映画ベスト・テン
1. 顔（阪本順治監督）
2. 雨あがる（小泉堯史監督）
3. ナビィの恋（中江裕司監督）
4. 御法度（大島渚監督）
5. 十五才 学校IV（山田洋次監督）
6. はつ恋（篠原哲雄監督）
7. どら平太（市川崑監督）
8. ホワイトアウト（若松節朗監督）
9. 人狼 JIN-ROH（沖浦啓之監督）
10. 五条霊戦記 GOJOE（石井聰亙監督）

読者選出外国映画ベスト・テン
1. アメリカン・ビューティー（サム・メンデス監督）
2. あの子を探して（チャン・イーモウ監督）
3. サイダーハウス・ルール（ラッセ・ハルストレム監督）
4. ストレイト・ストーリー（デヴィッド・リンチ監督）
5. グリーンマイル（フランク・ダラボン監督）
6. シュリ（カン・ジェギュ監督）
7. オール・アバウト・マイ・マザー（ペドロ・アルモドバル監督）
8. マグノリア（ポール・トーマス・アンダーソン監督）
9. インサイダー（マイケル・マン監督）
10. グラディエーター（リドリー・スコット監督）

#### 第75回（2001年度）
- 日本映画監督賞 行定勲（『GO』）
- 脚本賞 宮藤官九郎（『GO』）
- 主演男優賞 窪塚洋介（『GO』『溺れる魚』）
- 主演女優賞 片岡礼子（『ハッシュ!』）
- 助演男優賞 山﨑努（『GO』『女学生の友』『天国から来た男たち』）
- 助演女優賞 柴咲コウ（『GO』『案山子 KAKASHI』）
- 新人男優賞 窪塚洋介（『GO』『溺れる魚』）
- 新人女優賞 真中瞳（『ココニイルコト』）
- 外国映画監督賞 スティーヴン・ソダーバーグ（『トラフィック』）
- 読者選出日本映画監督賞 宮崎駿（『千と千尋の神隠し』）
- 読者選出外国映画監督賞 チャン・イーモウ（『初恋のきた道』）

日本映画ベスト・テン
1. GO（行定勲監督）
2. ハッシュ!（橋口亮輔監督）
3. 千と千尋の神隠し（宮崎駿監督）
4. EUREKA（青山真治監督）
5. 風花（相米慎二監督）
6. まぶだち（古厩智之監督）
7. リリイ・シュシュのすべて（岩井俊二監督）
8. ウォーターボーイズ（矢口史靖監督）
9. 光の雨（高橋伴明監督）
10. 赤い橋の下のぬるい水（今村昌平監督）

外国映画ベスト・テン
1. トラフィック（スティーヴン・ソダーバーグ監督）
2. 花様年華（ウォン・カーウァイ監督）
3. リトル・ダンサー（スティーブン・ダルドリー監督）
4. 山の郵便配達（フォ・ジェンチイ監督）
5. JSA（パク・チャヌク監督）
6. アメリ（ジャン＝ピエール・ジュネ監督）
7. 蝶の舌（ホセ・ルイス・クエルダ監督）
プラットホーム（ジャ・ジャンクー監督）
8. ゴーストワールド（テリー・ツワイゴフ監督）
9. あの頃ペニー・レインと（キャメロン・クロウ監督）

読者選出日本映画ベスト・テン
1. 千と千尋の神隠し（宮崎駿監督）
2. GO（行定勲監督）
3. ウォーターボーイズ（矢口史靖監督）
4. バトル・ロワイアル（深作欣二監督）
5. 風花（相米慎二監督）
6. EUREKA（青山真治監督）
7. みんなのいえ（三谷幸喜監督）
8. 日本の黒い夏─冤罪（熊井啓監督）
9. リリイ・シュシュのすべて（岩井俊二監督）
10. ホタル（降旗康男監督）

読者選出外国映画ベスト・テン
1. 初恋のきた道（チャン・イーモウ監督）
2. リトル・ダンサー（スティーブン・ダルドリー監督）
3. 山の郵便配達（フォ・ジェンチイ監督）
4. トラフィック（スティーヴン・ソダーバーグ監督）
5. ダンサー・イン・ザ・ダーク（ラース・フォン・トリアー監督）
6. 花様年華（ウォン・カーウァイ監督）
7. アメリ（ジャン＝ピエール・ジュネ監督）
8. ショコラ（ラッセ・ハルストレム監督）
9. ムーラン・ルージュ（バズ・ラーマン監督）
10. A.I.（スティーヴン・スピルバーグ監督）

#### 第76回（2002年度）
- 日本映画監督賞 山田洋次（『たそがれ清兵衛』）
- 脚本賞 山田洋次、朝間義隆（『たそがれ清兵衛』）
- 主演男優賞 真田広之（『たそがれ清兵衛』）
- 主演女優賞 宮沢りえ（『たそがれ清兵衛』）
- 助演男優賞 香川照之（『OUT』『KT』『刑務所の中』）
- 助演女優賞 北林谷栄（『阿弥陀堂だより』）
- 新人男優賞 田中泯（『たそがれ清兵衛』）
- 新人女優賞 小西真奈美（『阿弥陀堂だより』『うつつ』『クロエ』）
- 外国映画監督賞 チアン・ウェン（『鬼が来た!』）
- 読者選出日本映画監督賞 山田洋次（『たそがれ清兵衛』）
- 読者選出外国映画監督賞 サム・メンデス（『ロード・トゥ・パーディション』）

日本映画ベスト・テン
1. たそがれ清兵衛（山田洋次監督）
2. 刑務所の中（崔洋一監督）
3. KT（阪本順治監督）
4. OUT（平山秀幸監督）
5. AIKI（天願大介監督）
6. 笑う蛙（平山秀幸監督）
7. 阿弥陀堂だより（小泉堯史監督）
ごめん（冨樫森監督）
8. ピンポン（曽利文彦監督）
9. とらばいゆ（大谷健太郎監督）

外国映画ベスト・テン
1. ロード・トゥ・パーディション（サム・メンデス監督）
2. ノー・マンズ・ランド（ダニス・タノヴィッチ監督）
3. 鬼が来た!（チアン・ウェン監督）
4. マルホランド・ドライブ（デヴィッド・リンチ監督）
5. まぼろし（フランソワ・オゾン監督）
6. 酔っぱらった馬の時間（バフマン・ゴバディ監督）
7. ゴスフォード・パーク（ロバート・アルトマン監督）
8. チョコレート（マーク・フォースター監督）
9. 息子の部屋（ナンニ・モレッティ監督）
10. アモーレス・ペロス（アレハンドロ・ゴンサレス・イニャリトゥ監督）

読者選出日本映画ベスト・テン
1. たそがれ清兵衛（山田洋次監督）
2. OUT（平山秀幸監督）
3. 阿弥陀堂だより（小泉堯史監督）
4. ピンポン（曽利文彦監督）
5. KT（阪本順治監督）
6. 突入せよ! あさま山荘事件（原田眞人監督）
7. ハッシュ!（橋口亮輔監督）
8. なごり雪（大林宣彦監督）
9. Dolls（北野武監督）
10. 海は見ていた（熊井啓監督）

読者選出外国映画ベスト・テン
1. ロード・トゥ・パーディション（サム・メンデス監督）
2. 少林サッカー（チャウ・シンチー監督）
3. チョコレート（マーク・フォースター監督）
4. 活きる（チャン・イーモウ監督）
5. 鬼が来た!（チアン・ウェン監督）
6. マルホランド・ドライブ（デヴィッド・リンチ監督）
7. ビューティフル・マインド（ロン・ハワード監督）
8. ノー・マンズ・ランド（ダニス・タノヴィッチ監督）
9. モンスターズ・インク（ピート・ドクター監督）
10. ロード・オブ・ザ・リング（ピーター・ジャクソン監督）

#### 第77回（2003年度）
- 日本映画監督賞 黒木和雄（『美しい夏キリシマ』）
- 脚本賞 荒井晴彦（『ヴァイブレータ』）
- 主演男優賞 妻夫木聡（『ジョゼと虎と魚たち』『さよなら、クロ』『ドラゴンヘッド』）
- 主演女優賞 寺島しのぶ（『ヴァイブレータ』『赤目四十八瀧心中未遂』）
- 助演男優賞 大森南朋（『ヴァイブレータ』『赤目四十八瀧心中未遂』）
- 助演女優賞 大楠道代（『座頭市』『赤目四十八瀧心中未遂』）
- 新人男優賞 柄本佑（『美しい夏キリシマ』）
- 新人女優賞 寺島しのぶ（『ヴァイブレータ』『赤目四十八瀧心中未遂』）
- 外国映画監督賞 マイケル・ムーア（『ボウリング・フォー・コロンバイン』）
- 読者選出日本映画監督賞 北野武（『座頭市』）
- 読者選出外国映画監督賞 ロマン・ポランスキー（『戦場のピアニスト』）

日本映画ベスト・テン
1. 美しい夏キリシマ（黒木和雄監督）
2. 赤目四十八瀧心中未遂（荒戸源次郎監督）
3. ヴァイブレータ（廣木隆一監督）
4. ジョゼと虎と魚たち（犬童一心監督）
5. 阿修羅のごとく（森田芳光監督）
6. 鏡の女たち（吉田喜重監督）
7. 座頭市（北野武監督）
8. 蕨野行（恩地日出夫監督）
9. ドッペルゲンガー（黒沢清監督）
10. ぼくんち（阪本順治監督）

外国映画ベスト・テン
1. 戦場のピアニスト（ロマン・ポランスキー監督）
2. トーク・トゥ・ハー（ペドロ・アルモドバル監督）
3. めぐりあう時間たち（スティーブン・ダルドリー監督）
4. ボウリング・フォー・コロンバイン（マイケル・ムーア監督）
5. ラストサムライ（エドワード・ズウィック監督）
6. シティ・オブ・ゴッド（フェルナンド・メイレレス監督）
7. 過去のない男（アキ・カウリスマキ監督）
8. シカゴ（ロブ・マーシャル監督）
9. インファナル・アフェア（アンドリュー・ラウ&アラン・マック監督）
10. キル・ビル（クエンティン・タランティーノ監督）

読者選出日本映画ベスト・テン
1. 座頭市（北野武監督）
2. 阿修羅のごとく（森田芳光監督）
3. 東京ゴッドファーザーズ（今敏監督）
4. ロボコン（古厩智之監督）
5. 黄泉がえり（塩田明彦監督）
6. 六月の蛇（塚本晋也監督）
7. 壬生義士伝（滝田洋二郎監督）
8. さよなら、クロ（松岡錠司監督）
9. 踊る大捜査線 THE MOVIE 2 レインボーブリッジを封鎖せよ!（本広克行監督）
10. ゲロッパ!（井筒和幸監督）

読者選出外国映画ベスト・テン
1. 戦場のピアニスト（ロマン・ポランスキー監督）
2. ラストサムライ（エドワード・ズウィック監督）
3. トーク・トゥ・ハー（ペドロ・アルモドバル監督）
4. シカゴ（ロブ・マーシャル監督）
5. めぐりあう時間たち（スティーブン・ダルドリー監督）
6. HERO（チャン・イーモウ監督）
7. インファナル・アフェア（アンドリュー・ラウ&アラン・マック監督）
8. 猟奇的な彼女（クァク・ジェヨン監督）
9. ボウリング・フォー・コロンバイン（マイケル・ムーア監督）
10. キル・ビル（クエンティン・タランティーノ監督）

#### 第78回（2004年度）
- 日本映画監督賞 崔洋一（『血と骨』『クイール』）
- 脚本賞 崔洋一、鄭義信（『血と骨』）
- 主演男優賞 ビートたけし（『血と骨』）
- 主演女優賞 宮沢りえ（『父と暮せば』）
- 助演男優賞 オダギリジョー（『血と骨』）
- 助演女優賞 YOU（『誰も知らない』）
- 新人男優賞 柳楽優弥（『誰も知らない』）
- 新人女優賞 土屋アンナ（『下妻物語』『茶の味』）
- 外国映画監督賞 クリント・イーストウッド（『ミスティック・リバー』）
- 読者選出日本映画監督賞 是枝裕和（『誰も知らない』）
- 読者選出外国映画監督賞 クリント・イーストウッド（『ミスティック・リバー』）
- 文化映画ベスト・ワン 『海女のリャンさん』

日本映画ベスト・テン
1. 誰も知らない（是枝裕和監督）
2. 血と骨（崔洋一監督）
3. 下妻物語（中島哲也監督）
4. 父と暮せば（黒木和雄監督）
5. 隠し剣 鬼の爪（山田洋次監督）
6. 理由（大林宣彦監督）
7. スウィングガールズ（矢口史靖監督）
8. ニワトリはハダシだ（森崎東監督）
9. チルソクの夏（佐々部清監督）
10. 透光の樹（根岸吉太郎監督）

外国映画ベスト・テン
1. ミスティック・リバー（クリント・イーストウッド監督）
2. 殺人の追憶（ポン・ジュノ監督）
3. 父、帰る（アンドレイ・ズビャギンツェフ監督）
4. オアシス（イ・チャンドン監督）
5. ロード・オブ・ザ・リング/王の帰還（ピーター・ジャクソン監督）
6. オールド・ボーイ（パク・チャヌク監督）
7. モーターサイクル・ダイアリーズ（ウォルター・サレス監督）
8. シービスケット（ゲイリー・ロス監督）
9. 春夏秋冬そして春（キム・ギドク監督）
10. ビッグ・フィッシュ（ティム・バートン監督）

読者選出日本映画ベスト・テン
1. 誰も知らない（是枝裕和監督）
2. スウィングガールズ（矢口史靖監督）
3. 血と骨（崔洋一監督）
4. 下妻物語（中島哲也監督）
5. 隠し剣 鬼の爪（山田洋次監督）
6. 父と暮せば（黒木和雄監督）
7. 花とアリス（岩井俊二監督）
8. ハウルの動く城（宮崎駿監督）
9. 半落ち（佐々部清監督）
10. チルソクの夏（佐々部清監督）

読者選出外国映画ベスト・テン
1. ミスティック・リバー（クリント・イーストウッド監督）
2. 殺人の追憶（ポン・ジュノ監督）
3. ロード・オブ・ザ・リング/王の帰還（ピーター・ジャクソン監督）
4. オールド・ボーイ（パク・チャヌク監督）
5. シービスケット（ゲイリー・ロス監督）
6. 父、帰る（アンドレイ・ズビャギンツェフ監督）
7. ビッグ・フィッシュ（ティム・バートン監督）
8. ブラザーフッド（カン・ジェギュ監督）
9. インファナル・アフェア 無間序曲（アンドリュー・ラウ&アラン・マック監督）
10. オアシス（イ・チャンドン監督）

#### 第79回（2005年度）
- 日本映画監督賞 井筒和幸（『パッチギ!』）
- 脚本賞 内田けんじ（『運命じゃない人』）
- 主演男優賞 オダギリジョー（『メゾン・ド・ヒミコ』『オペレッタ狸御殿』『SHINOBI』『スクラップ・ヘブン』）
- 主演女優賞 田中裕子（『いつか読書する日』『火火』）
- 助演男優賞 堤真一（『ALWAYS 三丁目の夕日』『フライ,ダディ,フライ』）
- 助演女優賞 薬師丸ひろ子（『ALWAYS 三丁目の夕日』『オペレッタ狸御殿』『レイクサイド マーダーケース』『鉄人28号』）
- 新人男優賞 石田卓也（『蟬しぐれ』）
- 新人女優賞 沢尻エリカ（『パッチギ!』『阿修羅城の瞳』『SHINOBI』）
- 外国映画監督賞 クリント・イーストウッド（『ミリオンダラー・ベイビー』）
- 読者選出日本映画監督賞 山崎貴（『ALWAYS 三丁目の夕日』）
- 読者選出外国映画監督賞 クリント・イーストウッド（『ミリオンダラー・ベイビー』）
- 文化映画ベスト・ワン 『映画 日本国憲法』

日本映画ベスト・テン
1. パッチギ!（井筒和幸監督）
2. ALWAYS 三丁目の夕日（山崎貴監督）
3. いつか読書する日（緒方明監督）
4. メゾン・ド・ヒミコ（犬童一心監督）
5. 運命じゃない人（内田けんじ監督）
6. リンダ リンダ リンダ（山下敦弘監督）
7. カナリア（塩田明彦監督）
8. 男たちの大和/YAMATO（佐藤純彌監督）
9. 空中庭園（豊田利晃監督）
10. ゲルマニウムの夜（大森立嗣監督）

外国映画ベスト・テン
1. ミリオンダラー・ベイビー（クリント・イーストウッド監督）
2. エレニの旅（テオ・アンゲロプロス監督）
3. 亀も空を飛ぶ（バフマン・ゴバディ監督）
4. ある子供（ジャン＝ピエール&リュック・ダルデンヌ監督）
5. 海を飛ぶ夢（アレハンドロ・アメナーバル監督）
6. 大統領の理髪師（イム・チャンサン監督）
7. ウィスキー（フアン・パブロ・レベージャ監督）
8. スター・ウォーズ エピソード3/シスの復讐（ジョージ・ルーカス監督）
9. キング・コング（ピーター・ジャクソン監督）
10. ヒトラー 〜最期の12日間〜（オリバー・ヒルシュビーゲル監督）

読者選出日本映画ベスト・テン
1. ALWAYS 三丁目の夕日（山崎貴監督）
2. パッチギ!（井筒和幸監督）
3. リンダ リンダ リンダ（山下敦弘監督）
4. いつか読書する日（緒方明監督）
5. メゾン・ド・ヒミコ（犬童一心監督）
6. 蟬しぐれ（黒土三男監督）
7. 運命じゃない人（内田けんじ監督）
8. カーテンコール（佐々部清監督）
9. 亡国のイージス（阪本順治監督）
10. 男たちの大和/YAMATO（佐藤純彌監督）

読者選出外国映画ベスト・テン
1. ミリオンダラー・ベイビー（クリント・イーストウッド監督）
2. シンデレラマン（ロン・ハワード監督）
3. エレニの旅（テオ・アンゲロプロス監督）
4. スター・ウォーズ エピソード3/シスの復讐（ジョージ・ルーカス監督）
5. チャーリーとチョコレート工場（ティム・バートン監督）
6. 海を飛ぶ夢（アレハンドロ・アメナーバル監督）
7. オペラ座の怪人（ジョエル・シュマッカー監督）
8. ヒトラー 〜最期の12日間〜（オリバー・ヒルシュビーゲル監督）
9. Ray/レイ（テイラー・ハックフォード監督）
10. サイドウェイ（アレクサンダー・ペイン監督）

#### 第80回（2006年度）
- 日本映画監督賞 根岸吉太郎（『雪に願うこと』）
- 脚本賞 西川美和（『ゆれる』）
- 主演男優賞 渡辺謙（『明日の記憶』）
- 主演女優賞 中谷美紀（『嫌われ松子の一生』『LOFT ロフト』『7月24日通りのクリスマス』）
- 助演男優賞 香川照之（『ゆれる』ほか）、笹野高史（『武士の一分』『寝ずの番』）
- 助演女優賞 蒼井優（『フラガール』『虹の女神 Rainbow Song』『ハチミツとクローバー』）
- 新人男優賞 塚地武雅（『間宮兄弟』）
- 新人女優賞 檀れい（『武士の一分』）
- 外国映画監督賞 クリント・イーストウッド（『父親たちの星条旗』『硫黄島からの手紙』）
- 読者選出日本映画監督賞 李相日（『フラガール』）
- 読者選出外国映画監督賞 クリント・イーストウッド（『硫黄島からの手紙』）
- 文化映画ベスト・ワン 『あの鷹巣町の その後』

日本映画ベスト・テン
1. フラガール（李相日監督）
2. ゆれる（西川美和監督）
3. 雪に願うこと（根岸吉太郎監督）
4. 紙屋悦子の青春（黒木和雄監督）
5. 武士の一分（山田洋次監督）
6. 嫌われ松子の一生（中島哲也監督）
7. 博士の愛した数式（小泉堯史監督）
8. 明日の記憶（堤幸彦監督）
9. かもめ食堂（荻上直子監督）
10. カミュなんて知らない（柳町光男監督）

外国映画ベスト・テン
1. 父親たちの星条旗（クリント・イーストウッド監督）
2. 硫黄島からの手紙（クリント・イーストウッド監督）
3. グエムル-漢江の怪物-（ポン・ジュノ監督）
4. ブロークバック・マウンテン（アン・リー監督）
5. 麦の穂をゆらす風（ケン・ローチ監督）
6. 太陽（アレクサンドル・ソクーロフ監督）
7. カポーティ（ベネット・ミラー監督）
8. グッドナイト&グッドラック（ジョージ・クルーニー監督）
クラッシュ（ポール・ハギス監督）
9. マッチポイント（ウディ・アレン監督）

読者選出日本映画ベスト・テン
1. フラガール（李相日監督）
2. ゆれる（西川美和監督）
3. 武士の一分（山田洋次監督）
4. かもめ食堂（荻上直子監督）
5. 嫌われ松子の一生（中島哲也監督）
6. 博士の愛した数式（小泉堯史監督）
7. 紙屋悦子の青春（黒木和雄監督）
8. 雪に願うこと（根岸吉太郎監督）
9. THE 有頂天ホテル（三谷幸喜監督）
10. 明日の記憶（堤幸彦監督）

読者選出外国映画ベスト・テン
1. 硫黄島からの手紙（クリント・イーストウッド監督）
2. 父親たちの星条旗（クリント・イーストウッド監督）
3. クラッシュ（ポール・ハギス監督）
4. ブロークバック・マウンテン（アン・リー監督）
5. ホテル・ルワンダ（テリー・ジョージ監督）
6. グエムル-漢江の怪物-（ポン・ジュノ監督）
7. ユナイテッド93（ポール・グリーングラス監督）
8. ミュンヘン（スティーブン・スピルバーグ監督）
9. ナイロビの蜂（フェルナンド・メイレレス監督）
10. 麦の穂をゆらす風（ケン・ローチ監督）

#### 第81回（2007年度）
- 日本映画監督賞 周防正行（『それでもボクはやってない』）
- 脚本賞 周防正行（『それでもボクはやってない』）
- 主演男優賞 加瀬亮（『それでもボクはやってない』『オリヲン座からの招待状』）
- 主演女優賞 竹内結子（『サイドカーに犬』『クローズド・ノート』『ミッドナイト・イーグル』）
- 助演男優賞 三浦友和（『転々』『松ヶ根乱射事件』『ALWAYS 続・三丁目の夕日』）
- 助演女優賞 永作博美（『腑抜けども、悲しみの愛を見せろ』）
- 新人男優賞 林遣都（『バッテリー』）
- 新人女優賞 蓮佛美沙子（『転校生 さよならあなた』『バッテリー』）
- 外国映画監督賞 賈樟柯（『長江哀歌』）
- 読者選出日本映画監督賞 周防正行（『それでもボクはやってない』）
- 読者選出外国映画監督賞 フロリアン・ヘンケル・フォン・ドナースマルク（『善き人のためのソナタ）
- 文化映画ベスト・ワン 『ひめゆり』

日本映画ベスト・テン
1. それでもボクはやってない（周防正行監督）
2. 天然コケッコー（山下敦弘監督）
3. しゃべれども しゃべれども（平山秀幸監督）
4. サッド ヴァケイション（青山真治監督）
5. 河童のクゥと夏休み（原恵一監督）
6. サイドカーに犬（根岸吉太郎監督）
7. 松ヶ根乱射事件（山下敦弘監督）
8. 魂萌え!（阪本順治監督）
9. 夕凪の街 桜の国（佐々部清監督）
10. 腑抜けども、悲しみの愛を見せろ（吉田大八監督）

外国映画ベスト・テン
1. 長江哀歌（ジャ・ジャンクー監督）
2. 善き人のためのソナタ（フロリアン・ヘンケル・フォン・ドナースマルク監督）
3. 今宵、フィッツジェラルド劇場で（ロバート・アルトマン監督）
4. クィーン（スティーブン・フリアーズ監督）
5. バベル（アレハンドロ・ゴンサレス・イニャリトゥ監督）
6. やわらかい手（サム・ガルバルスキ監督）
7. ドリームガールズ（ビル・コンドン監督）
8. ボルベール〈帰郷〉（ペドロ・アルモドバル監督）
9. ゾディアック（デヴィッド・フィンチャー監督）
10. パンズ・ラビリンス（ギレルモ・デル・トロ監督）

読者選出日本映画ベスト・テン
1. それでもボクはやってない（周防正行監督）
2. 天然コケッコー（山下敦弘監督）
3. キサラギ（佐藤祐市監督）
4. 夕凪の街 桜の国（佐々部清監督）
5. ALWAYS 続・三丁目の夕日（山崎貴監督）
6. しゃべれども しゃべれども（平山秀幸監督）
7. 腑抜けども、悲しみの愛を見せろ（吉田大八監督）
8. 河童のクゥと夏休み（原恵一監督）
9. サイドカーに犬（根岸吉太郎監督）
10. 東京タワー オカンとボクと、時々、オトン（松岡錠司監督）

読者選出外国映画ベスト・テン
1. 善き人のためのソナタ（フロリアン・ヘンケル・フォン・ドナースマルク監督）
2. バベル（アレハンドロ・ゴンサレス・イニャリトゥ監督）
3. パンズ・ラビリンス（ギレルモ・デル・トロ監督）
4. ドリームガールズ（ビル・コンドン監督）
5. ボルベール〈帰郷〉（ペドロ・アルモドバル監督）
6. クィーン（スティーブン・フリアーズ監督）
7. ヘアスプレー（アダム・シャンクマン監督）
8. ボーン・アルティメイタム（ポール・グリーングラス監督）
9. 世界最速のインディアン（ロジャー・ドナルドソン監督）
10. ブラックブック（ポール・バーホーベン監督）

#### 第82回（2008年度）
- 日本映画監督賞 滝田洋二郎（『おくりびと』）
- 脚本賞 小山薫堂（『おくりびと』）
- 主演男優賞 本木雅弘（『おくりびと』）
- 主演女優賞 小泉今日子（『トウキョウソナタ』『グーグーだって猫である』）
- 助演男優賞 堺雅人（『クライマーズ・ハイ』『アフタースクール』）
- 助演女優賞 樹木希林（『歩いても 歩いても』）
- 新人男優賞 井之脇海（『トウキョウソナタ』）
- 新人女優賞 甘利はるな（『コドモのコドモ』）
- 外国映画監督賞 シドニー・ルメット（『その土曜日、7時58分』）、ショーン・ペン（『イントゥ・ザ・ワイルド』）
- 読者選出日本映画監督賞 滝田洋二郎（『おくりびと』）
- 読者選出外国映画監督賞 ジョエル&イーサン・コーエン（『ノーカントリー』）
- 文化映画ベスト・ワン 『嗚呼 満蒙開拓団』

日本映画ベスト・テン
1. おくりびと（滝田洋二郎監督）
2. ぐるりのこと。（橋口亮輔監督）
3. 実録・連合赤軍 あさま山荘への道程（若松孝二監督）
4. トウキョウソナタ（黒沢清監督）
5. 歩いても 歩いても（是枝裕和監督）
6. 闇の子供たち（阪本順治監督）
7. 母べえ（山田洋次監督）
8. クライマーズ・ハイ（原田眞人監督）
9. 接吻（万田邦敏監督）
10. アフタースクール（内田けんじ監督）

外国映画ベスト・テン
1. ノーカントリー（ジョエル&イーサン・コーエン監督）
2. ゼア・ウィル・ビー・ブラッド（ポール・トーマス・アンダーソン監督）
3. ダークナイト（クリストファー・ノーラン監督）
4. イントゥ・ザ・ワイルド（ショーン・ペン監督）
ラスト、コーション（アン・リー監督）
5. イースタン・プロミス（デヴィッド・クローネンバーグ監督）
6. その土曜日、7時58分（シドニー・ルメット監督）
7. エグザイル/絆（ジョニー・トー監督）
8. つぐない（ジョー・ライト監督）
9. チェチェンへ アレクサンドラの旅（アレクサンドル・ソクーロフ監督）

読者選出日本映画ベスト・テン
1. おくりびと（滝田洋二郎監督）
2. ぐるりのこと。（橋口亮輔監督）
3. 歩いても 歩いても（是枝裕和監督）
4. トウキョウソナタ（黒沢清監督）
5. クライマーズ・ハイ（原田眞人監督）
6. 闇の子供たち（阪本順治監督）
7. アフタースクール（内田けんじ監督）
8. 実録・連合赤軍 あさま山荘への道程（若松孝二監督）
9. 母べえ（山田洋次監督）
10. 百万円と苦虫女（タナダユキ監督）

読者選出外国映画ベスト・テン
1. ノーカントリー（ジョエル&イーサン・コーエン監督）
2. ダークナイト（クリストファー・ノーラン監督）
3. ラスト、コーション（アン・リー監督）
4. ゼア・ウィル・ビー・ブラッド（ポール・トーマス・アンダーソン監督）
5. イースタン・プロミス（デヴィッド・クローネンバーグ監督）
6. つぐない（ジョー・ライト監督）
7. 潜水服は蝶の夢を見る（ジュリアン・シュナーベル監督）
8. レッドクリフ Part I（ジョン・ウー監督）
9. イントゥ・ザ・ワイルド（ショーン・ペン監督）
10. その土曜日、7時58分（シドニー・ルメット監督）

#### 第83回（2009年度）
- 日本映画監督賞 木村大作（『劔岳 点の記』）
- 脚本賞 西川美和（『ディア・ドクター』）
- 主演男優賞 笑福亭鶴瓶（『ディア・ドクター』）
- 主演女優賞 松たか子（『ヴィヨンの妻 〜桜桃とタンポポ〜』）
- 助演男優賞 三浦友和（『沈まぬ太陽』）
- 助演女優賞 満島ひかり（『愛のむきだし』『プライド』『クヒオ大佐』）
- 新人男優賞 西島隆弘（『愛のむきだし』）
- 新人女優賞 川上未映子（『パンドラの匣』）
- 外国映画監督賞 クリント・イーストウッド（『グラン・トリノ』『チェンジリング』）
- 読者選出日本映画監督賞 西川美和（『ディア・ドクター』）
- 読者選出外国映画監督賞 クリント・イーストウッド（『グラン・トリノ』）
- 文化映画ベスト・ワン 『沈黙を破る』

日本映画ベスト・テン
1. ディア・ドクター（西川美和監督）
2. ヴィヨンの妻 〜桜桃とタンポポ〜（根岸吉太郎監督）
3. 劒岳 点の記（木村大作監督）
4. 愛のむきだし（園子温監督）
5. 沈まぬ太陽（若松節朗監督）
6. 空気人形（是枝裕和監督）
7. ウルトラミラクルラブストーリー（横浜聡子監督）
8. サマーウォーズ（細田守監督）
9. 誰も守ってくれない（君塚良一監督）
10. 風が強く吹いている（大森寿美男監督）

外国映画ベスト・テン
1. グラン・トリノ（クリント・イーストウッド監督）
2. 母なる証明（ポン・ジュノ監督）
3. チェンジリング（クリント・イーストウッド監督）
4. チェイサー（ナ・ホンジン監督）
5. レスラー（ダーレン・アロノフスキー監督）
6. 愛を読むひと（スティーブン・ダルドリー監督）
7. アンナと過ごした4日間（イエジー・スコリモフスキ監督）
8. 戦場でワルツを（アリ・フォルマン監督）
スラムドッグ$ミリオネア（ダニー・ボイル監督）
9. イングロリアス・バスターズ（クエンティン・タランティーノ監督）

読者選出日本映画ベスト・テン
1. ディア・ドクター（西川美和監督）
2. 劒岳 点の記（木村大作監督）
3. 沈まぬ太陽（若松節朗監督）
4. ヴィヨンの妻 〜桜桃とタンポポ〜（根岸吉太郎監督）
5. サマーウォーズ（細田守監督）
6. 愛のむきだし（園子温監督）
7. 空気人形（是枝裕和監督）
8. 風が強く吹いている（大森寿美男監督）
9. 誰も守ってくれない（君塚良一監督）
10. 重力ピエロ（森淳一監督）

読者選出外国映画ベスト・テン
1. グラン・トリノ（クリント・イーストウッド監督）
2. チェンジリング（クリント・イーストウッド監督）
3. 母なる証明（ポン・ジュノ監督）
4. スラムドッグ$ミリオネア（ダニー・ボイル監督）
5. チェイサー（ナ・ホンジン監督）
6. 愛を読むひと（スティーブン・ダルドリー監督）
7. レスラー（ダーレン・アロノフスキー監督）
8. イングロリアス・バスターズ（クエンティン・タランティーノ監督）
9. ベンジャミン・バトン 数奇な人生（デヴィッド・フィンチャー監督）
10. 扉をたたく人（トム・マッカーシー監督）

### 2010年代

#### 第84回（2010年度）
- 日本映画監督賞 李相日（『悪人』）
- 脚本賞 吉田修一、李相日（『悪人』）
- 主演男優賞 豊川悦司（『必死剣 鳥刺し』『今度は愛妻家』）
- 主演女優賞 寺島しのぶ（『キャタピラー』）
- 助演男優賞 柄本明（『死刑台のエレベーター』『桜田門外ノ変』『雷桜』他）
- 助演女優賞 安藤サクラ（『ケンタとジュンとカヨちゃんの国』『トルソ』『SR サイタマノラッパー2 女子ラッパー☆傷だらけのライム』）
- 新人男優賞 生田斗真（『人間失格』『ハナミズキ』他）
- 新人女優賞 桜庭ななみ（『最後の忠臣蔵』『書道ガールズ』）
- 外国映画監督賞 ヤン・イクチュン（『息もできない』
- 読者選出日本映画監督賞 中島哲也（『告白』）
- 読者選出外国映画監督賞 ヤン・イクチュン（『息もできない』）
- 文化映画ベスト・ワン 『ショージとタカオ』

日本映画ベスト・テン
1. 悪人（李相日監督）
2. 告白（中島哲也監督）
3. ヘヴンズ ストーリー（瀬々敬久監督）
4. 十三人の刺客（三池崇史監督）
5. 川の底からこんにちは（石井裕也監督）
6. キャタピラー（若松孝二監督）
7. 必死剣 鳥刺し（平山秀幸監督）
8. ヒーローショー（井筒和幸監督）
9. 海炭市叙景（熊切和嘉監督）
10. ヌードの夜/愛は惜しみなく奪う（石井隆監督）

外国映画ベスト・テン
1. 息もできない（ヤン・イクチュン監督）
2. インビクタス/負けざる者たち（クリント・イーストウッド監督）
3. 第9地区（ニール・ブロムカンプ監督）
4. 白いリボン（ミヒャエル・ハネケ監督）
5. ハート・ロッカー（キャスリン・ビグロー監督）
6. 冷たい雨に撃て、約束の銃弾を（ジョニー・トー監督）
7. クレイジー・ハート（スコット・クーパー監督）
8. 冬の小鳥（ウニー・ルコント監督）
9. スプリング・フィーバー（ロウ・イエ監督）
10. インセプション（クリストファー・ノーラン監督）

読者選出日本映画ベスト・テン
1. 告白（中島哲也監督）
2. 悪人（李相日監督）
3. 十三人の刺客（三池崇史監督）
4. 川の底からこんにちは（石井裕也監督）
5. キャタピラー（若松孝二監督）
6. 春との旅（小林政広監督）
7. おとうと（山田洋次監督）
8. 孤高のメス（成島出監督）
9. 必死剣 鳥刺し（平山秀幸監督）
10. 今度は愛妻家（行定勲監督）

読者選出外国映画ベスト・テン
1. 息もできない（ヤン・イクチュン監督）
2. インビクタス/負けざる者たち（クリント・イーストウッド監督）
3. ハート・ロッカー（キャスリン・ビグロー監督）
4. 第9地区（ニール・ブロムカンプ監督）
5. アバター（ジェームズ・キャメロン監督）
6. 瞳の奥の秘密（フアン・ホセ・カンパネラ監督）
7. インセプション（クリストファー・ノーラン監督）
8. トイ・ストーリー3（リー・アンクリッチ監督）
9. オーケストラ!（ラデュ・ミヘイレアニュ監督）
10. マイレージ、マイライフ（ジェイソン・ライトマン監督）

#### 第85回（2011年度）
- 日本映画監督賞 園子温（『冷たい熱帯魚』『恋の罪』）
- 脚本賞 荒井晴彦、阪本順治（『大鹿村騒動記』）
- 主演女優賞 永作博美（『八日目の蟬』）
- 主演男優賞 原田芳雄（『大鹿村騒動記』）
- 助演女優賞 小池栄子（『八日目の蟬』『RAILWAYS 愛を伝えられない大人たちへ』）
- 助演男優賞 でんでん（『冷たい熱帯魚』）
- 新人女優賞 忽那汐里（『少女たちの羅針盤』『マイ・バック・ページ』）
- 新人男優賞 松坂桃李（『アントキノイノチ』『僕たちは世界を変えることができない。But,we wanna build a school in Cambodia.』）
- 外国映画監督賞 ワン・ビン（『無言歌』）
- 読者選出日本映画監督賞 成島出（『八日目の蟬』）
- 読者選出外国映画監督賞 ダーレン・アロノフスキー（『ブラック・スワン』）
- 文化映画ベスト・ワン 『大丈夫。-小児科医・細谷亮太のコトバ-』

日本映画ベスト・テン
1. 一枚のハガキ（新藤兼人監督）
2. 大鹿村騒動記（阪本順治監督）
3. 冷たい熱帯魚（園子温監督）
4. まほろ駅前多田便利軒（大森立嗣監督）
5. 八日目の蟬（成島出監督）
6. サウダーヂ（富田克也監督）
7. 東京公園（青山真治監督）
モテキ（大根仁監督）
8. マイ・バック・ページ（山下敦弘監督）
9. 探偵はBARにいる（橋本一監督）

外国映画ベスト・テン
1. ゴーストライター（ロマン・ポランスキー監督）
2. ソーシャル・ネットワーク（デヴィッド・フィンチャー監督）
3. 英国王のスピーチ（トム・フーパー監督）
4. 無言歌（ワン・ビン監督）
5. ブラック・スワン（ダーレン・アロノフスキー監督）
6. マネーボール（ベネット・ミラー監督）
7. トゥルー・グリット（ジョエル＆イーサン・コーエン監督）
8. ヒア アフター（クリント・イーストウッド監督）
9. 灼熱の魂（ドゥニ・ヴィルヌーヴ監督）
10. 家族の庭（マイク・リー監督）

読者選出日本映画ベスト・テン
1. 八日目の蟬（成島出監督）
2. 冷たい熱帯魚（園子温監督）
3. 一枚のハガキ（新藤兼人監督）
4. 大鹿村騒動記（阪本順治監督）
5. マイ・バック・ページ（山下敦弘監督）
6. ステキな金縛り（三谷幸喜監督）
7. ツレがうつになりまして。（佐々部清監督）
8. アントキノイノチ（瀬々敬久監督）
9. 探偵はBARにいる（橋本一監督）
10. コクリコ坂から（宮崎吾朗監督）

読者選出外国映画ベスト・テン
1. ブラック・スワン（ダーレン・アロノフスキー監督）
2. 英国王のスピーチ（トム・フーパー監督）
3. ゴーストライター（ロマン・ポランスキー監督）
4. ヒア アフター（クリント・イーストウッド監督）
5. ソーシャル・ネットワーク（デヴィッド・フィンチャー監督）
6. トゥルー・グリット（ジョエル＆イーサン・コーエン監督）
7. マネーボール（ベネット・ミラー監督）
8. アジョシ（イ・ジョンボム監督）
9. ザ・ファイター（デヴィッド・O・ラッセル監督）
10. 猿の惑星：創世記（ジェネシス）（ルパート・ワイアット監督）

#### 第86回（2012年度）
- 日本映画監督賞 周防正行（『終の信託』）
- 脚本賞 内田けんじ（『鍵泥棒のメソッド』）
- 主演女優賞 安藤サクラ（『かぞくのくに』）
- 主演男優賞 森山未來（『苦役列車』）
- 助演女優賞 安藤サクラ（『愛と誠』、『その夜の侍』ほか）
- 助演男優賞 小日向文世（『アウトレイジ ビヨンド』ほか）
- 新人女優賞 橋本愛（『桐島、部活やめるってよ』、『ツナグ』、『Another』ほか）
- 新人男優賞 三浦貴大（『ふがいない僕は空を見た』、『わが母の記』、『あなたへ』ほか）
- 外国映画監督賞 マーティン・スコセッシ（『ヒューゴの不思議な発明』）
- 読者選出日本映画監督賞 内田けんじ（『鍵泥棒のメソッド』）
- 読者選出外国映画監督賞 ベン・アフレック（『アルゴ』）
- 文化映画ベスト・ワン 『ニッポンの嘘 報道写真家 福島菊次郎90歳』

日本映画ベスト・テン
1. かぞくのくに（ヤン・ヨンヒ監督）
2. 桐島、部活やめるってよ（吉田大八監督）
3. アウトレイジ ビヨンド（北野武監督）
4. 終の信託（周防正行監督）
5. 苦役列車（山下敦弘監督）
6. わが母の記（原田眞人監督）
7. ふがいない僕は空を見た（タナダユキ監督）
8. 鍵泥棒のメソッド（内田けんじ監督）
9. 希望の国（園子温監督）
10. 夢売るふたり（西川美和監督）

外国映画ベスト・テン
1. ニーチェの馬（タル・ベーラ監督）
2. 別離（アスガー・ファルハディ監督）
3. ヒューゴの不思議な発明（マーティン・スコセッシ監督）
4. ル・アーヴルの靴みがき（アキ・カウリスマキ監督）
5. ミッドナイト・イン・パリ（ウディ・アレン監督）
6. アルゴ（ベン・アフレック監督）
7. 戦火の馬（スティーブン・スピルバーグ監督）
8. ドライヴ（ニコラス・ウィンディング・レフン監督）
9. J・エドガー（クリント・イーストウッド監督）
10. 裏切りのサーカス（トーマス・アルフレッドソン監督）

読者選出日本映画ベスト・テン
1. 鍵泥棒のメソッド（内田けんじ監督）
2. 桐島、部活やめるってよ（吉田大八監督）
3. わが母の記（原田眞人監督）
4. 終の信託（周防正行監督）
5. おおかみこどもの雨と雪（細田守監督）
6. かぞくのくに（ヤン・ヨンヒ監督）
7. 夢売るふたり（西川美和監督）
8. ヒミズ（園子温監督）
9. 北のカナリアたち（阪本順治監督）
10. アウトレイジ ビヨンド（北野武監督）

読者選出外国映画ベスト・テン
1. アルゴ（ベン・アフレック監督）
2. 最強のふたり（エリック・トレダノ&オリヴィエ・ナカシュ監督）
3. アーティスト（ミシェル・アザナヴィシウス監督）
4. ミッドナイト・イン・パリ（ウディ・アレン監督）
5. 別離（アスガー・ファルハディ監督）
6. ダークナイト ライジング（クリストファー・ノーラン監督）
7. レ・ミゼラブル（トム・フーパー監督）
8. 人生の特等席（ロバート・ロレンツ監督）
9. ヒューゴの不思議な発明（マーティン・スコセッシ監督）
10. 007 スカイフォール（サム・メンデス監督）

#### 第87回（2013年度）
- 日本映画監督賞 石井裕也（『舟を編む』）
- 脚本賞 荒井晴彦（『共喰い』）
- 主演女優賞 真木よう子（『さよなら渓谷』、『そして父になる』、『すーちゃん まいちゃん さわ子さん』）
- 主演男優賞 松田龍平（『舟を編む』）
- 助演女優賞 田中裕子（『はじまりのみち』、『共喰い』）
- 助演男優賞 リリー・フランキー（『そして父になる』、『凶悪』）
- 新人女優賞 黒木華（『舟を編む』、『シャニダールの花』、『草原の椅子』、『まほろ駅前番外地』、『くじけないで』）
- 新人男優賞 吉岡竜輝（『少年H』）
- 外国映画監督賞 アルフォンソ・キュアロン（『ゼロ・グラビティ』）
- 読者選出日本映画監督賞 石井裕也（『舟を編む』）
- 読者選出外国映画監督賞 アルフォンソ・キュアロン（『ゼロ・グラビティ』）
- 文化映画ベスト・ワン 『標的の村』

日本映画ベスト・テン
1. ペコロスの母に会いに行く（森崎東監督）
2. 舟を編む（石井裕也監督）
3. 凶悪（白石和彌監督）
4. かぐや姫の物語（高畑勲監督）
5. 共喰い（青山真治監督）
6. そして父になる（是枝裕和監督）
7. 風立ちぬ（宮崎駿監督）
8. さよなら渓谷（大森立嗣監督）
9. もらとりあむタマ子（山下敦弘監督）
10. フラッシュバックメモリーズ 3D（英語版）（松江哲明監督）

外国映画ベスト・テン
1. 愛、アムール（ミヒャエル・ハネケ監督）
2. ゼロ・グラビティ（アルフォンソ・キュアロン監督）
3. ハンナ・アーレント（マルガレーテ・フォン・トロッタ監督）
4. セデック・バレ 第一部 太陽旗／第二部 虹の橋（ウェイ・ダーション監督）
5. 三姉妹 雲南の子（ワン・ビン監督）
6. ホーリー・モーターズ（レオス・カラックス監督）
7. ライフ・オブ・パイ/トラと漂流した227日（アン・リー監督）
8. ザ・マスター（ポール・トーマス・アンダーソン監督）
9. 熱波（ミゲル・ゴメス監督）
10. もうひとりの息子（ロレーヌ・レヴィ監督）

読者選出日本映画ベスト・テン
1. 舟を編む（石井裕也監督）
2. そして父になる（是枝裕和監督）
3. 凶悪（白石和彌監督）
4. かぐや姫の物語（高畑勲監督）
5. 風立ちぬ（宮崎駿監督）
6. さよなら渓谷（大森立嗣監督）
7. ペコロスの母に会いに行く（森崎東監督）
8. 横道世之介（沖田修一監督）
9. 東京家族（山田洋次監督）
10. はじまりのみち（原恵一監督）

読者選出外国映画ベスト・テン
1. ゼロ・グラビティ（アルフォンソ・キュアロン監督）
2. ジャンゴ 繋がれざる者（クエンティン・タランティーノ監督）
3. 愛、アムール（ミヒャエル・ハネケ監督）
4. ゼロ・ダーク・サーティ（キャスリン・ビグロー監督）
5. キャプテン・フィリップス（ポール・グリーングラス監督）
6. ライフ・オブ・パイ/トラと漂流した227日（アン・リー監督）
7. きっと、うまくいく（ラージクマール・ヒラーニ監督）
8. 嘆きのピエタ（キム・ギドク監督）
9. もうひとりの息子（ロレーヌ・レヴィ監督）
10. セデック・バレ 第一部 太陽旗／第二部 虹の橋（ウェイ・ダーション監督）

#### 第88回（2014年度）
- 日本映画監督賞 呉美保（『そこのみにて光輝く』）
- 脚本賞 高田亮（『そこのみにて光輝く』）
- 主演女優賞 安藤サクラ（『百円の恋』、『0.5ミリ』）
- 主演男優賞 綾野剛（『白ゆき姫殺人事件』『そこのみにて光輝く』）
- 助演女優賞 小林聡美（『紙の月』）
- 助演男優賞 池松壮亮（『ぼくたちの家族』、『海を感じる時』、『紙の月』ほか）
- 新人女優賞 門脇麦（『愛の渦』、『シャンティ デイズ 365日、幸せな呼吸』、『闇金ウシジマくん Part2』）
- 新人男優賞 東出昌大（『寄生獣』、『クローズEXPLODE』、『アオハライド』ほか）
- 外国映画監督賞 クリント・イーストウッド（『ジャージー・ボーイズ』）
- 読者選出日本映画監督賞 呉美保（『そこのみにて光輝く』）
- 読者選出外国映画監督賞 クリント・イーストウッド（『ジャージー・ボーイズ』）
- 文化映画ベスト・ワン 『鳥の道を越えて』

日本映画ベスト・テン
1. そこのみにて光輝く（呉美保監督）
2. 0.5ミリ（安藤桃子監督）
3. 紙の月（吉田大八監督）
4. 野のなななのか（大林宣彦監督）
5. ぼくたちの家族（石井裕也監督）
6. 小さいおうち（山田洋次監督）
7. 私の男（熊切和嘉監督）
8. 百円の恋（武正晴監督）
9. 水の声を聞く（山本政志監督）
10. ニシノユキヒコの恋と冒険（井口奈己監督）
蜩ノ記（小泉堯史監督）

外国映画ベスト・テン
1. ジャージー・ボーイズ（クリント・イーストウッド監督）
2. 6才のボクが、大人になるまで。（リチャード・リンクレイター監督）
3. 罪の手ざわり（ジャ・ジャンクー監督）
4. エレニの帰郷（テオ・アンゲロプロス監督）
5. ブルージャスミン（ウディ・アレン監督）
6. インターステラー（クリストファー・ノーラン監督）
7. リアリティのダンス（アレハンドロ・ホドロフスキー監督）
8. インサイド・ルーウィン・デイヴィス 名もなき男の歌（ジョエル&イーサン・コーエン監督）
9. ウルフ・オブ・ウォールストリート（マーティン・スコセッシ監督）
10. ラッシュ/プライドと友情（ロン・ハワード監督）

読者選出日本映画ベスト・テン
1. そこのみにて光輝く（呉美保監督）
2. 紙の月（吉田大八監督）
3. 小さいおうち（山田洋次監督）
4. 舞妓はレディ（周防正行監督）
5. 私の男（熊切和嘉監督）
6. ぼくたちの家族（石井裕也監督）
7. 0.5ミリ（安藤桃子監督）
8. 野のなななのか（大林宣彦監督）
9. 百円の恋（武正晴監督）
10. WOOD JOB! 〜神去なあなあ日常〜（矢口史靖監督）

読者選出外国映画ベスト・テン
1. ジャージー・ボーイズ（クリント・イーストウッド監督）
2. インターステラー（クリストファー・ノーラン監督）
3. ゴーン・ガール（デヴィッド・フィンチャー監督）
4. チョコレートドーナツ（トラヴィス・ファイン監督）
5. アデル、ブルーは熱い色（アブデラティフ・ケシシュ監督）
6. ダラス・バイヤーズクラブ（ジャン＝マルク・ヴァレ監督）
7. ブルージャスミン（ウディ・アレン監督）
8. グランド・ブダペスト・ホテル（ウェス・アンダーソン監督）
9. 6才のボクが、大人になるまで。（リチャード・リンクレイター監督）
10. ネブラスカ ふたつの心をつなぐ旅（アレクサンダー・ペイン監督）

#### 第89回（2015年度）
- 日本映画監督賞 橋口亮輔（『恋人たち』）
- 脚本賞 橋口亮輔（『恋人たち』）
- 主演女優賞 深津絵里（『岸辺の旅』『寄生獣 完結編』）
- 主演男優賞 二宮和也（『母と暮せば』）
- 助演女優賞 黒木華（『母と暮せば』『幕が上がる』『ソロモンの偽証 前篇・事件/後篇・裁判』）
- 助演男優賞 本木雅弘（『日本のいちばん長い日』『天空の蜂』）
- 新人女優賞 広瀬すず（『海街diary』）
- 新人男優賞 篠原篤（『恋人たち』）
- 外国映画監督賞 ジョージ・ミラー（『マッドマックス 怒りのデス・ロード』）
- 読者選出日本映画監督賞 是枝裕和（『海街diary』）
- 読者選出外国映画監督賞 デイミアン・チャゼル（『セッション』）
- 文化映画ベスト・ワン 『沖縄 うりずんの雨』

日本映画ベスト・テン
1. 恋人たち（橋口亮輔監督）
2. 野火（塚本晋也監督）
3. ハッピーアワー（濱口竜介監督）
4. 海街diary（是枝裕和監督）
5. 岸辺の旅（黒沢清監督）
6. GONIN サーガ（石井隆監督）
7. この国の空（荒井晴彦監督）
8. ソロモンの偽証 前篇・事件/後篇・裁判（成島出監督）
9. 母と暮せば（山田洋次監督）
10. きみはいい子（呉美保監督）
ローリング（冨永昌敬監督）

外国映画ベスト・テン
1. マッドマックス 怒りのデス・ロード（ジョージ・ミラー監督）
2. アメリカン・スナイパー（クリント・イーストウッド監督）
3. アンジェリカの微笑み（マノエル・ド・オリヴェイラ監督）
4. バードマン あるいは（無知がもたらす予期せぬ奇跡）（アレハンドロ・ゴンサレス・イニャリトゥ監督）
5. 黒衣の刺客（ホウ・シャオシェン監督）
6. 神々のたそがれ（アレクセイ・ゲルマン監督）
7. セッション（デイミアン・チャゼル監督）
8. 雪の轍（ヌリ・ビルゲ・ジェイラン監督）
9. インヒアレント・ヴァイス（ポール・トーマス・アンダーソン監督）
10. おみおくりの作法（ウベルト・パゾリーニ（英語版）監督）

読者選出日本映画ベスト・テン
1. 海街diary（是枝裕和監督）
2. 恋人たち（橋口亮輔監督）
3. あん（河瀬直美監督）
4. ソロモンの偽証 前篇・事件/後篇・裁判（成島出監督）
5. 岸辺の旅（黒沢清監督）
6. きみはいい子（呉美保監督）
7. 野火（塚本晋也監督）
8. この国の空（荒井晴彦監督）
9. 駆込み女と駆出し男（原田眞人監督）
10. バクマン。（大根仁監督）

読者選出外国映画ベスト・テン
1. セッション（デイミアン・チャゼル監督）
2. アメリカン・スナイパー（クリント・イーストウッド監督）
3. マッドマックス 怒りのデス・ロード（ジョージ・ミラー監督）
4. バードマン あるいは（無知がもたらす予期せぬ奇跡）（アレハンドロ・ゴンサレス・イニャリトゥ監督）
5. イミテーション・ゲーム/エニグマと天才数学者の秘密（モルテン・ティルドゥム監督）
6. おみおくりの作法（ウベルト・パゾリーニ監督）
7. ナイトクローラー（ダン・ギルロイ監督）
8. KANO 1931海の向こうの甲子園（マー・ジーシアン監督）
9. 黄金のアデーレ 名画の帰還（サイモン・カーティス監督）
10. 妻への家路（チャン・イーモウ監督）

#### 第90回（2016年度）
- 日本映画監督賞 片渕須直（『この世界の片隅に』）
- 脚本賞 庵野秀明（『シン・ゴジラ』）
- 主演女優賞 宮沢りえ（『湯を沸かすほどの熱い愛』）
- 主演男優賞 柳楽優弥（『ディストラクション・ベイビーズ』）
- 助演女優賞 杉咲花（『湯を沸かすほどの熱い愛』『スキャナー 記憶のカケラをよむ男』）
- 助演男優賞 竹原ピストル（『永い言い訳』）
- 新人女優賞 小松菜奈（『溺れるナイフ』『ディストラクション・ベイビーズ』『黒崎くんの言いなりになんてならない』『ヒーローマニア-生活-』）
- 新人男優賞 村上虹郎（『ディストラクション・ベイビーズ』『夏美のホタル』）
- 外国映画監督賞 クリント・イーストウッド（『ハドソン川の奇跡』）
- 読者選出日本映画監督賞 片渕須直（『この世界の片隅に』）
- 読者選出外国映画監督賞 クリント・イーストウッド（『ハドソン川の奇跡』）
- 文化映画ベスト・ワン 『ふたりの桃源郷』

日本映画ベスト・テン
1. この世界の片隅に（片渕須直監督）
2. シン・ゴジラ（庵野秀明総監督）
3. 淵に立つ（深田晃司監督）
4. ディストラクション・ベイビーズ（真利子哲也監督）
5. 永い言い訳（西川美和監督）
6. リップヴァンウィンクルの花嫁（岩井俊二監督）
7. 湯を沸かすほどの熱い愛（中野量太監督）
8. クリーピー 偽りの隣人（黒沢清監督）
9. オーバー・フェンス（山下敦弘監督）
10. 怒り（李相日監督）

外国映画ベスト・テン
1. ハドソン川の奇跡（クリント・イーストウッド監督）
2. キャロル（トッド・ヘインズ監督）
3. ブリッジ・オブ・スパイ（スティーヴン・スピルバーグ監督）
4. トランボ ハリウッドに最も嫌われた男（ジェイ・ローチ監督）
5. 山河ノスタルジア（ジャ・ジャンクー監督）
6. サウルの息子（ネメシュ・ラースロー監督）
7. スポットライト 世紀のスクープ（トム・マッカーシー監督）
8. イレブン・ミニッツ（イエジー・スコリモフスキ監督）
9. ブルックリン（ジョン・クローリー監督）
10. ルーム（レニー・エイブラハムソン監督）

読者選出日本映画ベスト・テン
1. この世界の片隅に（片渕須直監督）
2. シン・ゴジラ（庵野秀明総監督）
3. 怒り（李相日監督）
4. 君の名は。（新海誠監督）
5. リップヴァンウィンクルの花嫁（岩井俊二監督）
6. 64-ロクヨン- 前編/後編（瀬々敬久監督）
7. 湯を沸かすほどの熱い愛（中野量太監督）
8. 永い言い訳（西川美和監督）
9. 海よりもまだ深く（是枝裕和監督）
10. 淵に立つ（深田晃司監督）

読者選出外国映画ベスト・テン
1. ハドソン川の奇跡（クリント・イーストウッド監督）
2. キャロル（トッド・ヘインズ監督）
3. スポットライト 世紀のスクープ（トム・マッカーシー監督）
4. ルーム（レニー・エイブラハムソン監督）
5. レヴェナント: 蘇えりし者（アレハンドロ・ゴンサレス・イニャリトゥ監督）
6. オデッセイ（リドリー・スコット監督）
7. ブリッジ・オブ・スパイ（スティーブン・スピルバーグ監督）
8. スター・ウォーズ/フォースの覚醒（J・J・エイブラムス監督）
9. ブルックリン（ジョン・クローリー監督）
10. トランボ ハリウッドにもっとも嫌われた男（ジェイ・ローチ監督）

#### 第91回（2017年度）
- 日本映画監督賞 大林宣彦（『花筐/HANAGATAMI』）
- 脚本賞 石井裕也（『映画 夜空はいつでも最高密度の青色だ』）
- 主演女優賞 蒼井優（『彼女がその名を知らない鳥たち』）
- 主演男優賞 菅田将暉（『あゝ、荒野 前篇/後篇』『火花』『帝一の國』『キセキ -あの日のソビト-』）
- 助演女優賞 田中麗奈（『幼な子われらに生まれ』）
- 助演男優賞 ヤン・イクチュン（『あゝ、荒野 前篇/後篇』）
- 新人女優賞 石橋静河（『映画 夜空はいつでも最高密度の青色だ』『PARKS パークス』『密使と番人』）
- 新人男優賞 山田涼介（『ナミヤ雑貨店の奇蹟』『鋼の錬金術師』）
- 外国映画監督賞 ケン・ローチ（『わたしは、ダニエル・ブレイク』）
- 読者選出日本映画監督賞 岸善幸（『あゝ、荒野 前篇/後篇』）
- 読者選出外国映画監督賞 デイミアン・チャゼル(『ラ・ラ・ランド』)
- 文化映画ベスト・ワン 『人生フルーツ』

日本映画ベスト・テン
1. 映画 夜空はいつでも最高密度の青色だ（石井裕也監督）
2. 花筐/HANAGATAMI(大林宣彦監督）
3. あゝ、荒野 前篇/後篇（岸善幸監督）
4. 幼な子われらに生まれ（三島有紀子監督）
5. 散歩する侵略者（黒沢清監督）
6. バンコクナイツ（富田克也監督）
7. 彼女の人生は間違いじゃない（廣木隆一監督）
8. 三度目の殺人（是枝裕和監督）
9. 彼女がその名を知らない鳥たち（白石和彌監督）
10. 彼らが本気で編むときは、（荻上直子監督）

外国映画ベスト・テン
1. わたしは、ダニエル・ブレイク（ケン・ローチ監督）
2. パターソン（ジム・ジャームッシュ監督）
3. マンチェスター・バイ・ザ・シー(ケネス・ロナーガン監督）
4. ダンケルク（クリストファー・ノーラン監督）
5. 立ち去った女（ラヴ・ディアス監督）
6. 沈黙 -サイレンス-（マーティン・スコセッシ監督）
7. 希望のかなた（アキ・カウリスマキ監督）
8. ドリーム（セオドア・メルフィ監督）
9. ムーンライト（バリー・ジェンキンス監督）
10. ラ・ラ・ランド（デイミアン・チャゼル監督）

読者選出日本映画ベスト・テン
1. あゝ、荒野 前篇/後篇（岸善幸監督)
2. 忍びの国（中村義洋監督）
3. 三度目の殺人（是枝裕和監督）
4. 彼女がその名を知らない鳥たち（白石和彌監督）
5. 幼な子われらに生まれ（三島有紀子監督）
6. 彼らが本気で編むときは、（荻上直子監督）
7. 散歩する侵略者（黒沢清監督）
8. ラストレシピ〜麒麟の舌の記憶〜（滝田洋二郎監督）
9. 映画 夜空はいつでも最高密度の青色だ（石井裕也監督）
10. 帝一の國（永井聡監督）

読者選出外国映画ベスト・テン
1. ラ・ラ・ランド（デイミアン・チャゼル監督)
2. ドリーム（セオドア・メルフィ監督）
3. ダンケルク（クリストファー・ノーラン監督）
4. 美女と野獣（ビル・コンドン監督）
5. わたしは、ダニエル・ブレイク（ケン・ローチ監督）
6. 沈黙 -サイレンス-（マーティン・スコセッシ監督）
7. マンチェスター・バイ・ザ・シー(ケネス・ロナーガン監督）
8. メッセージ（ドゥニ・ヴィルヌーヴ監督）
9. ブレードランナー 2049（ドゥニ・ヴィルヌーヴ監督）
10. ベイビー・ドライバー（エドガー・ライト監督）

#### 第92回（2018年度）
- 日本映画監督賞 瀬々敬久（『菊とギロチン』、『友罪』）
- 脚本賞 相澤虎之助、瀬々敬久（『菊とギロチン』）
- 主演女優賞 安藤サクラ（『万引き家族』）
- 主演男優賞 柄本佑（『きみの鳥はうたえる』、『素敵なダイナマイトスキャンダル』、『ポルトの恋人たち 時の記憶』）
- 助演女優賞 木野花（『愛しのアイリーン』）
- 助演男優賞 松坂桃李（『孤狼の血』）
- 新人女優賞 木竜麻生（『菊とギロチン』、『鈴木家の嘘』）
- 新人男優賞 寛一郎（『菊とギロチン』）
- 外国映画監督賞 マーティン・マクドナー（『スリー・ビルボード』）
- 読者選出日本映画監督賞 是枝裕和（『万引き家族』）
- 読者選出外国映画監督賞 マーティン・マクドナー（『スリー・ビルボード』）
- 特別賞 樹木希林
- 文化映画ベスト・ワン 『沖縄スパイ戦史』

日本映画ベスト・テン
1. 万引き家族（是枝裕和監督）
2. 菊とギロチン（瀬々敬久監督）
3. きみの鳥はうたえる（三宅唱監督）
4. 寝ても覚めても（濱口竜介監督）
5. 孤狼の血（白石和彌監督）
6. 鈴木家の嘘（野尻克己監督）
7. 斬、（塚本晋也監督）
8. 友罪（瀬々敬久監督）
9. 日日是好日（大森立嗣監督）
10. 教誨師（佐向大監督）

外国映画ベスト・テン
1. スリー・ビルボード（マーティン・マクドナー監督）
2. ペンタゴン・ペーパーズ/最高機密文書（スティーヴン・スピルバーグ監督）
3. シェイプ・オブ・ウォーター（ギレルモ・デル・トロ監督）
4. ファントム・スレッド（ポール・トーマス・アンダーソン監督）
5. ボヘミアン・ラプソディ（ブライアン・シンガー監督）
6. 15時17分、パリ行き（クリント・イーストウッド監督）
7. 顔たち、ところどころ（アニエス・ヴァルダ監督、JR（英語版）監督）
8. 1987、ある闘いの真実 （チャン・ジュナン（朝鮮語版）監督）
9. ニューヨーク、ジャクソンハイツへようこそ（フレデリック・ワイズマン監督）
10. 判決、ふたつの希望（ジアド・ドゥエイリ監督）

読者選出日本映画ベスト・テン
1. 万引き家族（是枝裕和監督）
2. カメラを止めるな!（上田慎一郎監督）
3. 孤狼の血（白石和彌監督）
4. 寝ても覚めても（濱口竜介監督）
5. 日日是好日（大森立嗣監督）
6. 菊とギロチン（瀬々敬久監督）
7. きみの鳥はうたえる（三宅唱監督）
8. 止められるか、俺たちを（白石和彌監督）
9. 空飛ぶタイヤ（本木克英監督）
10. 鈴木家の嘘（野尻克己監督）

読者選出外国映画ベスト・テン
1. スリー・ビルボード（マーティン・マクドナー監督）
2. ボヘミアン・ラプソディ（ブライアン・シンガー監督）
3. シェイプ・オブ・ウォーター（ギレルモ・デル・トロ監督）
4. ペンタゴン・ペーパーズ/最高機密文書（スティーヴン・スピルバーグ監督）
5. タクシー運転手 約束は海を越えて（チャン・フン監督）
6. 15時17分、パリ行き（クリント・イーストウッド監督）
7. 判決、ふたつの希望（ジアド・ドゥエイリ監督）
8. デトロイト（キャスリン・ビグロー監督）
9. グレイテスト・ショーマン（マイケル・グレイシー監督）
10. ウインド・リバー（テイラー・シェリダン監督）

#### 第93回（2019年度）
- 日本映画監督賞 白石和彌（『ひとよ』、『凪待ち』、『麻雀放浪記2020』）
- 脚本賞 阪本順治（『半世界』）
- 主演女優賞 瀧内公美（『火口のふたり』）
- 主演男優賞 池松壮亮（『宮本から君へ』）
- 助演女優賞 池脇千鶴（『半世界』）
- 助演男優賞 成田凌（『愛がなんだ』、『さよならくちびる』、『チワワちゃん』、『翔んで埼玉』、『人間失格 太宰治と3人の女たち』）
- 新人女優賞 関水渚（『町田くんの世界』）
- 新人男優賞 鈴鹿央士（『蜜蜂と遠雷』、『決算!忠臣蔵』）
- 外国映画監督賞 トッド・フィリップス（『ジョーカー』）
- 読者選出日本映画監督賞 阪本順治（『半世界』）
- 読者選出外国映画監督賞 トッド・フィリップス（『ジョーカー』）
- 特別賞 和田誠
- 文化映画ベスト・ワン 『i-新聞記者ドキュメント-』

日本映画ベスト・テン
1. 火口のふたり（荒井晴彦監督）
2. 半世界（阪本順治監督）
3. 宮本から君へ（真利子哲也監督）
4. よこがお（深田晃司監督）
5. 蜜蜂と遠雷（石川慶監督）
6. さよならくちびる（塩田明彦監督）
7. ひとよ（白石和彌監督）
8. 愛がなんだ（今泉力哉監督）
9. 嵐電（鈴木卓爾監督）
10. 旅のおわり世界のはじまり（黒沢清監督）

外国映画ベスト・テン
1. ジョーカー（トッド・フィリップス監督）
2. ワンス・アポン・ア・タイム・イン・ハリウッド（クエンティン・タランティーノ監督）
3. アイリッシュマン（マーティン・スコセッシ監督）
4. 運び屋（クリント・イーストウッド監督）
5. グリーンブック（ピーター・ファレリー監督）
6. 家族を想うとき（ケン・ローチ監督）
7. COLD WAR あの歌、2つの心（パヴェウ・パヴリコフスキ監督）
8. ROMA/ローマ （アルフォンソ・キュアロン監督）
9. 象は静かに座っている（フー・ボー（中国語版）監督）
10. バーニング 劇場版（イ・チャンドン監督）

読者選出日本映画ベスト・テン
1. 半世界（阪本順治監督）
2. 凪待ち（白石和彌監督）
3. 新聞記者（藤井道人監督）
4. ひとよ（白石和彌監督）
5. 天気の子（新海誠監督）
6. 愛がなんだ（今泉力哉監督）
7. 台風家族（市井昌秀監督）
8. 宮本から君へ（真利子哲也監督）
9. よこがお（深田晃司監督）
10. カツベン!（周防正行監督）

読者選出外国映画ベスト・テン
1. ジョーカー（トッド・フィリップス監督）
2. グリーンブック（ピーター・ファレリー監督）
3. 運び屋（クリント・イーストウッド監督）
4. ワンス・アポン・ア・タイム・イン・ハリウッド（クエンティン・タランティーノ監督）
5. ROMA/ローマ （アルフォンソ・キュアロン監督）
6. アイリッシュマン（マーティン・スコセッシ監督）
7. 存在のない子供たち（ナディーン・ラバキー監督）
8. 女王陛下のお気に入り（ヨルゴス・ランティモス監督）
9. 家族を想うとき（ケン・ローチ監督）
10. COLD WAR あの歌、2つの心（パヴェウ・パヴリコフスキ監督）

### 2020年代

#### 第94回（2020年度）
- 日本映画監督賞 大林宣彦（『海辺の映画館―キネマの玉手箱』）
- 脚本賞 濱口竜介、野原位、黒沢清（『スパイの妻〈劇場版〉』）
- 主演女優賞 水川あさみ（『喜劇 愛妻物語』、『滑走路』）
- 主演男優賞 森山未來（『アンダードッグ』）
- 助演女優賞 蒔田彩珠（『朝が来る』）
- 助演男優賞 宇野祥平（『罪の声』、『本気のしるし〈劇場版〉』、『恋するけだもの』、『37セカンズ』、『星の子』）
- 新人女優賞 モトーラ世理奈（『風の電話』）
- 新人男優賞 奥平大兼（『MOTHER マザー』）
- 外国映画監督賞 ポン・ジュノ（『パラサイト 半地下の家族』）
- 読者選出日本映画監督賞 田中光敏（『天外者』）
- 読者選出外国映画監督賞 ポン・ジュノ（『パラサイト 半地下の家族』）
- 特別賞 野上照代
- 文化映画ベスト・ワン 『なぜ君は総理大臣になれないのか』

日本映画ベスト・テン
1. スパイの妻〈劇場版〉（黒沢清監督）
2. 海辺の映画館―キネマの玉手箱（大林宣彦監督）
3. 朝が来る（河瀬直美監督）
4. アンダードッグ（武正晴監督）
5. 本気のしるし〈劇場版〉（深田晃司監督）
6. 37セカンズ（HIKARI監督）
7. 罪の声（土井裕泰監督）
8. 喜劇 愛妻物語（足立紳監督）
9. 空に住む（青山真治監督）
10. アルプススタンドのはしの方（城定秀夫監督）

外国映画ベスト・テン
1. パラサイト 半地下の家族（ポン・ジュノ監督）
2. はちどり（キム・ボラ監督）
3. 燃ゆる女の肖像（セリーヌ・シアマ監督）
4. ストーリー・オブ・マイライフ/わたしの若草物語（グレタ・ガーウィグ監督）
5. 異端の鳥（ヴァーツラフ・マルホウル（チェコ語版）監督）
死霊魂（中国語版）（ワン・ビン監督）
6. フォードvsフェラーリ（ジェームズ・マンゴールド監督）
7. ペイン・アンド・グローリー（ペドロ・アルモドバル監督）
8. 1917 命をかけた伝令（サム・メンデス監督）
9. TENET テネット（クリストファー・ノーラン監督）

読者選出日本映画ベスト・テン
1. 天外者（田中光敏監督）
2. ミッドナイトスワン（内田英治監督）
3. コンフィデンスマンJP プリンセス編（田中亮監督）
4. スパイの妻〈劇場版〉（黒沢清監督）
5. 罪の声（土井裕泰監督）
6. 朝が来る（河瀬直美監督）
7. 海辺の映画館―キネマの玉手箱（大林宣彦監督）
8. 浅田家!（中野量太監督）
9. ラストレター（岩井俊二監督）
10. 糸（瀬々敬久監督）

読者選出外国映画ベスト・テン
1. パラサイト 半地下の家族（ポン・ジュノ監督）
2. TENET テネット（クリストファー・ノーラン監督）
3. ストーリー・オブ・マイライフ/わたしの若草物語（グレタ・ガーウィグ監督）
4. ジョジョ・ラビット（タイカ・ワイティティ監督）
5. リチャード・ジュエル（クリント・イーストウッド監督）
6. 1917 命をかけた伝令（サム・メンデス監督）
7. はちどり（キム・ボラ監督）
8. フォードvsフェラーリ（ジェームズ・マンゴールド監督）
9. 燃ゆる女の肖像（セリーヌ・シアマ監督）
10. ミッドサマー（アリ・アスター監督）

#### 第95回（2021年度）
- 日本映画監督賞 濱口竜介（『ドライブ・マイ・カー』）
- 脚本賞 濱口竜介、大江崇允（『ドライブ・マイ・カー』）
- 主演女優賞 尾野真千子（『茜色に焼かれる』、『ヤクザと家族 The Family』）
- 主演男優賞 役所広司（『すばらしき世界』）
- 助演女優賞 三浦透子（『ドライブ・マイ・カー』、『スパゲティコード・ラブ』）
- 助演男優賞 鈴木亮平（『孤狼の血 LEVEL2』、『燃えよ剣』、『土竜の唄 FINAL』）
- 新人女優賞 河合優実（『サマーフィルムにのって』、『由宇子の天秤』、『偽りのないhappy end』）
- 新人男優賞 和田庵（『茜色に焼かれる』）
- 外国映画監督賞 クロエ・ジャオ（『ノマドランド』、『エターナルズ』）
- 読者選出日本映画監督賞 濱口竜介（『ドライブ・マイ・カー』）
- 読者選出外国映画監督賞 クロエ・ジャオ（『ノマドランド』、『エターナルズ』）
- 特別賞 佐藤忠男
- 文化映画ベスト・ワン 『水俣曼荼羅』

日本映画ベスト・テン
1. ドライブ・マイ・カー（濱口竜介監督）
2. 茜色に焼かれる（石井裕也監督）
3. 偶然と想像（濱口竜介監督）
4. すばらしき世界（西川美和監督）
5. 水俣曼荼羅（原一男監督）
6. あのこは貴族（岨手由貴子監督）
7. 空白（𠮷田恵輔監督）
8. 由宇子の天秤（春本雄二郎監督）
9. いとみち（横浜聡子監督）
10. 花束みたいな恋をした（土井裕泰監督）

外国映画ベスト・テン
1. ノマドランド（クロエ・ジャオ監督）
2. ボストン市庁舎（フレデリック・ワイズマン監督）
3. プロミシング・ヤング・ウーマン（エメラルド・フェネル監督）
4. アメリカン・ユートピア（英語版）（スパイク・リー監督）
5. ファーザー（フロリアン・ゼレール監督）
6. ラストナイト・イン・ソーホー（エドガー・ライト監督）
7. 春江水暖〜しゅんこうすいだん〜（中国語版）（グー・シャオガン（中国語版）監督）
8. パワー・オブ・ザ・ドッグ（ジェーン・カンピオン監督）
9. MINAMATA-ミナマタ-（アンドリュー・レヴィタス（英語版）監督）
10. 少年の君（デレク・ツァン監督）

読者選出日本映画ベスト・テン
1. ドライブ・マイ・カー（濱口竜介監督）
2. すばらしき世界（西川美和監督）
3. 茜色に焼かれる（石井裕也監督）
4. 空白（𠮷田恵輔監督）
5. 由宇子の天秤（春本雄二郎監督）
6. あのこは貴族（岨手由貴子監督）
7. 偶然と想像（濱口竜介監督）
8. 街の上で（今泉力哉監督）
9. 孤狼の血 LEVEL2（白石和彌監督）
10. 花束みたいな恋をした（土井裕泰監督）

読者選出外国映画ベスト・テン
1. ノマドランド（クロエ・ジャオ監督）
2. ファーザー（フロリアン・ゼレール監督）
3. プロミシング・ヤング・ウーマン（エメラルド・フェネル監督）
4. 007/ノー・タイム・トゥ・ダイ（キャリー・ジョージ・フクナガ監督）
5. ミナリ（リー・アイザック・チョン監督）
6. アメリカン・ユートピア（スパイク・リー監督）
7. 最後の決闘裁判（リドリー・スコット監督）
8. DUNE/デューン 砂の惑星（ドゥニ・ヴィルヌーヴ監督）
9. MINAMATA-ミナマタ-（アンドリュー・レヴィタス監督）
10. ラストナイト・イン・ソーホー（エドガー・ライト監督）

#### 第96回（2022年度）
- 日本映画監督賞 高橋伴明（『夜明けまでバス停で』）
- 脚本賞 梶原阿貴（『夜明けまでバス停で』）
- 主演女優賞 岸井ゆきの（『ケイコ 目を澄ませて』、『神は見返りを求める』、『犬も食わねどチャーリーは笑う』、『やがて海へと届く』）
- 主演男優賞 沢田研二（『土を喰らう十二ヵ月』）
- 助演女優賞 広末涼子（『あちらにいる鬼』、『バスカヴィル家の犬 シャーロック劇場版』、『コンフィデンスマンJP 英雄編』）
- 助演男優賞 三浦友和（『ケイコ 目を澄ませて』、『線は、僕を描く』、『グッバイ・クルエル・ワールド』）
- 新人女優賞 嵐莉菜（『マイスモールランド』）
- 新人男優賞 目黒蓮（『月の満ち欠け』、『おそ松さん』）
- 外国映画監督賞 ペドロ・アルモドバル（『パラレル・マザーズ』）
- 読者選出日本映画監督賞 三宅唱（『ケイコ 目を澄ませて』）
- 読者選出外国映画監督賞 シアン・ヘダー（『コーダ あいのうた』）
- 特別賞 小林信彦
- 文化映画ベスト・ワン 『私のはなし 部落のはなし』

日本映画ベスト・テン
1. ケイコ 目を澄ませて（三宅唱監督）
2. ある男（石川慶監督）
3. 夜明けまでバス停で（高橋伴明監督）
4. こちらあみ子（森井勇佑監督）
5. 冬薔薇（阪本順治監督）
6. 土を喰らう十二ヵ月（中江裕司監督）
ハケンアニメ!（吉野耕平監督）
PLAN 75（早川千絵監督）
7. さがす（片山慎三監督）
千夜、一夜（久保田直監督）

外国映画ベスト・テン
1. リコリス・ピザ（ポール・トーマス・アンダーソン監督）
2. トップガン マーヴェリック（ジョセフ・コシンスキー監督）
3. パラレル・マザーズ（ペドロ・アルモドバル監督）
4. クライ・マッチョ（クリント・イーストウッド監督）
5. アネット（レオス・カラックス監督）
6. コーダ あいのうた（シアン・ヘダー監督）
7. ベルファスト（ケネス・ブラナー監督）
8. ウエスト・サイド・ストーリー（スティーブン・スピルバーグ監督）
9. 戦争と女の顔（カンテミール・バラゴフ（ロシア語版）監督）
10. あなたの顔の前に（朝鮮語版）（ホン・サンス監督）

読者選出日本映画ベスト・テン
1. ケイコ 目を澄ませて（三宅唱監督）
2. ある男（石川慶監督）
3. 窓辺にて（今泉力哉監督）
4. 流浪の月（李相日監督）
5. ハケンアニメ!（吉野耕平監督）
6. PLAN 75（早川千絵監督）
7. 愛なのに（城定秀夫監督）
8. シン・ウルトラマン（樋口真嗣監督）
9. 土を喰らう十二ヵ月（中江裕司監督）
10. マイスモールランド（川和田恵真監督）

読者選出外国映画ベスト・テン
1. コーダ あいのうた（シアン・ヘダー監督）
2. トップガン マーヴェリック（ジョセフ・コシンスキー監督）
3. ベイビー・ブローカー（是枝裕和監督）
4. エルヴィス（バズ・ラーマン監督）
5. ウエスト・サイド・ストーリー（スティーブン・スピルバーグ監督）
6. リコリス・ピザ（ポール・トーマス・アンダーソン監督）
7. ベルファスト（ケネス・ブラナー監督）
8. RRR（S・S・ラージャマウリ監督）
9. クライ・マッチョ（クリント・イーストウッド監督）
10. カモン カモン（マイク・ミルズ監督）

#### 第97回（2023年度）
- 日本映画監督賞 ヴィム・ヴェンダース（『PERFECT DAYS』）
- 脚本賞 阪本順治（『せかいのおきく』）
- 主演女優賞 趣里（『ほかげ』）
- 主演男優賞 役所広司（『PERFECT DAYS』、『ファミリア』、『銀河鉄道の父』）
- 助演女優賞 二階堂ふみ（『月』）
- 助演男優賞 磯村勇斗（『月』、『正欲』、『渇水』、『最後まで行く』、『波紋』、『東京リベンジャーズ2 血のハロウィン編 -運命-』、『東京リベンジャーズ2 血のハロウィン編 -決戦-』）
- 新人女優賞 アイナ・ジ・エンド（『キリエのうた』）
- 新人男優賞 塚尾桜雅（『ほかげ』）
- 外国映画監督賞 トッド・フィールド（『TAR/ター』）
- 読者選出日本映画監督賞 瑠東東一郎（『Gメン』）
- 読者選出外国映画監督賞 マーティン・スコセッシ（『キラーズ・オブ・ザ・フラワームーン』）
- 文化映画ベスト・ワン 『キャメラを持った男たち─関東大震災を撮る─』

日本映画ベスト・テン
1. せかいのおきく（阪本順治監督）
2. PERFECT DAYS（ヴィム・ヴェンダース監督）
3. ほかげ（塚本晋也監督）
4. 福田村事件（森達也監督）
5. 月（石井裕也監督）
6. 花腐し（荒井晴彦監督）
7. 怪物（是枝裕和監督）
8. ゴジラ-1.0（山崎貴監督）
9. 君たちはどう生きるか（宮崎駿監督）
10. 春画先生（塩田明彦監督）

外国映画ベスト・テン
1. TAR/ター（トッド・フィールド監督）
2. キラーズ・オブ・ザ・フラワームーン（マーティン・スコセッシ監督）
3. 枯れ葉（アキ・カウリスマキ監督）
4. EO イーオー（イエジー・スコリモフスキ監督）
5. フェイブルマンズ（スティーヴン・スピルバーグ監督）
6. イニシェリン島の精霊（マーティン・マクドナー監督）
7. 別れる決心（パク・チャヌク監督）
8. エンパイア・オブ・ライト（サム・メンデス監督）
9. エブリシング・エブリウェア・オール・アット・ワンス（ダニエル・クワン、ダニエル・シャイナート監督）
10. ウーマン・トーキング 私たちの選択（サラ・ポーリー監督）

読者選出日本映画ベスト・テン
1. Gメン（瑠東東一郎監督）
2. 福田村事件（森達也監督）
3. 怪物（是枝裕和監督）
4. ゴジラ-1.0（山崎貴監督）
5. 月（石井裕也監督）
6. 正欲（岸善幸監督）
7. 愛にイナズマ（石井裕也監督）
8. 君たちはどう生きるか（宮崎駿監督）
9. 市子（戸田彬弘監督）
10. BAD LANDS バッド・ランズ（原田眞人監督）

読者選出外国映画ベスト・テン
1. キラーズ・オブ・ザ・フラワームーン（マーティン・スコセッシ監督）
2. TAR/ター（トッド・フィールド監督）
3. フェイブルマンズ（スティーヴン・スピルバーグ監督）
4. ミッション:インポッシブル/デッドレコニング PART ONE（クリストファー・マッカリー監督）
5. イニシェリン島の精霊（マーティン・マクドナー監督）
6. 枯れ葉（アキ・カウリスマキ監督）
7. バービー（グレタ・ガーウィグ監督）
8. エンパイア・オブ・ライト（サム・メンデス監督）
9. トリとロキタ（フランス語版）（ジャン＝ピエール&リュック・ダルデンヌ監督）
10. ザ・ホエール（ダーレン・アロノフスキー監督）

#### 第98回（2024年度）
- 日本映画監督賞 三宅唱（『夜明けのすべて』）
- 脚本賞 野木亜紀子（『ラストマイル』）
- 主演女優賞 河合優実（『ナミビアの砂漠』『あんのこと』）
- 主演男優賞 松村北斗（『夜明けのすべて』）
- 助演女優賞 忍足亜希子（『ぼくが生きてる、ふたつの世界』）
- 助演男優賞 池松壮亮（『ぼくのお日さま』『ベイビーわるきゅーれ ナイスデイズ』）
- 新人女優賞 中西希亜良（『ぼくのお日さま』）
- 新人男優賞 越山敬達（『ぼくのお日さま』）
- 外国映画監督賞 クリストファー・ノーラン（『オッペンハイマー』）
- 読者選出日本映画監督賞 三宅唱（『夜明けのすべて』）
- 読者選出外国映画監督賞 クリストファー・ノーラン（『オッペンハイマー』）
- 文化映画ベスト・ワン 『正義の行方』

日本映画ベスト・テン
1. 夜明けのすべて（三宅唱監督）
2. ナミビアの砂漠（山中瑶子監督）
3. 悪は存在しない（濱口竜介監督）
4. Cloud クラウド（黒沢清監督）
ぼくのお日さま（奥山大史監督）
5. ぼくが生きてる、ふたつの世界（呉美保監督）
6. ルックバック（押山清高監督）
7. 青春ジャック 止められるか、俺たちを2（井上淳一監督）
8. ラストマイル（塚原あゆ子監督）
9. あんのこと（入江悠監督）

外国映画ベスト・テン
1. オッペンハイマー（クリストファー・ノーラン監督）
2. 瞳をとじて（ビクトル・エリセ監督）
3. 関心領域（ジョナサン・グレイザー監督）
4. 哀れなるものたち（ヨルゴス・ランティモス監督）
5. ファースト・カウ（ケリー・ライカート監督）
6. ホールドオーバーズ 置いてけぼりのホリディ（アレクサンダー・ペイン監督）
7. シビル・ウォー アメリカ最後の日（アレックス・ガーランド監督）
8. 落下の解剖学（ジュスティーヌ・トリエ監督）
9. 夜の外側 イタリアを震撼させた55日間（英語版）（マルコ・ベロッキオ監督）
10. フライ・ミー・トゥ・ザ・ムーン（グレッグ・バーランティ監督）

読者選出日本映画ベスト・テン
1. 夜明けのすべて（三宅唱監督）
2. 侍タイムスリッパー（安田淳一監督）
3. 悪は存在しない（濱口竜介監督）
4. あんのこと（入江悠監督）
5. ミッシング（𠮷田恵輔監督）
6. ラストマイル（塚原あゆ子監督）
7. ぼくのお日さま（奥山大史監督）
8. ルックバック（押山清高監督）
9. 碁盤斬り（白石和彌監督）
10. ぼくが生きてる、ふたつの世界（呉美保監督）

読者選出外国映画ベスト・テン
1. オッペンハイマー（クリストファー・ノーラン監督）
2. 哀れなるものたち（ヨルゴス・ランティモス監督）
3. 関心領域（ジョナサン・グレイザー監督）
4. シビル・ウォー アメリカ最後の日（アレックス・ガーランド監督）
5. ホールドオーバーズ 置いてけぼりのホリディ（アレクサンダー・ペイン監督）
6. 落下の解剖学（ジュスティーヌ・トリエ監督）
7. 瞳をとじて（ビクトル・エリセ監督）
8. ソウルの春（キム・ソンス（英語版）監督）
9. デューン 砂の惑星PART2（ドゥニ・ヴィルヌーヴ監督）
10. マッドマックス:フュリオサ（ジョージ・ミラー監督）

## キネマ旬報読者賞
1973年度（発表は1974年）から、『キネマ旬報』の連載コラムの中から、読者の投票でもっとも人気が高かった作品を「キネマ旬報読者賞」として表彰するようになった。歴代受賞作は以下のとおり。
- キネマ旬報読者賞一覧
  - 1973年度（第1回） 和田誠 「お楽しみはこれからだ」
  - 1974年度（第2回） 竹中労 「日本映画縦断」
  - 1975年度（第3回） 落合恵子+矢崎泰久+山藤章二 「シネマ・プラクティス」
  - 1976年度（第4回） 落合恵子+矢崎泰久+山藤章二 「シネマ・プラクティス」
  - 1977年度（第5回） 小林信彦「小林信彦のコラム」
  - 1978年度（第6回） 秋本鉄次+内海陽子+尾形敏朗+野村正昭+藤田真男によるインタビュー 「ニッポン個性派時代」
  - 1979年度（第7回） 和田誠 「お楽しみはこれからだ」
  - 1980年度（第8回） 小林信彦 「小林信彦のコラム」
  - 1981年度（第9回） 小林久三 「雨の日の動物園」
  - 1982年度（第10回） 淀川長治 「淀川長治自伝」
  - 1983年度（第11回） 小林久三 「雨の日の動物園」
  - 1984年度（第12回） 淀川長治 「淀川長治自伝」
  - 1985年度（第13回） 和田誠 「お楽しみはこれからだ」
  - 1986年度（第14回） 手塚治虫 「観たり撮ったり写したり」
  - 1987年度（第15回） 川本三郎 「降っても、晴れても」
  - 1988年度（第16回） 安西水丸 「シネマ・ストリート」
  - 1989年度（第17回） 連城三紀彦 「試写室のメロディー」
  - 1990年度（第18回） 田山力哉「シネマ・ア・ラ・モード」
  - 1991年度（第19回） 尾形敏朗 「巨人と少年」
  - 1992年度（第20回） 竹中直人 「少々おむづかりのご様子」
  - 1993年度（第21回） 関根勤 「関根勤のサブミッション映画館」
  - 1994年度（第22回） 和田誠 「お楽しみはこれからだ」
  - 1995年度（第23回） 田山力哉 「シネマ・ア・ラ・モード」
  - 1996年度（第24回） 立川志らく 「立川志らくのシネマ徒然草」
  - 1997年度（第25回） 大高宏雄 「映画戦線異状なし」
  - 1998年度（第26回） 和田誠＋三谷幸喜 「これもまた別の話」
  - 1999年度（第27回） 立川志らく 「立川志らくのシネマ徒然草」
  - 2000年度（第28回） 君塚良一 「脚本（シナリオ）通りにはいかない!」
  - 2001年度（第29回） 川本三郎 「映画を見ればわかること」
  - 2002年度（第30回） 川本三郎 「映画を見ればわかること」
  - 2003年度（第31回） 香川照之 「日本の魅録」
  - 2004年度（第32回） 川本三郎 「映画を見ればわかること」
  - 2005年度（第33回） 香川照之 「日本の魅録」
  - 2006年度（第34回） 香川照之 「日本の魅録」
  - 2007年度（第35回） 川本三郎 「映画を見ればわかること」
  - 2008年度（第36回） 片桐はいり 「もぎりよ今夜も有難う」
  - 2009年度（第37回） 香川照之 「日本の魅録」
  - 2010年度（第38回） 川本三郎 「映画を見ればわかること」
  - 2011年度（第39回） 立川志らく 「立川志らくのシネマ徒然草」
  - 2012年度（第40回） 大高宏雄 「ファイト・シネクラブ」
  - 2013年度（第41回） 荒俣宏 「百年の闇 キネマの幻」
  - 2014年度（第42回） 細野晴臣 「映画を聴きましょう」
  - 2015年度（第43回） 川本三郎 「映画を見ればわかること」
  - 2016年度（第44回） 川本三郎 「映画を見ればわかること」
  - 2017年度（第45回） 立川志らく 「立川志らくのシネマ徒然草」
  - 2018年度（第46回） 立川志らく 「立川志らくのシネマ徒然草」
  - 2019年度（第47回） 宇多丸/三沢和子 「2018年の森田芳光」
  - 2020年度（第48回） 川本三郎 「映画を見ればわかること」
  - 2021年度（第49回） 立川志らく 「立川志らくのシネマ徒然草」
  - 2022年度（第50回） 川本三郎 「映画を見ればわかること」
  - 2023年度（第51回） 川本三郎「映画を見ればわかること」
  - 2024年度（第52回） 斎藤環「映画のまなざし転移」

## 年代別ベスト・テン
創刊100年を迎えた際に、特別企画として年代別ベスト・テンが発表された。

### 1970年代ベスト・テン
日本映画ベスト・テン
1. 太陽を盗んだ男（長谷川和彦監督）
2. 仁義なき戦い（深作欣二監督）
3. 新幹線大爆破（佐藤純彌監督）
4. ルパン三世 カリオストロの城（宮崎駿監督）
5. HOUSE ハウス（大林宣彦監督）
6. 復讐するは我にあり（今村昌平監督）
7. 犬神家の一族（市川崑監督）
8. 砂の器（野村芳太郎監督）
9. 青春の蹉跌（神代辰巳監督）
竜馬暗殺（黒木和雄監督）

外国映画ベスト・テン
1. タクシードライバー（マーティン・スコセッシ監督）
2. ダーティハリー（ドン・シーゲル監督）
3. スター・ウォーズ（ジョージ・ルーカス監督）
4. ゴッドファーザー（フランシス・フォード・コッポラ監督）
5. 旅芸人の記録（テオ・アンゲロプロス監督）
6. 未知との遭遇（スティーヴン・スピルバーグ監督）
7. ジョーズ（スティーヴン・スピルバーグ監督）
時計じかけのオレンジ（スタンリー・キューブリック監督）
ミツバチのささやき（ビクトル・エリセ監督）
8. 地獄の黙示録（フランシス・フォード・コッポラ監督）

### 1980年代ベスト・テン
日本映画ベスト・テン
1. 家族ゲーム（森田芳光監督）
2. ゆきゆきて、神軍（原一男監督）
3. ツィゴイネルワイゼン（鈴木清順監督）
4. 戦場のメリークリスマス（大島渚監督）
5. その男、凶暴につき（北野武監督）
6. 台風クラブ（相米慎二監督）
7. 転校生（大林宣彦監督）
8. 風の谷のナウシカ（宮崎駿監督）
9. Wの悲劇（澤井信一郎監督）
10. どついたるねん（阪本順治監督）
となりのトトロ（宮崎駿監督）

外国映画ベスト・テン
1. ブレードランナー（リドリー・スコット監督）
2. ストレンジャー・ザン・パラダイス（ジム・ジャームッシュ監督）
3. バック・トゥ・ザ・フューチャー（ロバート・ゼメキス監督）
悲情城市（侯孝賢監督）
4. E.T.（スティーヴン・スピルバーグ監督）
 動くな、死ね、甦れ!（ヴィターリー・カネフスキー監督）
 男たちの挽歌（ジョン・ウー監督）
 最前線物語（サミュエル・フラー監督）
 友だちのうちはどこ?（アッバス・キアロスタミ監督）
5. グロリア (1980年の映画)（ジョン・カサヴェテス監督）
 ニュー・シネマ・パラダイス（ジュゼッペ・トルナトーレ監督）
 ブルース・ブラザース（ジョン・ランディス監督）

### 1990年代ベスト・テン
日本映画ベスト・テン
1. 月はどっちに出ている（崔洋一監督）
2. ソナチネ（北野武監督）
3. お引越し（相米慎二監督）
4. CURE（黒沢清監督）
5. シコふんじゃった。（周防正行監督)
Shall we ダンス?（周防正行監督）
6. トカレフ（阪本順治監督）
 HANA-BI（北野武監督）
 もののけ姫（宮崎駿監督）
7. 3-4X10月（北野武監督）
 死んでもいい（石井隆監督）

外国映画ベスト・テン
1. 牯嶺街少年殺人事件（エドワード・ヤン監督）
2. 許されざる者（クリント・イーストウッド監督）
3. パルプ・フィクション（クエンティン・タランティーノ監督）
4. 欲望の翼（ウォン・カーウァイ監督）
5. アンダーグラウンド（エミール・クストリッツァ監督）
6. テルマ&ルイーズ（リドリー・スコット監督）
ファーゴ（ジョエル・コーエン監督）
7. さらば、わが愛/覇王別姫（陳凱歌監督）
8. グッドフェローズ（マーティン・スコセッシ監督）
恋する惑星（ウォン・カーウァイ監督）
ショーシャンクの空に（フランク・ダラボン監督）
レザボア・ドッグス（クエンティン・タランティーノ監督）

### 2000年代ベスト・テン
日本映画ベスト・テン
1. 顔（阪本順治監督）
2. EUREKA（青山真治監督）
3. パッチギ!（井筒和幸監督）
4. 愛のむきだし（園子温監督）
 ゆれる（西川美和監督）
5. 誰も知らない（是枝裕和監督）
6. ハッシュ!（橋口亮輔監督）
7. 千と千尋の神隠し（宮崎駿監督）
リリイ・シュシュのすべて（岩井俊二監督）
8. バトル・ロワイアル（深作欣二監督）

外国映画ベスト・テン
1. 殺人の追憶（ポン・ジュノ監督）
2. 花様年華（ウォン・カーウァイ監督）
3. グラン・トリノ（クリント・イーストウッド監督）
4. ダークナイト（クリストファー・ノーラン監督）
5. ゼア・ウィル・ビー・ブラッド（ポール・トーマス・アンダーソン監督）
6. インファナル・アフェア（アンドリュー・ラウ&アラン・マック監督）
ミリオンダラー・ベイビー（クリント・イーストウッド監督）
ヤンヤン 夏の想い出（エドワード・ヤン監督）
7. オアシス（イ・チャンドン監督）
鉄西区（王兵監督）
ノーカントリー（ ジョエル&イーサン・コーエン監督）
マルホランド・ドライブ（デヴィッド・リンチ監督）
ミスティック・リバー（クリント・イーストウッド監督）

## 記録

### 監督賞
- 4回受賞
  - 山田洋次（1970、1977、1991、2002）

- 3回受賞
  - 今井正（1956、1957、1959）
  - 今村昌平（1963、1968、1979）
  - 熊井啓（1972、1974、1986）
  - 周防正行（1992、2007、2012）

- 2回受賞
  - 市川崑（1960、1962）
  - 森田芳光（1983、1985）
  - 伊丹十三（1984、1987）
  - 新藤兼人（1975、1995）
  - 小栗康平（1981、1996）
  - 黒木和雄（1988、2003）
  - 崔洋一（1993、2004）
  - 大林宣彦（2017、2020）

### 主演男優賞
- 4回受賞
  - 真田広之（1988、1993、1995、2002）
  - 役所広司（1996、1997、2021、2023）

- 3回受賞
  - 三國連太郎（1965、1989、1991）
  - 原田芳雄（1992、2000、2011）

- 2回受賞
  - 市川雷蔵（1958、1967）
  - 三船敏郎（1961、1968）
  - 井川比佐志（1970、1972）
  - 高倉健（1977、1999）
  - 森山未來（2012、2020）

### 主演女優賞
- 3回受賞
  - 若尾文子（1961、1965、1968）
  - 岩下志麻（1967、1969、1977）
  - 倍賞千恵子（1970、1981、1982）
  - 桃井かおり（1979、1988、1997）
  - 原田美枝子（1976、1996、1998）
  - 宮沢りえ（2002、2004、2016）
  - 安藤サクラ（2012、2014、2018）

- 2回受賞
  - 山田五十鈴（1956、1957）
  - 田中絹代（1958、1974）
  - 田中裕子（1983、2005）
  - 寺島しのぶ（2003、2010）

### 助演男優賞
- 3回受賞
  - 香川照之（2000、2002、2006）
  - 三浦友和（2007、2009、2022）

- 2回受賞
  - 原田芳雄（1975、1989）
  - 山﨑努（1980、2001）
  - 池松壮亮（2014、2024）

### 助演女優賞
- 4回受賞
  - 大楠道代（1980、1998、2000、2003）

- 2回受賞
  - 大竹しのぶ（1975、1978）
  - 桜田淳子（1987、1993）
  - 安藤サクラ（2010、2012）

### 脚本賞
- 5回受賞
  - 荒井晴彦（1984、1988、2003、2011、2013）

- 4回受賞
  - 橋本忍（1958、1960、1966、1967）

- 3回受賞
  - 田村孟（1968、1969、1971）
  - 新藤兼人（1962、1978、1995）
  - 鄭義信（1993、1998、2004）
  - 阪本順治（2000、2011、2019、2023）

- 2回受賞
  - 八住利雄（1957、1959）
  - 水木洋子（1961、1964）
  - 大島渚（1968、1971）
  - 佐々木守（1968、1971）
  - 山田洋次（1970、1974）
  - 森田芳光（1983、1986）
  - 伊丹十三（1987、1989）
  - 田中陽造（1980、1994）
  - 三谷幸喜（1991、1997）
  - 崔洋一（1993、2004）
  - 周防正行（1996、2007）
  - 西川美和（2006、2009）
  - 内田けんじ（2005、2012）
  - 濱口竜介（2020、2021）